# Анатолий Карпов
Анатолий Евгениевич Карпов (на руски: Анато́лий Евге́ньевич Ка́рпов) е 12-ият световен шампион по шахмат от 1975 до 1985 г. и световен шампион на ФИДЕ от 1993 до 1999 г.
Завършва икономическия факултет на Ленинградския държавен университет. Майстор на спорта на СССР (1966), международен майстор (1969), международен гросмайстор (1970), международен съдия по шахмат (2009). Удостоен е 9 пъти с наградата „Шахматен Оскар“ (1973 – 1977, 1979 – 1981 и 1984).

## Детство и възход
Анатолий Карпов е роден в Златоуст, индустриален град в Южен Урал. Карпов научава правилата на шахмата от баща си, когато е 4-годишен. На 7 започва да играе в местния шах-клуб. На 10 години става шампион на родния си град и покрива нормата за кандидат-майстор на спорта. На 15 става един от най-младите съветски национални майстори по шахмат. Негов треньор от 1963 г. е 6-ият световен шампион Михаил Ботвиник. През 1965 г. се премества със семейството си в град Тула. През 1966 г. дели петото място на първенството на СССР по шах за юноши. През 1968 г. побеждава в 6-кръгов мач-турнир Ваганян и Щайнберг и получава правото да представя Съветския съюз на европейското първенство по шах за юноши през 1969 г., където става шампион. На първенството на СССР през 1970 г. заема 5 – 7 място, а една година по-късно – 4-то място. През декември 1971 г. печели мемориала „Алехин“ в Москва заедно с трикратния шампион на СССР Леонид Щейн и е обявен за новата звезда на Съветския съюз от Ботвиник.

## Световен шампион
През 1974 г. в мачовете на претендентите за световната шахматна корона Карпов побеждава на четвъртфинала Лев Полугаевски (+3, -0, =5), на полуфинала – Борис Спаски (+4, -1, =6), а на финала – Виктор Корчной (+3, -2, =19) и достига до мач за световната титла с шампиона Роберт Фишер. Фишер поставя 10 условия, сред които равенствата да не влизат в резултата, да се играе до 10 победи и при резултат 9:9 шампионът (Фишер) да запазва титлата си. ФИДЕ първоначално отказва, но по-късно приема първите две. Боби Фишер обаче иска да са изпълнени всички и не се явява на мача, за да защити титлата си.
На 4 април 1975 г. Световната федерация по шахмат (ФИДЕ) обявява 23-годишния Анатоли Карпов за 12-ия световен шампион по шахмат. Впоследствие Карпов участва в много силни турнири, за да докаже, че заслужава титлата. Той е изявен турнирен шахматист и играещ световен шампион. От 1975 до 1977 г. печели 12 от 14 най-силни турнира в света. До 1981 г. Карпов печели 31 от 38-те турнира, в които участва. След завоюването на шахматната корона има 70 турнирни победи. Казва, че „за да бъдеш шампион, е необходимо повече от това просто да бъдеш силен играч; трябва да бъдеш и силен човек“.

## Мачове срещу Корчной
През 1978 г. играе мач за световната титла срещу Корчной в Багио, Филипините. Правилата определят победител да е този, който пръв достигне 6 победи, като равенствата не се зачитат. Карпов печели с 6:5 при 21 равенства в 91-дневния мач и запазва титлата си.
Мачът се запомня с много съмнения в честността си. През изминалите години Корчной вече не играе за Съветския съюз. Корчной твърди, че д-р Жуков се опитва да помага на Карпов, като хипнотизира Корчной по време на партиите. От своя страна Корчной използва огледални очила, за да отбягва хипнотизиращите му погледи. Корчной предлага и да играе под пиратския флаг, когато му е отказано да играе под швейцарското знаме. Има съмнения, че киселото мляко на Карпов е използвано за предаване на съобщения, а Корчной кани двама местни магьосници (съдени за опит за убийство) като членове на екипа си. 
През 1981 г. в Мерано (Италия) Карпов играе нов мач за световната титла срещу Корчной. Този път психологическото предимство е на страната на Карпов, след като синът на Корчной е арестуван за укриване от военна служба и излежава за това 2,5-годишна присъда в лагер. Карпов печели с 6 победи, 2 загуби и 10 ремита и отново защитава титлата. 

## Загуба на титлата
През 1985 г. губи титлата в мач срещу Гари Каспаров. Мачът започва през 1984 г. и се играе по правилото за постигане на 6 победи. Продължава пет месеца. След 9 партии Карпов повежда с 4:0 победи, но следват 17 равенства. Карпов печели и 27-ата партия и повежда с 5:0. В 32-рата партия Каспаров печели за първи път, а след още 14 равенства печели още 47-а и 48-а партия и резултатът става 5:3 за Карпов (5 победи, 40 равенства и 3 загуби). Тогава мачът е прекратен от президента на ФИДЕ Кампоманес с основание преумора на играчите. Шахматната общественост спекулира с това, че ФИДЕ се опитала да спаси титлата на Карпов. Ако мачът бе игран по традиционните правила до 1972 г. (12,5 т. от 24 партии), Карпов би спечелил преждевременно след 19-а партия с убедителния резултат 12:7 без нито една загуба.
През следващата година (1985) се играе нов мач в Москва, този път по стария регламент от 24 партии, като при равенство световният шампион запазва титлата си. Карпов губи с 11:13 (3 победи, 16 равенства и 5 загуби), а с това и титлата.
От 1986 до 1990 г. Карпов играе срещу Каспаров още три равностойни мача-реванш за титлата от по 24 партии. От тях 2 губи с минимална разлика и 1 завършва наравно и не успява да си върне титлата:
- 1986 г. в Лондон и Ленинград – 11,5:12,5 (4 победи, 15 равенства и 5 загуби),
- 1987 г. в Севиля – 12:12 (4 победи, 16 равенства и 4 загуби) и
- 1990 г. в Лион – 11,5:12,5 (3 победи, 17 равенства и 4 загуби).

В цялата си кариера Карпов играе 235 партии срещу Каспаров, като печели 23, губи 33 и завършва наравно 179 пъти. От тях в 5-те мача за световната титла играят 144 партии, от които Карпов има 19 победи, 21 загуби и 104 ремита. Изключително високото ниво на играта и дебютно разнообразие във финалните двубои, както и продължителното владеене на световната титла, дава основание Каспаров и Карпов да бъдат считани са най-силните шахматисти за всички времена.

## Световен шампион на ФИДЕ
През 1992 г. Карпов губи кандидатския мач срещу Найджъл Шорт от Великобритания и Шорт получава правото да е претендент на световния шампион Гари Каспаров. Двамата отказват да играят под егидата на ФИДЕ и Карпов играе в официалния мач за определяне на световния шампион на ФИДЕ срещу Ян Тиман от Холандия. Едновременно Каспаров и Шорт играят мач за световната титла „по класически шах“. И Карпов, и Каспаров печелят мачовете си и двамата твърдят, че са световни шампиони. Карпов губи титлата си световен шампион на ФИДЕ на 30 юли 1999 г., след като е дисквалифициран от участие на световното първенство в Лас Вегас, САЩ, защото отказва да подпише новите правила за определяне на световния шампион. Новите правила изисквали световният шампион да играе от 1-ви кръг на световното първенство на принципа на елиминациите, вместо да защитава титлата си срещу най-силния претендент по правилата от 1951 г.
През цялата си професионална кариера Карпов печели над 140 турнира и 1118 партии, губи 287 партии и завършва 1480 партии наравно. Най-доброто му ЕЛО-постижение е 2780 точки. Карпов е първият шахматист-милионер.

## Избрани партии
1. Анатолий Карпов – Виктор Корчной 1 – 0

Финал на претендентите за световната титла, 2-ра партия, Mосква, 18.9.1974,
Сицилианска защита, Вариант Дракон. 
1. e4 c5 2. Kf3 d6 3. d4 c:d4 4. K:d4 Kf6 5. Kc3 g6 6. Oe3 Og7 7. f3 Kc6 8. Дd2 0 – 0 9. Oc4 Od7 10. h4 Tc8 11. Ob3 Ke5 12. 0-0-0 Kc4 13. O:c4 T:c4. Тук в равностойна позиция Карпов жертва пешка за инициатива и разкрива линията h за атака на черния цар. 14. h5! (диаграма 1) K:h5 15. g4 Kf6
|   | a | b | c | d | e | f | g | h |   |
| 8 | черна дама на черно поле d8 · черен топ на черно поле f8 · черен цар на бяло поле g8 · черна пешка на черно поле a7 · черна пешка на бяло поле b7 · черен офицер на бяло поле d7 · черна пешка на черно поле e7 · черна пешка на бяло поле f7 · черен офицер на черно поле g7 · черна пешка на бяло поле h7 · черна пешка на черно поле d6 · черен кон на черно поле f6 · черна пешка на бяло поле g6 · бяла пешка на бяло поле h5 · черен топ на бяло поле c4 · бял кон на черно поле d4 · бяла пешка на бяло поле e4 · бял кон на черно поле c3 · бял офицер на черно поле e3 · бяла пешка на бяло поле f3 · бяла пешка на бяло поле a2 · бяла пешка на черно поле b2 · бяла пешка на бяло поле c2 · бяла дама на черно поле d2 · бяла пешка на бяло поле g2 · бял цар на черно поле c1 · бял топ на бяло поле d1 · бял топ на бяло поле h1 | черна дама на черно поле d8 · черен топ на черно поле f8 · черен цар на бяло поле g8 · черна пешка на черно поле a7 · черна пешка на бяло поле b7 · черен офицер на бяло поле d7 · черна пешка на черно поле e7 · черна пешка на бяло поле f7 · черен офицер на черно поле g7 · черна пешка на бяло поле h7 · черна пешка на черно поле d6 · черен кон на черно поле f6 · черна пешка на бяло поле g6 · бяла пешка на бяло поле h5 · черен топ на бяло поле c4 · бял кон на черно поле d4 · бяла пешка на бяло поле e4 · бял кон на черно поле c3 · бял офицер на черно поле e3 · бяла пешка на бяло поле f3 · бяла пешка на бяло поле a2 · бяла пешка на черно поле b2 · бяла пешка на бяло поле c2 · бяла дама на черно поле d2 · бяла пешка на бяло поле g2 · бял цар на черно поле c1 · бял топ на бяло поле d1 · бял топ на бяло поле h1 | черна дама на черно поле d8 · черен топ на черно поле f8 · черен цар на бяло поле g8 · черна пешка на черно поле a7 · черна пешка на бяло поле b7 · черен офицер на бяло поле d7 · черна пешка на черно поле e7 · черна пешка на бяло поле f7 · черен офицер на черно поле g7 · черна пешка на бяло поле h7 · черна пешка на черно поле d6 · черен кон на черно поле f6 · черна пешка на бяло поле g6 · бяла пешка на бяло поле h5 · черен топ на бяло поле c4 · бял кон на черно поле d4 · бяла пешка на бяло поле e4 · бял кон на черно поле c3 · бял офицер на черно поле e3 · бяла пешка на бяло поле f3 · бяла пешка на бяло поле a2 · бяла пешка на черно поле b2 · бяла пешка на бяло поле c2 · бяла дама на черно поле d2 · бяла пешка на бяло поле g2 · бял цар на черно поле c1 · бял топ на бяло поле d1 · бял топ на бяло поле h1 | черна дама на черно поле d8 · черен топ на черно поле f8 · черен цар на бяло поле g8 · черна пешка на черно поле a7 · черна пешка на бяло поле b7 · черен офицер на бяло поле d7 · черна пешка на черно поле e7 · черна пешка на бяло поле f7 · черен офицер на черно поле g7 · черна пешка на бяло поле h7 · черна пешка на черно поле d6 · черен кон на черно поле f6 · черна пешка на бяло поле g6 · бяла пешка на бяло поле h5 · черен топ на бяло поле c4 · бял кон на черно поле d4 · бяла пешка на бяло поле e4 · бял кон на черно поле c3 · бял офицер на черно поле e3 · бяла пешка на бяло поле f3 · бяла пешка на бяло поле a2 · бяла пешка на черно поле b2 · бяла пешка на бяло поле c2 · бяла дама на черно поле d2 · бяла пешка на бяло поле g2 · бял цар на черно поле c1 · бял топ на бяло поле d1 · бял топ на бяло поле h1 | черна дама на черно поле d8 · черен топ на черно поле f8 · черен цар на бяло поле g8 · черна пешка на черно поле a7 · черна пешка на бяло поле b7 · черен офицер на бяло поле d7 · черна пешка на черно поле e7 · черна пешка на бяло поле f7 · черен офицер на черно поле g7 · черна пешка на бяло поле h7 · черна пешка на черно поле d6 · черен кон на черно поле f6 · черна пешка на бяло поле g6 · бяла пешка на бяло поле h5 · черен топ на бяло поле c4 · бял кон на черно поле d4 · бяла пешка на бяло поле e4 · бял кон на черно поле c3 · бял офицер на черно поле e3 · бяла пешка на бяло поле f3 · бяла пешка на бяло поле a2 · бяла пешка на черно поле b2 · бяла пешка на бяло поле c2 · бяла дама на черно поле d2 · бяла пешка на бяло поле g2 · бял цар на черно поле c1 · бял топ на бяло поле d1 · бял топ на бяло поле h1 | черна дама на черно поле d8 · черен топ на черно поле f8 · черен цар на бяло поле g8 · черна пешка на черно поле a7 · черна пешка на бяло поле b7 · черен офицер на бяло поле d7 · черна пешка на черно поле e7 · черна пешка на бяло поле f7 · черен офицер на черно поле g7 · черна пешка на бяло поле h7 · черна пешка на черно поле d6 · черен кон на черно поле f6 · черна пешка на бяло поле g6 · бяла пешка на бяло поле h5 · черен топ на бяло поле c4 · бял кон на черно поле d4 · бяла пешка на бяло поле e4 · бял кон на черно поле c3 · бял офицер на черно поле e3 · бяла пешка на бяло поле f3 · бяла пешка на бяло поле a2 · бяла пешка на черно поле b2 · бяла пешка на бяло поле c2 · бяла дама на черно поле d2 · бяла пешка на бяло поле g2 · бял цар на черно поле c1 · бял топ на бяло поле d1 · бял топ на бяло поле h1 | черна дама на черно поле d8 · черен топ на черно поле f8 · черен цар на бяло поле g8 · черна пешка на черно поле a7 · черна пешка на бяло поле b7 · черен офицер на бяло поле d7 · черна пешка на черно поле e7 · черна пешка на бяло поле f7 · черен офицер на черно поле g7 · черна пешка на бяло поле h7 · черна пешка на черно поле d6 · черен кон на черно поле f6 · черна пешка на бяло поле g6 · бяла пешка на бяло поле h5 · черен топ на бяло поле c4 · бял кон на черно поле d4 · бяла пешка на бяло поле e4 · бял кон на черно поле c3 · бял офицер на черно поле e3 · бяла пешка на бяло поле f3 · бяла пешка на бяло поле a2 · бяла пешка на черно поле b2 · бяла пешка на бяло поле c2 · бяла дама на черно поле d2 · бяла пешка на бяло поле g2 · бял цар на черно поле c1 · бял топ на бяло поле d1 · бял топ на бяло поле h1 | черна дама на черно поле d8 · черен топ на черно поле f8 · черен цар на бяло поле g8 · черна пешка на черно поле a7 · черна пешка на бяло поле b7 · черен офицер на бяло поле d7 · черна пешка на черно поле e7 · черна пешка на бяло поле f7 · черен офицер на черно поле g7 · черна пешка на бяло поле h7 · черна пешка на черно поле d6 · черен кон на черно поле f6 · черна пешка на бяло поле g6 · бяла пешка на бяло поле h5 · черен топ на бяло поле c4 · бял кон на черно поле d4 · бяла пешка на бяло поле e4 · бял кон на черно поле c3 · бял офицер на черно поле e3 · бяла пешка на бяло поле f3 · бяла пешка на бяло поле a2 · бяла пешка на черно поле b2 · бяла пешка на бяло поле c2 · бяла дама на черно поле d2 · бяла пешка на бяло поле g2 · бял цар на черно поле c1 · бял топ на бяло поле d1 · бял топ на бяло поле h1 | 8 |
| 7 | черна дама на черно поле d8 · черен топ на черно поле f8 · черен цар на бяло поле g8 · черна пешка на черно поле a7 · черна пешка на бяло поле b7 · черен офицер на бяло поле d7 · черна пешка на черно поле e7 · черна пешка на бяло поле f7 · черен офицер на черно поле g7 · черна пешка на бяло поле h7 · черна пешка на черно поле d6 · черен кон на черно поле f6 · черна пешка на бяло поле g6 · бяла пешка на бяло поле h5 · черен топ на бяло поле c4 · бял кон на черно поле d4 · бяла пешка на бяло поле e4 · бял кон на черно поле c3 · бял офицер на черно поле e3 · бяла пешка на бяло поле f3 · бяла пешка на бяло поле a2 · бяла пешка на черно поле b2 · бяла пешка на бяло поле c2 · бяла дама на черно поле d2 · бяла пешка на бяло поле g2 · бял цар на черно поле c1 · бял топ на бяло поле d1 · бял топ на бяло поле h1 | черна дама на черно поле d8 · черен топ на черно поле f8 · черен цар на бяло поле g8 · черна пешка на черно поле a7 · черна пешка на бяло поле b7 · черен офицер на бяло поле d7 · черна пешка на черно поле e7 · черна пешка на бяло поле f7 · черен офицер на черно поле g7 · черна пешка на бяло поле h7 · черна пешка на черно поле d6 · черен кон на черно поле f6 · черна пешка на бяло поле g6 · бяла пешка на бяло поле h5 · черен топ на бяло поле c4 · бял кон на черно поле d4 · бяла пешка на бяло поле e4 · бял кон на черно поле c3 · бял офицер на черно поле e3 · бяла пешка на бяло поле f3 · бяла пешка на бяло поле a2 · бяла пешка на черно поле b2 · бяла пешка на бяло поле c2 · бяла дама на черно поле d2 · бяла пешка на бяло поле g2 · бял цар на черно поле c1 · бял топ на бяло поле d1 · бял топ на бяло поле h1 | черна дама на черно поле d8 · черен топ на черно поле f8 · черен цар на бяло поле g8 · черна пешка на черно поле a7 · черна пешка на бяло поле b7 · черен офицер на бяло поле d7 · черна пешка на черно поле e7 · черна пешка на бяло поле f7 · черен офицер на черно поле g7 · черна пешка на бяло поле h7 · черна пешка на черно поле d6 · черен кон на черно поле f6 · черна пешка на бяло поле g6 · бяла пешка на бяло поле h5 · черен топ на бяло поле c4 · бял кон на черно поле d4 · бяла пешка на бяло поле e4 · бял кон на черно поле c3 · бял офицер на черно поле e3 · бяла пешка на бяло поле f3 · бяла пешка на бяло поле a2 · бяла пешка на черно поле b2 · бяла пешка на бяло поле c2 · бяла дама на черно поле d2 · бяла пешка на бяло поле g2 · бял цар на черно поле c1 · бял топ на бяло поле d1 · бял топ на бяло поле h1 | черна дама на черно поле d8 · черен топ на черно поле f8 · черен цар на бяло поле g8 · черна пешка на черно поле a7 · черна пешка на бяло поле b7 · черен офицер на бяло поле d7 · черна пешка на черно поле e7 · черна пешка на бяло поле f7 · черен офицер на черно поле g7 · черна пешка на бяло поле h7 · черна пешка на черно поле d6 · черен кон на черно поле f6 · черна пешка на бяло поле g6 · бяла пешка на бяло поле h5 · черен топ на бяло поле c4 · бял кон на черно поле d4 · бяла пешка на бяло поле e4 · бял кон на черно поле c3 · бял офицер на черно поле e3 · бяла пешка на бяло поле f3 · бяла пешка на бяло поле a2 · бяла пешка на черно поле b2 · бяла пешка на бяло поле c2 · бяла дама на черно поле d2 · бяла пешка на бяло поле g2 · бял цар на черно поле c1 · бял топ на бяло поле d1 · бял топ на бяло поле h1 | черна дама на черно поле d8 · черен топ на черно поле f8 · черен цар на бяло поле g8 · черна пешка на черно поле a7 · черна пешка на бяло поле b7 · черен офицер на бяло поле d7 · черна пешка на черно поле e7 · черна пешка на бяло поле f7 · черен офицер на черно поле g7 · черна пешка на бяло поле h7 · черна пешка на черно поле d6 · черен кон на черно поле f6 · черна пешка на бяло поле g6 · бяла пешка на бяло поле h5 · черен топ на бяло поле c4 · бял кон на черно поле d4 · бяла пешка на бяло поле e4 · бял кон на черно поле c3 · бял офицер на черно поле e3 · бяла пешка на бяло поле f3 · бяла пешка на бяло поле a2 · бяла пешка на черно поле b2 · бяла пешка на бяло поле c2 · бяла дама на черно поле d2 · бяла пешка на бяло поле g2 · бял цар на черно поле c1 · бял топ на бяло поле d1 · бял топ на бяло поле h1 | черна дама на черно поле d8 · черен топ на черно поле f8 · черен цар на бяло поле g8 · черна пешка на черно поле a7 · черна пешка на бяло поле b7 · черен офицер на бяло поле d7 · черна пешка на черно поле e7 · черна пешка на бяло поле f7 · черен офицер на черно поле g7 · черна пешка на бяло поле h7 · черна пешка на черно поле d6 · черен кон на черно поле f6 · черна пешка на бяло поле g6 · бяла пешка на бяло поле h5 · черен топ на бяло поле c4 · бял кон на черно поле d4 · бяла пешка на бяло поле e4 · бял кон на черно поле c3 · бял офицер на черно поле e3 · бяла пешка на бяло поле f3 · бяла пешка на бяло поле a2 · бяла пешка на черно поле b2 · бяла пешка на бяло поле c2 · бяла дама на черно поле d2 · бяла пешка на бяло поле g2 · бял цар на черно поле c1 · бял топ на бяло поле d1 · бял топ на бяло поле h1 | черна дама на черно поле d8 · черен топ на черно поле f8 · черен цар на бяло поле g8 · черна пешка на черно поле a7 · черна пешка на бяло поле b7 · черен офицер на бяло поле d7 · черна пешка на черно поле e7 · черна пешка на бяло поле f7 · черен офицер на черно поле g7 · черна пешка на бяло поле h7 · черна пешка на черно поле d6 · черен кон на черно поле f6 · черна пешка на бяло поле g6 · бяла пешка на бяло поле h5 · черен топ на бяло поле c4 · бял кон на черно поле d4 · бяла пешка на бяло поле e4 · бял кон на черно поле c3 · бял офицер на черно поле e3 · бяла пешка на бяло поле f3 · бяла пешка на бяло поле a2 · бяла пешка на черно поле b2 · бяла пешка на бяло поле c2 · бяла дама на черно поле d2 · бяла пешка на бяло поле g2 · бял цар на черно поле c1 · бял топ на бяло поле d1 · бял топ на бяло поле h1 | черна дама на черно поле d8 · черен топ на черно поле f8 · черен цар на бяло поле g8 · черна пешка на черно поле a7 · черна пешка на бяло поле b7 · черен офицер на бяло поле d7 · черна пешка на черно поле e7 · черна пешка на бяло поле f7 · черен офицер на черно поле g7 · черна пешка на бяло поле h7 · черна пешка на черно поле d6 · черен кон на черно поле f6 · черна пешка на бяло поле g6 · бяла пешка на бяло поле h5 · черен топ на бяло поле c4 · бял кон на черно поле d4 · бяла пешка на бяло поле e4 · бял кон на черно поле c3 · бял офицер на черно поле e3 · бяла пешка на бяло поле f3 · бяла пешка на бяло поле a2 · бяла пешка на черно поле b2 · бяла пешка на бяло поле c2 · бяла дама на черно поле d2 · бяла пешка на бяло поле g2 · бял цар на черно поле c1 · бял топ на бяло поле d1 · бял топ на бяло поле h1 | 7 |
| 6 | черна дама на черно поле d8 · черен топ на черно поле f8 · черен цар на бяло поле g8 · черна пешка на черно поле a7 · черна пешка на бяло поле b7 · черен офицер на бяло поле d7 · черна пешка на черно поле e7 · черна пешка на бяло поле f7 · черен офицер на черно поле g7 · черна пешка на бяло поле h7 · черна пешка на черно поле d6 · черен кон на черно поле f6 · черна пешка на бяло поле g6 · бяла пешка на бяло поле h5 · черен топ на бяло поле c4 · бял кон на черно поле d4 · бяла пешка на бяло поле e4 · бял кон на черно поле c3 · бял офицер на черно поле e3 · бяла пешка на бяло поле f3 · бяла пешка на бяло поле a2 · бяла пешка на черно поле b2 · бяла пешка на бяло поле c2 · бяла дама на черно поле d2 · бяла пешка на бяло поле g2 · бял цар на черно поле c1 · бял топ на бяло поле d1 · бял топ на бяло поле h1 | черна дама на черно поле d8 · черен топ на черно поле f8 · черен цар на бяло поле g8 · черна пешка на черно поле a7 · черна пешка на бяло поле b7 · черен офицер на бяло поле d7 · черна пешка на черно поле e7 · черна пешка на бяло поле f7 · черен офицер на черно поле g7 · черна пешка на бяло поле h7 · черна пешка на черно поле d6 · черен кон на черно поле f6 · черна пешка на бяло поле g6 · бяла пешка на бяло поле h5 · черен топ на бяло поле c4 · бял кон на черно поле d4 · бяла пешка на бяло поле e4 · бял кон на черно поле c3 · бял офицер на черно поле e3 · бяла пешка на бяло поле f3 · бяла пешка на бяло поле a2 · бяла пешка на черно поле b2 · бяла пешка на бяло поле c2 · бяла дама на черно поле d2 · бяла пешка на бяло поле g2 · бял цар на черно поле c1 · бял топ на бяло поле d1 · бял топ на бяло поле h1 | черна дама на черно поле d8 · черен топ на черно поле f8 · черен цар на бяло поле g8 · черна пешка на черно поле a7 · черна пешка на бяло поле b7 · черен офицер на бяло поле d7 · черна пешка на черно поле e7 · черна пешка на бяло поле f7 · черен офицер на черно поле g7 · черна пешка на бяло поле h7 · черна пешка на черно поле d6 · черен кон на черно поле f6 · черна пешка на бяло поле g6 · бяла пешка на бяло поле h5 · черен топ на бяло поле c4 · бял кон на черно поле d4 · бяла пешка на бяло поле e4 · бял кон на черно поле c3 · бял офицер на черно поле e3 · бяла пешка на бяло поле f3 · бяла пешка на бяло поле a2 · бяла пешка на черно поле b2 · бяла пешка на бяло поле c2 · бяла дама на черно поле d2 · бяла пешка на бяло поле g2 · бял цар на черно поле c1 · бял топ на бяло поле d1 · бял топ на бяло поле h1 | черна дама на черно поле d8 · черен топ на черно поле f8 · черен цар на бяло поле g8 · черна пешка на черно поле a7 · черна пешка на бяло поле b7 · черен офицер на бяло поле d7 · черна пешка на черно поле e7 · черна пешка на бяло поле f7 · черен офицер на черно поле g7 · черна пешка на бяло поле h7 · черна пешка на черно поле d6 · черен кон на черно поле f6 · черна пешка на бяло поле g6 · бяла пешка на бяло поле h5 · черен топ на бяло поле c4 · бял кон на черно поле d4 · бяла пешка на бяло поле e4 · бял кон на черно поле c3 · бял офицер на черно поле e3 · бяла пешка на бяло поле f3 · бяла пешка на бяло поле a2 · бяла пешка на черно поле b2 · бяла пешка на бяло поле c2 · бяла дама на черно поле d2 · бяла пешка на бяло поле g2 · бял цар на черно поле c1 · бял топ на бяло поле d1 · бял топ на бяло поле h1 | черна дама на черно поле d8 · черен топ на черно поле f8 · черен цар на бяло поле g8 · черна пешка на черно поле a7 · черна пешка на бяло поле b7 · черен офицер на бяло поле d7 · черна пешка на черно поле e7 · черна пешка на бяло поле f7 · черен офицер на черно поле g7 · черна пешка на бяло поле h7 · черна пешка на черно поле d6 · черен кон на черно поле f6 · черна пешка на бяло поле g6 · бяла пешка на бяло поле h5 · черен топ на бяло поле c4 · бял кон на черно поле d4 · бяла пешка на бяло поле e4 · бял кон на черно поле c3 · бял офицер на черно поле e3 · бяла пешка на бяло поле f3 · бяла пешка на бяло поле a2 · бяла пешка на черно поле b2 · бяла пешка на бяло поле c2 · бяла дама на черно поле d2 · бяла пешка на бяло поле g2 · бял цар на черно поле c1 · бял топ на бяло поле d1 · бял топ на бяло поле h1 | черна дама на черно поле d8 · черен топ на черно поле f8 · черен цар на бяло поле g8 · черна пешка на черно поле a7 · черна пешка на бяло поле b7 · черен офицер на бяло поле d7 · черна пешка на черно поле e7 · черна пешка на бяло поле f7 · черен офицер на черно поле g7 · черна пешка на бяло поле h7 · черна пешка на черно поле d6 · черен кон на черно поле f6 · черна пешка на бяло поле g6 · бяла пешка на бяло поле h5 · черен топ на бяло поле c4 · бял кон на черно поле d4 · бяла пешка на бяло поле e4 · бял кон на черно поле c3 · бял офицер на черно поле e3 · бяла пешка на бяло поле f3 · бяла пешка на бяло поле a2 · бяла пешка на черно поле b2 · бяла пешка на бяло поле c2 · бяла дама на черно поле d2 · бяла пешка на бяло поле g2 · бял цар на черно поле c1 · бял топ на бяло поле d1 · бял топ на бяло поле h1 | черна дама на черно поле d8 · черен топ на черно поле f8 · черен цар на бяло поле g8 · черна пешка на черно поле a7 · черна пешка на бяло поле b7 · черен офицер на бяло поле d7 · черна пешка на черно поле e7 · черна пешка на бяло поле f7 · черен офицер на черно поле g7 · черна пешка на бяло поле h7 · черна пешка на черно поле d6 · черен кон на черно поле f6 · черна пешка на бяло поле g6 · бяла пешка на бяло поле h5 · черен топ на бяло поле c4 · бял кон на черно поле d4 · бяла пешка на бяло поле e4 · бял кон на черно поле c3 · бял офицер на черно поле e3 · бяла пешка на бяло поле f3 · бяла пешка на бяло поле a2 · бяла пешка на черно поле b2 · бяла пешка на бяло поле c2 · бяла дама на черно поле d2 · бяла пешка на бяло поле g2 · бял цар на черно поле c1 · бял топ на бяло поле d1 · бял топ на бяло поле h1 | черна дама на черно поле d8 · черен топ на черно поле f8 · черен цар на бяло поле g8 · черна пешка на черно поле a7 · черна пешка на бяло поле b7 · черен офицер на бяло поле d7 · черна пешка на черно поле e7 · черна пешка на бяло поле f7 · черен офицер на черно поле g7 · черна пешка на бяло поле h7 · черна пешка на черно поле d6 · черен кон на черно поле f6 · черна пешка на бяло поле g6 · бяла пешка на бяло поле h5 · черен топ на бяло поле c4 · бял кон на черно поле d4 · бяла пешка на бяло поле e4 · бял кон на черно поле c3 · бял офицер на черно поле e3 · бяла пешка на бяло поле f3 · бяла пешка на бяло поле a2 · бяла пешка на черно поле b2 · бяла пешка на бяло поле c2 · бяла дама на черно поле d2 · бяла пешка на бяло поле g2 · бял цар на черно поле c1 · бял топ на бяло поле d1 · бял топ на бяло поле h1 | 6 |
| 5 | черна дама на черно поле d8 · черен топ на черно поле f8 · черен цар на бяло поле g8 · черна пешка на черно поле a7 · черна пешка на бяло поле b7 · черен офицер на бяло поле d7 · черна пешка на черно поле e7 · черна пешка на бяло поле f7 · черен офицер на черно поле g7 · черна пешка на бяло поле h7 · черна пешка на черно поле d6 · черен кон на черно поле f6 · черна пешка на бяло поле g6 · бяла пешка на бяло поле h5 · черен топ на бяло поле c4 · бял кон на черно поле d4 · бяла пешка на бяло поле e4 · бял кон на черно поле c3 · бял офицер на черно поле e3 · бяла пешка на бяло поле f3 · бяла пешка на бяло поле a2 · бяла пешка на черно поле b2 · бяла пешка на бяло поле c2 · бяла дама на черно поле d2 · бяла пешка на бяло поле g2 · бял цар на черно поле c1 · бял топ на бяло поле d1 · бял топ на бяло поле h1 | черна дама на черно поле d8 · черен топ на черно поле f8 · черен цар на бяло поле g8 · черна пешка на черно поле a7 · черна пешка на бяло поле b7 · черен офицер на бяло поле d7 · черна пешка на черно поле e7 · черна пешка на бяло поле f7 · черен офицер на черно поле g7 · черна пешка на бяло поле h7 · черна пешка на черно поле d6 · черен кон на черно поле f6 · черна пешка на бяло поле g6 · бяла пешка на бяло поле h5 · черен топ на бяло поле c4 · бял кон на черно поле d4 · бяла пешка на бяло поле e4 · бял кон на черно поле c3 · бял офицер на черно поле e3 · бяла пешка на бяло поле f3 · бяла пешка на бяло поле a2 · бяла пешка на черно поле b2 · бяла пешка на бяло поле c2 · бяла дама на черно поле d2 · бяла пешка на бяло поле g2 · бял цар на черно поле c1 · бял топ на бяло поле d1 · бял топ на бяло поле h1 | черна дама на черно поле d8 · черен топ на черно поле f8 · черен цар на бяло поле g8 · черна пешка на черно поле a7 · черна пешка на бяло поле b7 · черен офицер на бяло поле d7 · черна пешка на черно поле e7 · черна пешка на бяло поле f7 · черен офицер на черно поле g7 · черна пешка на бяло поле h7 · черна пешка на черно поле d6 · черен кон на черно поле f6 · черна пешка на бяло поле g6 · бяла пешка на бяло поле h5 · черен топ на бяло поле c4 · бял кон на черно поле d4 · бяла пешка на бяло поле e4 · бял кон на черно поле c3 · бял офицер на черно поле e3 · бяла пешка на бяло поле f3 · бяла пешка на бяло поле a2 · бяла пешка на черно поле b2 · бяла пешка на бяло поле c2 · бяла дама на черно поле d2 · бяла пешка на бяло поле g2 · бял цар на черно поле c1 · бял топ на бяло поле d1 · бял топ на бяло поле h1 | черна дама на черно поле d8 · черен топ на черно поле f8 · черен цар на бяло поле g8 · черна пешка на черно поле a7 · черна пешка на бяло поле b7 · черен офицер на бяло поле d7 · черна пешка на черно поле e7 · черна пешка на бяло поле f7 · черен офицер на черно поле g7 · черна пешка на бяло поле h7 · черна пешка на черно поле d6 · черен кон на черно поле f6 · черна пешка на бяло поле g6 · бяла пешка на бяло поле h5 · черен топ на бяло поле c4 · бял кон на черно поле d4 · бяла пешка на бяло поле e4 · бял кон на черно поле c3 · бял офицер на черно поле e3 · бяла пешка на бяло поле f3 · бяла пешка на бяло поле a2 · бяла пешка на черно поле b2 · бяла пешка на бяло поле c2 · бяла дама на черно поле d2 · бяла пешка на бяло поле g2 · бял цар на черно поле c1 · бял топ на бяло поле d1 · бял топ на бяло поле h1 | черна дама на черно поле d8 · черен топ на черно поле f8 · черен цар на бяло поле g8 · черна пешка на черно поле a7 · черна пешка на бяло поле b7 · черен офицер на бяло поле d7 · черна пешка на черно поле e7 · черна пешка на бяло поле f7 · черен офицер на черно поле g7 · черна пешка на бяло поле h7 · черна пешка на черно поле d6 · черен кон на черно поле f6 · черна пешка на бяло поле g6 · бяла пешка на бяло поле h5 · черен топ на бяло поле c4 · бял кон на черно поле d4 · бяла пешка на бяло поле e4 · бял кон на черно поле c3 · бял офицер на черно поле e3 · бяла пешка на бяло поле f3 · бяла пешка на бяло поле a2 · бяла пешка на черно поле b2 · бяла пешка на бяло поле c2 · бяла дама на черно поле d2 · бяла пешка на бяло поле g2 · бял цар на черно поле c1 · бял топ на бяло поле d1 · бял топ на бяло поле h1 | черна дама на черно поле d8 · черен топ на черно поле f8 · черен цар на бяло поле g8 · черна пешка на черно поле a7 · черна пешка на бяло поле b7 · черен офицер на бяло поле d7 · черна пешка на черно поле e7 · черна пешка на бяло поле f7 · черен офицер на черно поле g7 · черна пешка на бяло поле h7 · черна пешка на черно поле d6 · черен кон на черно поле f6 · черна пешка на бяло поле g6 · бяла пешка на бяло поле h5 · черен топ на бяло поле c4 · бял кон на черно поле d4 · бяла пешка на бяло поле e4 · бял кон на черно поле c3 · бял офицер на черно поле e3 · бяла пешка на бяло поле f3 · бяла пешка на бяло поле a2 · бяла пешка на черно поле b2 · бяла пешка на бяло поле c2 · бяла дама на черно поле d2 · бяла пешка на бяло поле g2 · бял цар на черно поле c1 · бял топ на бяло поле d1 · бял топ на бяло поле h1 | черна дама на черно поле d8 · черен топ на черно поле f8 · черен цар на бяло поле g8 · черна пешка на черно поле a7 · черна пешка на бяло поле b7 · черен офицер на бяло поле d7 · черна пешка на черно поле e7 · черна пешка на бяло поле f7 · черен офицер на черно поле g7 · черна пешка на бяло поле h7 · черна пешка на черно поле d6 · черен кон на черно поле f6 · черна пешка на бяло поле g6 · бяла пешка на бяло поле h5 · черен топ на бяло поле c4 · бял кон на черно поле d4 · бяла пешка на бяло поле e4 · бял кон на черно поле c3 · бял офицер на черно поле e3 · бяла пешка на бяло поле f3 · бяла пешка на бяло поле a2 · бяла пешка на черно поле b2 · бяла пешка на бяло поле c2 · бяла дама на черно поле d2 · бяла пешка на бяло поле g2 · бял цар на черно поле c1 · бял топ на бяло поле d1 · бял топ на бяло поле h1 | черна дама на черно поле d8 · черен топ на черно поле f8 · черен цар на бяло поле g8 · черна пешка на черно поле a7 · черна пешка на бяло поле b7 · черен офицер на бяло поле d7 · черна пешка на черно поле e7 · черна пешка на бяло поле f7 · черен офицер на черно поле g7 · черна пешка на бяло поле h7 · черна пешка на черно поле d6 · черен кон на черно поле f6 · черна пешка на бяло поле g6 · бяла пешка на бяло поле h5 · черен топ на бяло поле c4 · бял кон на черно поле d4 · бяла пешка на бяло поле e4 · бял кон на черно поле c3 · бял офицер на черно поле e3 · бяла пешка на бяло поле f3 · бяла пешка на бяло поле a2 · бяла пешка на черно поле b2 · бяла пешка на бяло поле c2 · бяла дама на черно поле d2 · бяла пешка на бяло поле g2 · бял цар на черно поле c1 · бял топ на бяло поле d1 · бял топ на бяло поле h1 | 5 |
| 4 | черна дама на черно поле d8 · черен топ на черно поле f8 · черен цар на бяло поле g8 · черна пешка на черно поле a7 · черна пешка на бяло поле b7 · черен офицер на бяло поле d7 · черна пешка на черно поле e7 · черна пешка на бяло поле f7 · черен офицер на черно поле g7 · черна пешка на бяло поле h7 · черна пешка на черно поле d6 · черен кон на черно поле f6 · черна пешка на бяло поле g6 · бяла пешка на бяло поле h5 · черен топ на бяло поле c4 · бял кон на черно поле d4 · бяла пешка на бяло поле e4 · бял кон на черно поле c3 · бял офицер на черно поле e3 · бяла пешка на бяло поле f3 · бяла пешка на бяло поле a2 · бяла пешка на черно поле b2 · бяла пешка на бяло поле c2 · бяла дама на черно поле d2 · бяла пешка на бяло поле g2 · бял цар на черно поле c1 · бял топ на бяло поле d1 · бял топ на бяло поле h1 | черна дама на черно поле d8 · черен топ на черно поле f8 · черен цар на бяло поле g8 · черна пешка на черно поле a7 · черна пешка на бяло поле b7 · черен офицер на бяло поле d7 · черна пешка на черно поле e7 · черна пешка на бяло поле f7 · черен офицер на черно поле g7 · черна пешка на бяло поле h7 · черна пешка на черно поле d6 · черен кон на черно поле f6 · черна пешка на бяло поле g6 · бяла пешка на бяло поле h5 · черен топ на бяло поле c4 · бял кон на черно поле d4 · бяла пешка на бяло поле e4 · бял кон на черно поле c3 · бял офицер на черно поле e3 · бяла пешка на бяло поле f3 · бяла пешка на бяло поле a2 · бяла пешка на черно поле b2 · бяла пешка на бяло поле c2 · бяла дама на черно поле d2 · бяла пешка на бяло поле g2 · бял цар на черно поле c1 · бял топ на бяло поле d1 · бял топ на бяло поле h1 | черна дама на черно поле d8 · черен топ на черно поле f8 · черен цар на бяло поле g8 · черна пешка на черно поле a7 · черна пешка на бяло поле b7 · черен офицер на бяло поле d7 · черна пешка на черно поле e7 · черна пешка на бяло поле f7 · черен офицер на черно поле g7 · черна пешка на бяло поле h7 · черна пешка на черно поле d6 · черен кон на черно поле f6 · черна пешка на бяло поле g6 · бяла пешка на бяло поле h5 · черен топ на бяло поле c4 · бял кон на черно поле d4 · бяла пешка на бяло поле e4 · бял кон на черно поле c3 · бял офицер на черно поле e3 · бяла пешка на бяло поле f3 · бяла пешка на бяло поле a2 · бяла пешка на черно поле b2 · бяла пешка на бяло поле c2 · бяла дама на черно поле d2 · бяла пешка на бяло поле g2 · бял цар на черно поле c1 · бял топ на бяло поле d1 · бял топ на бяло поле h1 | черна дама на черно поле d8 · черен топ на черно поле f8 · черен цар на бяло поле g8 · черна пешка на черно поле a7 · черна пешка на бяло поле b7 · черен офицер на бяло поле d7 · черна пешка на черно поле e7 · черна пешка на бяло поле f7 · черен офицер на черно поле g7 · черна пешка на бяло поле h7 · черна пешка на черно поле d6 · черен кон на черно поле f6 · черна пешка на бяло поле g6 · бяла пешка на бяло поле h5 · черен топ на бяло поле c4 · бял кон на черно поле d4 · бяла пешка на бяло поле e4 · бял кон на черно поле c3 · бял офицер на черно поле e3 · бяла пешка на бяло поле f3 · бяла пешка на бяло поле a2 · бяла пешка на черно поле b2 · бяла пешка на бяло поле c2 · бяла дама на черно поле d2 · бяла пешка на бяло поле g2 · бял цар на черно поле c1 · бял топ на бяло поле d1 · бял топ на бяло поле h1 | черна дама на черно поле d8 · черен топ на черно поле f8 · черен цар на бяло поле g8 · черна пешка на черно поле a7 · черна пешка на бяло поле b7 · черен офицер на бяло поле d7 · черна пешка на черно поле e7 · черна пешка на бяло поле f7 · черен офицер на черно поле g7 · черна пешка на бяло поле h7 · черна пешка на черно поле d6 · черен кон на черно поле f6 · черна пешка на бяло поле g6 · бяла пешка на бяло поле h5 · черен топ на бяло поле c4 · бял кон на черно поле d4 · бяла пешка на бяло поле e4 · бял кон на черно поле c3 · бял офицер на черно поле e3 · бяла пешка на бяло поле f3 · бяла пешка на бяло поле a2 · бяла пешка на черно поле b2 · бяла пешка на бяло поле c2 · бяла дама на черно поле d2 · бяла пешка на бяло поле g2 · бял цар на черно поле c1 · бял топ на бяло поле d1 · бял топ на бяло поле h1 | черна дама на черно поле d8 · черен топ на черно поле f8 · черен цар на бяло поле g8 · черна пешка на черно поле a7 · черна пешка на бяло поле b7 · черен офицер на бяло поле d7 · черна пешка на черно поле e7 · черна пешка на бяло поле f7 · черен офицер на черно поле g7 · черна пешка на бяло поле h7 · черна пешка на черно поле d6 · черен кон на черно поле f6 · черна пешка на бяло поле g6 · бяла пешка на бяло поле h5 · черен топ на бяло поле c4 · бял кон на черно поле d4 · бяла пешка на бяло поле e4 · бял кон на черно поле c3 · бял офицер на черно поле e3 · бяла пешка на бяло поле f3 · бяла пешка на бяло поле a2 · бяла пешка на черно поле b2 · бяла пешка на бяло поле c2 · бяла дама на черно поле d2 · бяла пешка на бяло поле g2 · бял цар на черно поле c1 · бял топ на бяло поле d1 · бял топ на бяло поле h1 | черна дама на черно поле d8 · черен топ на черно поле f8 · черен цар на бяло поле g8 · черна пешка на черно поле a7 · черна пешка на бяло поле b7 · черен офицер на бяло поле d7 · черна пешка на черно поле e7 · черна пешка на бяло поле f7 · черен офицер на черно поле g7 · черна пешка на бяло поле h7 · черна пешка на черно поле d6 · черен кон на черно поле f6 · черна пешка на бяло поле g6 · бяла пешка на бяло поле h5 · черен топ на бяло поле c4 · бял кон на черно поле d4 · бяла пешка на бяло поле e4 · бял кон на черно поле c3 · бял офицер на черно поле e3 · бяла пешка на бяло поле f3 · бяла пешка на бяло поле a2 · бяла пешка на черно поле b2 · бяла пешка на бяло поле c2 · бяла дама на черно поле d2 · бяла пешка на бяло поле g2 · бял цар на черно поле c1 · бял топ на бяло поле d1 · бял топ на бяло поле h1 | черна дама на черно поле d8 · черен топ на черно поле f8 · черен цар на бяло поле g8 · черна пешка на черно поле a7 · черна пешка на бяло поле b7 · черен офицер на бяло поле d7 · черна пешка на черно поле e7 · черна пешка на бяло поле f7 · черен офицер на черно поле g7 · черна пешка на бяло поле h7 · черна пешка на черно поле d6 · черен кон на черно поле f6 · черна пешка на бяло поле g6 · бяла пешка на бяло поле h5 · черен топ на бяло поле c4 · бял кон на черно поле d4 · бяла пешка на бяло поле e4 · бял кон на черно поле c3 · бял офицер на черно поле e3 · бяла пешка на бяло поле f3 · бяла пешка на бяло поле a2 · бяла пешка на черно поле b2 · бяла пешка на бяло поле c2 · бяла дама на черно поле d2 · бяла пешка на бяло поле g2 · бял цар на черно поле c1 · бял топ на бяло поле d1 · бял топ на бяло поле h1 | 4 |
| 3 | черна дама на черно поле d8 · черен топ на черно поле f8 · черен цар на бяло поле g8 · черна пешка на черно поле a7 · черна пешка на бяло поле b7 · черен офицер на бяло поле d7 · черна пешка на черно поле e7 · черна пешка на бяло поле f7 · черен офицер на черно поле g7 · черна пешка на бяло поле h7 · черна пешка на черно поле d6 · черен кон на черно поле f6 · черна пешка на бяло поле g6 · бяла пешка на бяло поле h5 · черен топ на бяло поле c4 · бял кон на черно поле d4 · бяла пешка на бяло поле e4 · бял кон на черно поле c3 · бял офицер на черно поле e3 · бяла пешка на бяло поле f3 · бяла пешка на бяло поле a2 · бяла пешка на черно поле b2 · бяла пешка на бяло поле c2 · бяла дама на черно поле d2 · бяла пешка на бяло поле g2 · бял цар на черно поле c1 · бял топ на бяло поле d1 · бял топ на бяло поле h1 | черна дама на черно поле d8 · черен топ на черно поле f8 · черен цар на бяло поле g8 · черна пешка на черно поле a7 · черна пешка на бяло поле b7 · черен офицер на бяло поле d7 · черна пешка на черно поле e7 · черна пешка на бяло поле f7 · черен офицер на черно поле g7 · черна пешка на бяло поле h7 · черна пешка на черно поле d6 · черен кон на черно поле f6 · черна пешка на бяло поле g6 · бяла пешка на бяло поле h5 · черен топ на бяло поле c4 · бял кон на черно поле d4 · бяла пешка на бяло поле e4 · бял кон на черно поле c3 · бял офицер на черно поле e3 · бяла пешка на бяло поле f3 · бяла пешка на бяло поле a2 · бяла пешка на черно поле b2 · бяла пешка на бяло поле c2 · бяла дама на черно поле d2 · бяла пешка на бяло поле g2 · бял цар на черно поле c1 · бял топ на бяло поле d1 · бял топ на бяло поле h1 | черна дама на черно поле d8 · черен топ на черно поле f8 · черен цар на бяло поле g8 · черна пешка на черно поле a7 · черна пешка на бяло поле b7 · черен офицер на бяло поле d7 · черна пешка на черно поле e7 · черна пешка на бяло поле f7 · черен офицер на черно поле g7 · черна пешка на бяло поле h7 · черна пешка на черно поле d6 · черен кон на черно поле f6 · черна пешка на бяло поле g6 · бяла пешка на бяло поле h5 · черен топ на бяло поле c4 · бял кон на черно поле d4 · бяла пешка на бяло поле e4 · бял кон на черно поле c3 · бял офицер на черно поле e3 · бяла пешка на бяло поле f3 · бяла пешка на бяло поле a2 · бяла пешка на черно поле b2 · бяла пешка на бяло поле c2 · бяла дама на черно поле d2 · бяла пешка на бяло поле g2 · бял цар на черно поле c1 · бял топ на бяло поле d1 · бял топ на бяло поле h1 | черна дама на черно поле d8 · черен топ на черно поле f8 · черен цар на бяло поле g8 · черна пешка на черно поле a7 · черна пешка на бяло поле b7 · черен офицер на бяло поле d7 · черна пешка на черно поле e7 · черна пешка на бяло поле f7 · черен офицер на черно поле g7 · черна пешка на бяло поле h7 · черна пешка на черно поле d6 · черен кон на черно поле f6 · черна пешка на бяло поле g6 · бяла пешка на бяло поле h5 · черен топ на бяло поле c4 · бял кон на черно поле d4 · бяла пешка на бяло поле e4 · бял кон на черно поле c3 · бял офицер на черно поле e3 · бяла пешка на бяло поле f3 · бяла пешка на бяло поле a2 · бяла пешка на черно поле b2 · бяла пешка на бяло поле c2 · бяла дама на черно поле d2 · бяла пешка на бяло поле g2 · бял цар на черно поле c1 · бял топ на бяло поле d1 · бял топ на бяло поле h1 | черна дама на черно поле d8 · черен топ на черно поле f8 · черен цар на бяло поле g8 · черна пешка на черно поле a7 · черна пешка на бяло поле b7 · черен офицер на бяло поле d7 · черна пешка на черно поле e7 · черна пешка на бяло поле f7 · черен офицер на черно поле g7 · черна пешка на бяло поле h7 · черна пешка на черно поле d6 · черен кон на черно поле f6 · черна пешка на бяло поле g6 · бяла пешка на бяло поле h5 · черен топ на бяло поле c4 · бял кон на черно поле d4 · бяла пешка на бяло поле e4 · бял кон на черно поле c3 · бял офицер на черно поле e3 · бяла пешка на бяло поле f3 · бяла пешка на бяло поле a2 · бяла пешка на черно поле b2 · бяла пешка на бяло поле c2 · бяла дама на черно поле d2 · бяла пешка на бяло поле g2 · бял цар на черно поле c1 · бял топ на бяло поле d1 · бял топ на бяло поле h1 | черна дама на черно поле d8 · черен топ на черно поле f8 · черен цар на бяло поле g8 · черна пешка на черно поле a7 · черна пешка на бяло поле b7 · черен офицер на бяло поле d7 · черна пешка на черно поле e7 · черна пешка на бяло поле f7 · черен офицер на черно поле g7 · черна пешка на бяло поле h7 · черна пешка на черно поле d6 · черен кон на черно поле f6 · черна пешка на бяло поле g6 · бяла пешка на бяло поле h5 · черен топ на бяло поле c4 · бял кон на черно поле d4 · бяла пешка на бяло поле e4 · бял кон на черно поле c3 · бял офицер на черно поле e3 · бяла пешка на бяло поле f3 · бяла пешка на бяло поле a2 · бяла пешка на черно поле b2 · бяла пешка на бяло поле c2 · бяла дама на черно поле d2 · бяла пешка на бяло поле g2 · бял цар на черно поле c1 · бял топ на бяло поле d1 · бял топ на бяло поле h1 | черна дама на черно поле d8 · черен топ на черно поле f8 · черен цар на бяло поле g8 · черна пешка на черно поле a7 · черна пешка на бяло поле b7 · черен офицер на бяло поле d7 · черна пешка на черно поле e7 · черна пешка на бяло поле f7 · черен офицер на черно поле g7 · черна пешка на бяло поле h7 · черна пешка на черно поле d6 · черен кон на черно поле f6 · черна пешка на бяло поле g6 · бяла пешка на бяло поле h5 · черен топ на бяло поле c4 · бял кон на черно поле d4 · бяла пешка на бяло поле e4 · бял кон на черно поле c3 · бял офицер на черно поле e3 · бяла пешка на бяло поле f3 · бяла пешка на бяло поле a2 · бяла пешка на черно поле b2 · бяла пешка на бяло поле c2 · бяла дама на черно поле d2 · бяла пешка на бяло поле g2 · бял цар на черно поле c1 · бял топ на бяло поле d1 · бял топ на бяло поле h1 | черна дама на черно поле d8 · черен топ на черно поле f8 · черен цар на бяло поле g8 · черна пешка на черно поле a7 · черна пешка на бяло поле b7 · черен офицер на бяло поле d7 · черна пешка на черно поле e7 · черна пешка на бяло поле f7 · черен офицер на черно поле g7 · черна пешка на бяло поле h7 · черна пешка на черно поле d6 · черен кон на черно поле f6 · черна пешка на бяло поле g6 · бяла пешка на бяло поле h5 · черен топ на бяло поле c4 · бял кон на черно поле d4 · бяла пешка на бяло поле e4 · бял кон на черно поле c3 · бял офицер на черно поле e3 · бяла пешка на бяло поле f3 · бяла пешка на бяло поле a2 · бяла пешка на черно поле b2 · бяла пешка на бяло поле c2 · бяла дама на черно поле d2 · бяла пешка на бяло поле g2 · бял цар на черно поле c1 · бял топ на бяло поле d1 · бял топ на бяло поле h1 | 3 |
| 2 | черна дама на черно поле d8 · черен топ на черно поле f8 · черен цар на бяло поле g8 · черна пешка на черно поле a7 · черна пешка на бяло поле b7 · черен офицер на бяло поле d7 · черна пешка на черно поле e7 · черна пешка на бяло поле f7 · черен офицер на черно поле g7 · черна пешка на бяло поле h7 · черна пешка на черно поле d6 · черен кон на черно поле f6 · черна пешка на бяло поле g6 · бяла пешка на бяло поле h5 · черен топ на бяло поле c4 · бял кон на черно поле d4 · бяла пешка на бяло поле e4 · бял кон на черно поле c3 · бял офицер на черно поле e3 · бяла пешка на бяло поле f3 · бяла пешка на бяло поле a2 · бяла пешка на черно поле b2 · бяла пешка на бяло поле c2 · бяла дама на черно поле d2 · бяла пешка на бяло поле g2 · бял цар на черно поле c1 · бял топ на бяло поле d1 · бял топ на бяло поле h1 | черна дама на черно поле d8 · черен топ на черно поле f8 · черен цар на бяло поле g8 · черна пешка на черно поле a7 · черна пешка на бяло поле b7 · черен офицер на бяло поле d7 · черна пешка на черно поле e7 · черна пешка на бяло поле f7 · черен офицер на черно поле g7 · черна пешка на бяло поле h7 · черна пешка на черно поле d6 · черен кон на черно поле f6 · черна пешка на бяло поле g6 · бяла пешка на бяло поле h5 · черен топ на бяло поле c4 · бял кон на черно поле d4 · бяла пешка на бяло поле e4 · бял кон на черно поле c3 · бял офицер на черно поле e3 · бяла пешка на бяло поле f3 · бяла пешка на бяло поле a2 · бяла пешка на черно поле b2 · бяла пешка на бяло поле c2 · бяла дама на черно поле d2 · бяла пешка на бяло поле g2 · бял цар на черно поле c1 · бял топ на бяло поле d1 · бял топ на бяло поле h1 | черна дама на черно поле d8 · черен топ на черно поле f8 · черен цар на бяло поле g8 · черна пешка на черно поле a7 · черна пешка на бяло поле b7 · черен офицер на бяло поле d7 · черна пешка на черно поле e7 · черна пешка на бяло поле f7 · черен офицер на черно поле g7 · черна пешка на бяло поле h7 · черна пешка на черно поле d6 · черен кон на черно поле f6 · черна пешка на бяло поле g6 · бяла пешка на бяло поле h5 · черен топ на бяло поле c4 · бял кон на черно поле d4 · бяла пешка на бяло поле e4 · бял кон на черно поле c3 · бял офицер на черно поле e3 · бяла пешка на бяло поле f3 · бяла пешка на бяло поле a2 · бяла пешка на черно поле b2 · бяла пешка на бяло поле c2 · бяла дама на черно поле d2 · бяла пешка на бяло поле g2 · бял цар на черно поле c1 · бял топ на бяло поле d1 · бял топ на бяло поле h1 | черна дама на черно поле d8 · черен топ на черно поле f8 · черен цар на бяло поле g8 · черна пешка на черно поле a7 · черна пешка на бяло поле b7 · черен офицер на бяло поле d7 · черна пешка на черно поле e7 · черна пешка на бяло поле f7 · черен офицер на черно поле g7 · черна пешка на бяло поле h7 · черна пешка на черно поле d6 · черен кон на черно поле f6 · черна пешка на бяло поле g6 · бяла пешка на бяло поле h5 · черен топ на бяло поле c4 · бял кон на черно поле d4 · бяла пешка на бяло поле e4 · бял кон на черно поле c3 · бял офицер на черно поле e3 · бяла пешка на бяло поле f3 · бяла пешка на бяло поле a2 · бяла пешка на черно поле b2 · бяла пешка на бяло поле c2 · бяла дама на черно поле d2 · бяла пешка на бяло поле g2 · бял цар на черно поле c1 · бял топ на бяло поле d1 · бял топ на бяло поле h1 | черна дама на черно поле d8 · черен топ на черно поле f8 · черен цар на бяло поле g8 · черна пешка на черно поле a7 · черна пешка на бяло поле b7 · черен офицер на бяло поле d7 · черна пешка на черно поле e7 · черна пешка на бяло поле f7 · черен офицер на черно поле g7 · черна пешка на бяло поле h7 · черна пешка на черно поле d6 · черен кон на черно поле f6 · черна пешка на бяло поле g6 · бяла пешка на бяло поле h5 · черен топ на бяло поле c4 · бял кон на черно поле d4 · бяла пешка на бяло поле e4 · бял кон на черно поле c3 · бял офицер на черно поле e3 · бяла пешка на бяло поле f3 · бяла пешка на бяло поле a2 · бяла пешка на черно поле b2 · бяла пешка на бяло поле c2 · бяла дама на черно поле d2 · бяла пешка на бяло поле g2 · бял цар на черно поле c1 · бял топ на бяло поле d1 · бял топ на бяло поле h1 | черна дама на черно поле d8 · черен топ на черно поле f8 · черен цар на бяло поле g8 · черна пешка на черно поле a7 · черна пешка на бяло поле b7 · черен офицер на бяло поле d7 · черна пешка на черно поле e7 · черна пешка на бяло поле f7 · черен офицер на черно поле g7 · черна пешка на бяло поле h7 · черна пешка на черно поле d6 · черен кон на черно поле f6 · черна пешка на бяло поле g6 · бяла пешка на бяло поле h5 · черен топ на бяло поле c4 · бял кон на черно поле d4 · бяла пешка на бяло поле e4 · бял кон на черно поле c3 · бял офицер на черно поле e3 · бяла пешка на бяло поле f3 · бяла пешка на бяло поле a2 · бяла пешка на черно поле b2 · бяла пешка на бяло поле c2 · бяла дама на черно поле d2 · бяла пешка на бяло поле g2 · бял цар на черно поле c1 · бял топ на бяло поле d1 · бял топ на бяло поле h1 | черна дама на черно поле d8 · черен топ на черно поле f8 · черен цар на бяло поле g8 · черна пешка на черно поле a7 · черна пешка на бяло поле b7 · черен офицер на бяло поле d7 · черна пешка на черно поле e7 · черна пешка на бяло поле f7 · черен офицер на черно поле g7 · черна пешка на бяло поле h7 · черна пешка на черно поле d6 · черен кон на черно поле f6 · черна пешка на бяло поле g6 · бяла пешка на бяло поле h5 · черен топ на бяло поле c4 · бял кон на черно поле d4 · бяла пешка на бяло поле e4 · бял кон на черно поле c3 · бял офицер на черно поле e3 · бяла пешка на бяло поле f3 · бяла пешка на бяло поле a2 · бяла пешка на черно поле b2 · бяла пешка на бяло поле c2 · бяла дама на черно поле d2 · бяла пешка на бяло поле g2 · бял цар на черно поле c1 · бял топ на бяло поле d1 · бял топ на бяло поле h1 | черна дама на черно поле d8 · черен топ на черно поле f8 · черен цар на бяло поле g8 · черна пешка на черно поле a7 · черна пешка на бяло поле b7 · черен офицер на бяло поле d7 · черна пешка на черно поле e7 · черна пешка на бяло поле f7 · черен офицер на черно поле g7 · черна пешка на бяло поле h7 · черна пешка на черно поле d6 · черен кон на черно поле f6 · черна пешка на бяло поле g6 · бяла пешка на бяло поле h5 · черен топ на бяло поле c4 · бял кон на черно поле d4 · бяла пешка на бяло поле e4 · бял кон на черно поле c3 · бял офицер на черно поле e3 · бяла пешка на бяло поле f3 · бяла пешка на бяло поле a2 · бяла пешка на черно поле b2 · бяла пешка на бяло поле c2 · бяла дама на черно поле d2 · бяла пешка на бяло поле g2 · бял цар на черно поле c1 · бял топ на бяло поле d1 · бял топ на бяло поле h1 | 2 |
| 1 | черна дама на черно поле d8 · черен топ на черно поле f8 · черен цар на бяло поле g8 · черна пешка на черно поле a7 · черна пешка на бяло поле b7 · черен офицер на бяло поле d7 · черна пешка на черно поле e7 · черна пешка на бяло поле f7 · черен офицер на черно поле g7 · черна пешка на бяло поле h7 · черна пешка на черно поле d6 · черен кон на черно поле f6 · черна пешка на бяло поле g6 · бяла пешка на бяло поле h5 · черен топ на бяло поле c4 · бял кон на черно поле d4 · бяла пешка на бяло поле e4 · бял кон на черно поле c3 · бял офицер на черно поле e3 · бяла пешка на бяло поле f3 · бяла пешка на бяло поле a2 · бяла пешка на черно поле b2 · бяла пешка на бяло поле c2 · бяла дама на черно поле d2 · бяла пешка на бяло поле g2 · бял цар на черно поле c1 · бял топ на бяло поле d1 · бял топ на бяло поле h1 | черна дама на черно поле d8 · черен топ на черно поле f8 · черен цар на бяло поле g8 · черна пешка на черно поле a7 · черна пешка на бяло поле b7 · черен офицер на бяло поле d7 · черна пешка на черно поле e7 · черна пешка на бяло поле f7 · черен офицер на черно поле g7 · черна пешка на бяло поле h7 · черна пешка на черно поле d6 · черен кон на черно поле f6 · черна пешка на бяло поле g6 · бяла пешка на бяло поле h5 · черен топ на бяло поле c4 · бял кон на черно поле d4 · бяла пешка на бяло поле e4 · бял кон на черно поле c3 · бял офицер на черно поле e3 · бяла пешка на бяло поле f3 · бяла пешка на бяло поле a2 · бяла пешка на черно поле b2 · бяла пешка на бяло поле c2 · бяла дама на черно поле d2 · бяла пешка на бяло поле g2 · бял цар на черно поле c1 · бял топ на бяло поле d1 · бял топ на бяло поле h1 | черна дама на черно поле d8 · черен топ на черно поле f8 · черен цар на бяло поле g8 · черна пешка на черно поле a7 · черна пешка на бяло поле b7 · черен офицер на бяло поле d7 · черна пешка на черно поле e7 · черна пешка на бяло поле f7 · черен офицер на черно поле g7 · черна пешка на бяло поле h7 · черна пешка на черно поле d6 · черен кон на черно поле f6 · черна пешка на бяло поле g6 · бяла пешка на бяло поле h5 · черен топ на бяло поле c4 · бял кон на черно поле d4 · бяла пешка на бяло поле e4 · бял кон на черно поле c3 · бял офицер на черно поле e3 · бяла пешка на бяло поле f3 · бяла пешка на бяло поле a2 · бяла пешка на черно поле b2 · бяла пешка на бяло поле c2 · бяла дама на черно поле d2 · бяла пешка на бяло поле g2 · бял цар на черно поле c1 · бял топ на бяло поле d1 · бял топ на бяло поле h1 | черна дама на черно поле d8 · черен топ на черно поле f8 · черен цар на бяло поле g8 · черна пешка на черно поле a7 · черна пешка на бяло поле b7 · черен офицер на бяло поле d7 · черна пешка на черно поле e7 · черна пешка на бяло поле f7 · черен офицер на черно поле g7 · черна пешка на бяло поле h7 · черна пешка на черно поле d6 · черен кон на черно поле f6 · черна пешка на бяло поле g6 · бяла пешка на бяло поле h5 · черен топ на бяло поле c4 · бял кон на черно поле d4 · бяла пешка на бяло поле e4 · бял кон на черно поле c3 · бял офицер на черно поле e3 · бяла пешка на бяло поле f3 · бяла пешка на бяло поле a2 · бяла пешка на черно поле b2 · бяла пешка на бяло поле c2 · бяла дама на черно поле d2 · бяла пешка на бяло поле g2 · бял цар на черно поле c1 · бял топ на бяло поле d1 · бял топ на бяло поле h1 | черна дама на черно поле d8 · черен топ на черно поле f8 · черен цар на бяло поле g8 · черна пешка на черно поле a7 · черна пешка на бяло поле b7 · черен офицер на бяло поле d7 · черна пешка на черно поле e7 · черна пешка на бяло поле f7 · черен офицер на черно поле g7 · черна пешка на бяло поле h7 · черна пешка на черно поле d6 · черен кон на черно поле f6 · черна пешка на бяло поле g6 · бяла пешка на бяло поле h5 · черен топ на бяло поле c4 · бял кон на черно поле d4 · бяла пешка на бяло поле e4 · бял кон на черно поле c3 · бял офицер на черно поле e3 · бяла пешка на бяло поле f3 · бяла пешка на бяло поле a2 · бяла пешка на черно поле b2 · бяла пешка на бяло поле c2 · бяла дама на черно поле d2 · бяла пешка на бяло поле g2 · бял цар на черно поле c1 · бял топ на бяло поле d1 · бял топ на бяло поле h1 | черна дама на черно поле d8 · черен топ на черно поле f8 · черен цар на бяло поле g8 · черна пешка на черно поле a7 · черна пешка на бяло поле b7 · черен офицер на бяло поле d7 · черна пешка на черно поле e7 · черна пешка на бяло поле f7 · черен офицер на черно поле g7 · черна пешка на бяло поле h7 · черна пешка на черно поле d6 · черен кон на черно поле f6 · черна пешка на бяло поле g6 · бяла пешка на бяло поле h5 · черен топ на бяло поле c4 · бял кон на черно поле d4 · бяла пешка на бяло поле e4 · бял кон на черно поле c3 · бял офицер на черно поле e3 · бяла пешка на бяло поле f3 · бяла пешка на бяло поле a2 · бяла пешка на черно поле b2 · бяла пешка на бяло поле c2 · бяла дама на черно поле d2 · бяла пешка на бяло поле g2 · бял цар на черно поле c1 · бял топ на бяло поле d1 · бял топ на бяло поле h1 | черна дама на черно поле d8 · черен топ на черно поле f8 · черен цар на бяло поле g8 · черна пешка на черно поле a7 · черна пешка на бяло поле b7 · черен офицер на бяло поле d7 · черна пешка на черно поле e7 · черна пешка на бяло поле f7 · черен офицер на черно поле g7 · черна пешка на бяло поле h7 · черна пешка на черно поле d6 · черен кон на черно поле f6 · черна пешка на бяло поле g6 · бяла пешка на бяло поле h5 · черен топ на бяло поле c4 · бял кон на черно поле d4 · бяла пешка на бяло поле e4 · бял кон на черно поле c3 · бял офицер на черно поле e3 · бяла пешка на бяло поле f3 · бяла пешка на бяло поле a2 · бяла пешка на черно поле b2 · бяла пешка на бяло поле c2 · бяла дама на черно поле d2 · бяла пешка на бяло поле g2 · бял цар на черно поле c1 · бял топ на бяло поле d1 · бял топ на бяло поле h1 | черна дама на черно поле d8 · черен топ на черно поле f8 · черен цар на бяло поле g8 · черна пешка на черно поле a7 · черна пешка на бяло поле b7 · черен офицер на бяло поле d7 · черна пешка на черно поле e7 · черна пешка на бяло поле f7 · черен офицер на черно поле g7 · черна пешка на бяло поле h7 · черна пешка на черно поле d6 · черен кон на черно поле f6 · черна пешка на бяло поле g6 · бяла пешка на бяло поле h5 · черен топ на бяло поле c4 · бял кон на черно поле d4 · бяла пешка на бяло поле e4 · бял кон на черно поле c3 · бял офицер на черно поле e3 · бяла пешка на бяло поле f3 · бяла пешка на бяло поле a2 · бяла пешка на черно поле b2 · бяла пешка на бяло поле c2 · бяла дама на черно поле d2 · бяла пешка на бяло поле g2 · бял цар на черно поле c1 · бял топ на бяло поле d1 · бял топ на бяло поле h1 | 1 |
|   | a | b | c | d | e | f | g | h |   |

|   | a | b | c | d | e | f | g | h |   |
| 8 | черен топ на бяло поле c8 · черен цар на бяло поле g8 · черна пешка на черно поле a7 · черна пешка на бяло поле b7 · черен офицер на бяло поле d7 · черна пешка на черно поле e7 · черна пешка на бяло поле f7 · черна пешка на бяло поле h7 · черна пешка на черно поле d6 · черен кон на черно поле f6 · черна пешка на бяло поле g6 · бяла дама на черно поле h6 · черна дама на черно поле a5 · черен топ на черно поле c5 · бяла пешка на черно поле g5 · бяла пешка на бяло поле e4 · бял кон на черно поле c3 · бял топ на бяло поле d3 · бяла пешка на бяло поле f3 · бяла пешка на бяло поле a2 · бяла пешка на черно поле b2 · бяла пешка на бяло поле c2 · бял кон на бяло поле e2 · бял цар на черно поле c1 · бял топ на бяло поле h1 | черен топ на бяло поле c8 · черен цар на бяло поле g8 · черна пешка на черно поле a7 · черна пешка на бяло поле b7 · черен офицер на бяло поле d7 · черна пешка на черно поле e7 · черна пешка на бяло поле f7 · черна пешка на бяло поле h7 · черна пешка на черно поле d6 · черен кон на черно поле f6 · черна пешка на бяло поле g6 · бяла дама на черно поле h6 · черна дама на черно поле a5 · черен топ на черно поле c5 · бяла пешка на черно поле g5 · бяла пешка на бяло поле e4 · бял кон на черно поле c3 · бял топ на бяло поле d3 · бяла пешка на бяло поле f3 · бяла пешка на бяло поле a2 · бяла пешка на черно поле b2 · бяла пешка на бяло поле c2 · бял кон на бяло поле e2 · бял цар на черно поле c1 · бял топ на бяло поле h1 | черен топ на бяло поле c8 · черен цар на бяло поле g8 · черна пешка на черно поле a7 · черна пешка на бяло поле b7 · черен офицер на бяло поле d7 · черна пешка на черно поле e7 · черна пешка на бяло поле f7 · черна пешка на бяло поле h7 · черна пешка на черно поле d6 · черен кон на черно поле f6 · черна пешка на бяло поле g6 · бяла дама на черно поле h6 · черна дама на черно поле a5 · черен топ на черно поле c5 · бяла пешка на черно поле g5 · бяла пешка на бяло поле e4 · бял кон на черно поле c3 · бял топ на бяло поле d3 · бяла пешка на бяло поле f3 · бяла пешка на бяло поле a2 · бяла пешка на черно поле b2 · бяла пешка на бяло поле c2 · бял кон на бяло поле e2 · бял цар на черно поле c1 · бял топ на бяло поле h1 | черен топ на бяло поле c8 · черен цар на бяло поле g8 · черна пешка на черно поле a7 · черна пешка на бяло поле b7 · черен офицер на бяло поле d7 · черна пешка на черно поле e7 · черна пешка на бяло поле f7 · черна пешка на бяло поле h7 · черна пешка на черно поле d6 · черен кон на черно поле f6 · черна пешка на бяло поле g6 · бяла дама на черно поле h6 · черна дама на черно поле a5 · черен топ на черно поле c5 · бяла пешка на черно поле g5 · бяла пешка на бяло поле e4 · бял кон на черно поле c3 · бял топ на бяло поле d3 · бяла пешка на бяло поле f3 · бяла пешка на бяло поле a2 · бяла пешка на черно поле b2 · бяла пешка на бяло поле c2 · бял кон на бяло поле e2 · бял цар на черно поле c1 · бял топ на бяло поле h1 | черен топ на бяло поле c8 · черен цар на бяло поле g8 · черна пешка на черно поле a7 · черна пешка на бяло поле b7 · черен офицер на бяло поле d7 · черна пешка на черно поле e7 · черна пешка на бяло поле f7 · черна пешка на бяло поле h7 · черна пешка на черно поле d6 · черен кон на черно поле f6 · черна пешка на бяло поле g6 · бяла дама на черно поле h6 · черна дама на черно поле a5 · черен топ на черно поле c5 · бяла пешка на черно поле g5 · бяла пешка на бяло поле e4 · бял кон на черно поле c3 · бял топ на бяло поле d3 · бяла пешка на бяло поле f3 · бяла пешка на бяло поле a2 · бяла пешка на черно поле b2 · бяла пешка на бяло поле c2 · бял кон на бяло поле e2 · бял цар на черно поле c1 · бял топ на бяло поле h1 | черен топ на бяло поле c8 · черен цар на бяло поле g8 · черна пешка на черно поле a7 · черна пешка на бяло поле b7 · черен офицер на бяло поле d7 · черна пешка на черно поле e7 · черна пешка на бяло поле f7 · черна пешка на бяло поле h7 · черна пешка на черно поле d6 · черен кон на черно поле f6 · черна пешка на бяло поле g6 · бяла дама на черно поле h6 · черна дама на черно поле a5 · черен топ на черно поле c5 · бяла пешка на черно поле g5 · бяла пешка на бяло поле e4 · бял кон на черно поле c3 · бял топ на бяло поле d3 · бяла пешка на бяло поле f3 · бяла пешка на бяло поле a2 · бяла пешка на черно поле b2 · бяла пешка на бяло поле c2 · бял кон на бяло поле e2 · бял цар на черно поле c1 · бял топ на бяло поле h1 | черен топ на бяло поле c8 · черен цар на бяло поле g8 · черна пешка на черно поле a7 · черна пешка на бяло поле b7 · черен офицер на бяло поле d7 · черна пешка на черно поле e7 · черна пешка на бяло поле f7 · черна пешка на бяло поле h7 · черна пешка на черно поле d6 · черен кон на черно поле f6 · черна пешка на бяло поле g6 · бяла дама на черно поле h6 · черна дама на черно поле a5 · черен топ на черно поле c5 · бяла пешка на черно поле g5 · бяла пешка на бяло поле e4 · бял кон на черно поле c3 · бял топ на бяло поле d3 · бяла пешка на бяло поле f3 · бяла пешка на бяло поле a2 · бяла пешка на черно поле b2 · бяла пешка на бяло поле c2 · бял кон на бяло поле e2 · бял цар на черно поле c1 · бял топ на бяло поле h1 | черен топ на бяло поле c8 · черен цар на бяло поле g8 · черна пешка на черно поле a7 · черна пешка на бяло поле b7 · черен офицер на бяло поле d7 · черна пешка на черно поле e7 · черна пешка на бяло поле f7 · черна пешка на бяло поле h7 · черна пешка на черно поле d6 · черен кон на черно поле f6 · черна пешка на бяло поле g6 · бяла дама на черно поле h6 · черна дама на черно поле a5 · черен топ на черно поле c5 · бяла пешка на черно поле g5 · бяла пешка на бяло поле e4 · бял кон на черно поле c3 · бял топ на бяло поле d3 · бяла пешка на бяло поле f3 · бяла пешка на бяло поле a2 · бяла пешка на черно поле b2 · бяла пешка на бяло поле c2 · бял кон на бяло поле e2 · бял цар на черно поле c1 · бял топ на бяло поле h1 | 8 |
| 7 | черен топ на бяло поле c8 · черен цар на бяло поле g8 · черна пешка на черно поле a7 · черна пешка на бяло поле b7 · черен офицер на бяло поле d7 · черна пешка на черно поле e7 · черна пешка на бяло поле f7 · черна пешка на бяло поле h7 · черна пешка на черно поле d6 · черен кон на черно поле f6 · черна пешка на бяло поле g6 · бяла дама на черно поле h6 · черна дама на черно поле a5 · черен топ на черно поле c5 · бяла пешка на черно поле g5 · бяла пешка на бяло поле e4 · бял кон на черно поле c3 · бял топ на бяло поле d3 · бяла пешка на бяло поле f3 · бяла пешка на бяло поле a2 · бяла пешка на черно поле b2 · бяла пешка на бяло поле c2 · бял кон на бяло поле e2 · бял цар на черно поле c1 · бял топ на бяло поле h1 | черен топ на бяло поле c8 · черен цар на бяло поле g8 · черна пешка на черно поле a7 · черна пешка на бяло поле b7 · черен офицер на бяло поле d7 · черна пешка на черно поле e7 · черна пешка на бяло поле f7 · черна пешка на бяло поле h7 · черна пешка на черно поле d6 · черен кон на черно поле f6 · черна пешка на бяло поле g6 · бяла дама на черно поле h6 · черна дама на черно поле a5 · черен топ на черно поле c5 · бяла пешка на черно поле g5 · бяла пешка на бяло поле e4 · бял кон на черно поле c3 · бял топ на бяло поле d3 · бяла пешка на бяло поле f3 · бяла пешка на бяло поле a2 · бяла пешка на черно поле b2 · бяла пешка на бяло поле c2 · бял кон на бяло поле e2 · бял цар на черно поле c1 · бял топ на бяло поле h1 | черен топ на бяло поле c8 · черен цар на бяло поле g8 · черна пешка на черно поле a7 · черна пешка на бяло поле b7 · черен офицер на бяло поле d7 · черна пешка на черно поле e7 · черна пешка на бяло поле f7 · черна пешка на бяло поле h7 · черна пешка на черно поле d6 · черен кон на черно поле f6 · черна пешка на бяло поле g6 · бяла дама на черно поле h6 · черна дама на черно поле a5 · черен топ на черно поле c5 · бяла пешка на черно поле g5 · бяла пешка на бяло поле e4 · бял кон на черно поле c3 · бял топ на бяло поле d3 · бяла пешка на бяло поле f3 · бяла пешка на бяло поле a2 · бяла пешка на черно поле b2 · бяла пешка на бяло поле c2 · бял кон на бяло поле e2 · бял цар на черно поле c1 · бял топ на бяло поле h1 | черен топ на бяло поле c8 · черен цар на бяло поле g8 · черна пешка на черно поле a7 · черна пешка на бяло поле b7 · черен офицер на бяло поле d7 · черна пешка на черно поле e7 · черна пешка на бяло поле f7 · черна пешка на бяло поле h7 · черна пешка на черно поле d6 · черен кон на черно поле f6 · черна пешка на бяло поле g6 · бяла дама на черно поле h6 · черна дама на черно поле a5 · черен топ на черно поле c5 · бяла пешка на черно поле g5 · бяла пешка на бяло поле e4 · бял кон на черно поле c3 · бял топ на бяло поле d3 · бяла пешка на бяло поле f3 · бяла пешка на бяло поле a2 · бяла пешка на черно поле b2 · бяла пешка на бяло поле c2 · бял кон на бяло поле e2 · бял цар на черно поле c1 · бял топ на бяло поле h1 | черен топ на бяло поле c8 · черен цар на бяло поле g8 · черна пешка на черно поле a7 · черна пешка на бяло поле b7 · черен офицер на бяло поле d7 · черна пешка на черно поле e7 · черна пешка на бяло поле f7 · черна пешка на бяло поле h7 · черна пешка на черно поле d6 · черен кон на черно поле f6 · черна пешка на бяло поле g6 · бяла дама на черно поле h6 · черна дама на черно поле a5 · черен топ на черно поле c5 · бяла пешка на черно поле g5 · бяла пешка на бяло поле e4 · бял кон на черно поле c3 · бял топ на бяло поле d3 · бяла пешка на бяло поле f3 · бяла пешка на бяло поле a2 · бяла пешка на черно поле b2 · бяла пешка на бяло поле c2 · бял кон на бяло поле e2 · бял цар на черно поле c1 · бял топ на бяло поле h1 | черен топ на бяло поле c8 · черен цар на бяло поле g8 · черна пешка на черно поле a7 · черна пешка на бяло поле b7 · черен офицер на бяло поле d7 · черна пешка на черно поле e7 · черна пешка на бяло поле f7 · черна пешка на бяло поле h7 · черна пешка на черно поле d6 · черен кон на черно поле f6 · черна пешка на бяло поле g6 · бяла дама на черно поле h6 · черна дама на черно поле a5 · черен топ на черно поле c5 · бяла пешка на черно поле g5 · бяла пешка на бяло поле e4 · бял кон на черно поле c3 · бял топ на бяло поле d3 · бяла пешка на бяло поле f3 · бяла пешка на бяло поле a2 · бяла пешка на черно поле b2 · бяла пешка на бяло поле c2 · бял кон на бяло поле e2 · бял цар на черно поле c1 · бял топ на бяло поле h1 | черен топ на бяло поле c8 · черен цар на бяло поле g8 · черна пешка на черно поле a7 · черна пешка на бяло поле b7 · черен офицер на бяло поле d7 · черна пешка на черно поле e7 · черна пешка на бяло поле f7 · черна пешка на бяло поле h7 · черна пешка на черно поле d6 · черен кон на черно поле f6 · черна пешка на бяло поле g6 · бяла дама на черно поле h6 · черна дама на черно поле a5 · черен топ на черно поле c5 · бяла пешка на черно поле g5 · бяла пешка на бяло поле e4 · бял кон на черно поле c3 · бял топ на бяло поле d3 · бяла пешка на бяло поле f3 · бяла пешка на бяло поле a2 · бяла пешка на черно поле b2 · бяла пешка на бяло поле c2 · бял кон на бяло поле e2 · бял цар на черно поле c1 · бял топ на бяло поле h1 | черен топ на бяло поле c8 · черен цар на бяло поле g8 · черна пешка на черно поле a7 · черна пешка на бяло поле b7 · черен офицер на бяло поле d7 · черна пешка на черно поле e7 · черна пешка на бяло поле f7 · черна пешка на бяло поле h7 · черна пешка на черно поле d6 · черен кон на черно поле f6 · черна пешка на бяло поле g6 · бяла дама на черно поле h6 · черна дама на черно поле a5 · черен топ на черно поле c5 · бяла пешка на черно поле g5 · бяла пешка на бяло поле e4 · бял кон на черно поле c3 · бял топ на бяло поле d3 · бяла пешка на бяло поле f3 · бяла пешка на бяло поле a2 · бяла пешка на черно поле b2 · бяла пешка на бяло поле c2 · бял кон на бяло поле e2 · бял цар на черно поле c1 · бял топ на бяло поле h1 | 7 |
| 6 | черен топ на бяло поле c8 · черен цар на бяло поле g8 · черна пешка на черно поле a7 · черна пешка на бяло поле b7 · черен офицер на бяло поле d7 · черна пешка на черно поле e7 · черна пешка на бяло поле f7 · черна пешка на бяло поле h7 · черна пешка на черно поле d6 · черен кон на черно поле f6 · черна пешка на бяло поле g6 · бяла дама на черно поле h6 · черна дама на черно поле a5 · черен топ на черно поле c5 · бяла пешка на черно поле g5 · бяла пешка на бяло поле e4 · бял кон на черно поле c3 · бял топ на бяло поле d3 · бяла пешка на бяло поле f3 · бяла пешка на бяло поле a2 · бяла пешка на черно поле b2 · бяла пешка на бяло поле c2 · бял кон на бяло поле e2 · бял цар на черно поле c1 · бял топ на бяло поле h1 | черен топ на бяло поле c8 · черен цар на бяло поле g8 · черна пешка на черно поле a7 · черна пешка на бяло поле b7 · черен офицер на бяло поле d7 · черна пешка на черно поле e7 · черна пешка на бяло поле f7 · черна пешка на бяло поле h7 · черна пешка на черно поле d6 · черен кон на черно поле f6 · черна пешка на бяло поле g6 · бяла дама на черно поле h6 · черна дама на черно поле a5 · черен топ на черно поле c5 · бяла пешка на черно поле g5 · бяла пешка на бяло поле e4 · бял кон на черно поле c3 · бял топ на бяло поле d3 · бяла пешка на бяло поле f3 · бяла пешка на бяло поле a2 · бяла пешка на черно поле b2 · бяла пешка на бяло поле c2 · бял кон на бяло поле e2 · бял цар на черно поле c1 · бял топ на бяло поле h1 | черен топ на бяло поле c8 · черен цар на бяло поле g8 · черна пешка на черно поле a7 · черна пешка на бяло поле b7 · черен офицер на бяло поле d7 · черна пешка на черно поле e7 · черна пешка на бяло поле f7 · черна пешка на бяло поле h7 · черна пешка на черно поле d6 · черен кон на черно поле f6 · черна пешка на бяло поле g6 · бяла дама на черно поле h6 · черна дама на черно поле a5 · черен топ на черно поле c5 · бяла пешка на черно поле g5 · бяла пешка на бяло поле e4 · бял кон на черно поле c3 · бял топ на бяло поле d3 · бяла пешка на бяло поле f3 · бяла пешка на бяло поле a2 · бяла пешка на черно поле b2 · бяла пешка на бяло поле c2 · бял кон на бяло поле e2 · бял цар на черно поле c1 · бял топ на бяло поле h1 | черен топ на бяло поле c8 · черен цар на бяло поле g8 · черна пешка на черно поле a7 · черна пешка на бяло поле b7 · черен офицер на бяло поле d7 · черна пешка на черно поле e7 · черна пешка на бяло поле f7 · черна пешка на бяло поле h7 · черна пешка на черно поле d6 · черен кон на черно поле f6 · черна пешка на бяло поле g6 · бяла дама на черно поле h6 · черна дама на черно поле a5 · черен топ на черно поле c5 · бяла пешка на черно поле g5 · бяла пешка на бяло поле e4 · бял кон на черно поле c3 · бял топ на бяло поле d3 · бяла пешка на бяло поле f3 · бяла пешка на бяло поле a2 · бяла пешка на черно поле b2 · бяла пешка на бяло поле c2 · бял кон на бяло поле e2 · бял цар на черно поле c1 · бял топ на бяло поле h1 | черен топ на бяло поле c8 · черен цар на бяло поле g8 · черна пешка на черно поле a7 · черна пешка на бяло поле b7 · черен офицер на бяло поле d7 · черна пешка на черно поле e7 · черна пешка на бяло поле f7 · черна пешка на бяло поле h7 · черна пешка на черно поле d6 · черен кон на черно поле f6 · черна пешка на бяло поле g6 · бяла дама на черно поле h6 · черна дама на черно поле a5 · черен топ на черно поле c5 · бяла пешка на черно поле g5 · бяла пешка на бяло поле e4 · бял кон на черно поле c3 · бял топ на бяло поле d3 · бяла пешка на бяло поле f3 · бяла пешка на бяло поле a2 · бяла пешка на черно поле b2 · бяла пешка на бяло поле c2 · бял кон на бяло поле e2 · бял цар на черно поле c1 · бял топ на бяло поле h1 | черен топ на бяло поле c8 · черен цар на бяло поле g8 · черна пешка на черно поле a7 · черна пешка на бяло поле b7 · черен офицер на бяло поле d7 · черна пешка на черно поле e7 · черна пешка на бяло поле f7 · черна пешка на бяло поле h7 · черна пешка на черно поле d6 · черен кон на черно поле f6 · черна пешка на бяло поле g6 · бяла дама на черно поле h6 · черна дама на черно поле a5 · черен топ на черно поле c5 · бяла пешка на черно поле g5 · бяла пешка на бяло поле e4 · бял кон на черно поле c3 · бял топ на бяло поле d3 · бяла пешка на бяло поле f3 · бяла пешка на бяло поле a2 · бяла пешка на черно поле b2 · бяла пешка на бяло поле c2 · бял кон на бяло поле e2 · бял цар на черно поле c1 · бял топ на бяло поле h1 | черен топ на бяло поле c8 · черен цар на бяло поле g8 · черна пешка на черно поле a7 · черна пешка на бяло поле b7 · черен офицер на бяло поле d7 · черна пешка на черно поле e7 · черна пешка на бяло поле f7 · черна пешка на бяло поле h7 · черна пешка на черно поле d6 · черен кон на черно поле f6 · черна пешка на бяло поле g6 · бяла дама на черно поле h6 · черна дама на черно поле a5 · черен топ на черно поле c5 · бяла пешка на черно поле g5 · бяла пешка на бяло поле e4 · бял кон на черно поле c3 · бял топ на бяло поле d3 · бяла пешка на бяло поле f3 · бяла пешка на бяло поле a2 · бяла пешка на черно поле b2 · бяла пешка на бяло поле c2 · бял кон на бяло поле e2 · бял цар на черно поле c1 · бял топ на бяло поле h1 | черен топ на бяло поле c8 · черен цар на бяло поле g8 · черна пешка на черно поле a7 · черна пешка на бяло поле b7 · черен офицер на бяло поле d7 · черна пешка на черно поле e7 · черна пешка на бяло поле f7 · черна пешка на бяло поле h7 · черна пешка на черно поле d6 · черен кон на черно поле f6 · черна пешка на бяло поле g6 · бяла дама на черно поле h6 · черна дама на черно поле a5 · черен топ на черно поле c5 · бяла пешка на черно поле g5 · бяла пешка на бяло поле e4 · бял кон на черно поле c3 · бял топ на бяло поле d3 · бяла пешка на бяло поле f3 · бяла пешка на бяло поле a2 · бяла пешка на черно поле b2 · бяла пешка на бяло поле c2 · бял кон на бяло поле e2 · бял цар на черно поле c1 · бял топ на бяло поле h1 | 6 |
| 5 | черен топ на бяло поле c8 · черен цар на бяло поле g8 · черна пешка на черно поле a7 · черна пешка на бяло поле b7 · черен офицер на бяло поле d7 · черна пешка на черно поле e7 · черна пешка на бяло поле f7 · черна пешка на бяло поле h7 · черна пешка на черно поле d6 · черен кон на черно поле f6 · черна пешка на бяло поле g6 · бяла дама на черно поле h6 · черна дама на черно поле a5 · черен топ на черно поле c5 · бяла пешка на черно поле g5 · бяла пешка на бяло поле e4 · бял кон на черно поле c3 · бял топ на бяло поле d3 · бяла пешка на бяло поле f3 · бяла пешка на бяло поле a2 · бяла пешка на черно поле b2 · бяла пешка на бяло поле c2 · бял кон на бяло поле e2 · бял цар на черно поле c1 · бял топ на бяло поле h1 | черен топ на бяло поле c8 · черен цар на бяло поле g8 · черна пешка на черно поле a7 · черна пешка на бяло поле b7 · черен офицер на бяло поле d7 · черна пешка на черно поле e7 · черна пешка на бяло поле f7 · черна пешка на бяло поле h7 · черна пешка на черно поле d6 · черен кон на черно поле f6 · черна пешка на бяло поле g6 · бяла дама на черно поле h6 · черна дама на черно поле a5 · черен топ на черно поле c5 · бяла пешка на черно поле g5 · бяла пешка на бяло поле e4 · бял кон на черно поле c3 · бял топ на бяло поле d3 · бяла пешка на бяло поле f3 · бяла пешка на бяло поле a2 · бяла пешка на черно поле b2 · бяла пешка на бяло поле c2 · бял кон на бяло поле e2 · бял цар на черно поле c1 · бял топ на бяло поле h1 | черен топ на бяло поле c8 · черен цар на бяло поле g8 · черна пешка на черно поле a7 · черна пешка на бяло поле b7 · черен офицер на бяло поле d7 · черна пешка на черно поле e7 · черна пешка на бяло поле f7 · черна пешка на бяло поле h7 · черна пешка на черно поле d6 · черен кон на черно поле f6 · черна пешка на бяло поле g6 · бяла дама на черно поле h6 · черна дама на черно поле a5 · черен топ на черно поле c5 · бяла пешка на черно поле g5 · бяла пешка на бяло поле e4 · бял кон на черно поле c3 · бял топ на бяло поле d3 · бяла пешка на бяло поле f3 · бяла пешка на бяло поле a2 · бяла пешка на черно поле b2 · бяла пешка на бяло поле c2 · бял кон на бяло поле e2 · бял цар на черно поле c1 · бял топ на бяло поле h1 | черен топ на бяло поле c8 · черен цар на бяло поле g8 · черна пешка на черно поле a7 · черна пешка на бяло поле b7 · черен офицер на бяло поле d7 · черна пешка на черно поле e7 · черна пешка на бяло поле f7 · черна пешка на бяло поле h7 · черна пешка на черно поле d6 · черен кон на черно поле f6 · черна пешка на бяло поле g6 · бяла дама на черно поле h6 · черна дама на черно поле a5 · черен топ на черно поле c5 · бяла пешка на черно поле g5 · бяла пешка на бяло поле e4 · бял кон на черно поле c3 · бял топ на бяло поле d3 · бяла пешка на бяло поле f3 · бяла пешка на бяло поле a2 · бяла пешка на черно поле b2 · бяла пешка на бяло поле c2 · бял кон на бяло поле e2 · бял цар на черно поле c1 · бял топ на бяло поле h1 | черен топ на бяло поле c8 · черен цар на бяло поле g8 · черна пешка на черно поле a7 · черна пешка на бяло поле b7 · черен офицер на бяло поле d7 · черна пешка на черно поле e7 · черна пешка на бяло поле f7 · черна пешка на бяло поле h7 · черна пешка на черно поле d6 · черен кон на черно поле f6 · черна пешка на бяло поле g6 · бяла дама на черно поле h6 · черна дама на черно поле a5 · черен топ на черно поле c5 · бяла пешка на черно поле g5 · бяла пешка на бяло поле e4 · бял кон на черно поле c3 · бял топ на бяло поле d3 · бяла пешка на бяло поле f3 · бяла пешка на бяло поле a2 · бяла пешка на черно поле b2 · бяла пешка на бяло поле c2 · бял кон на бяло поле e2 · бял цар на черно поле c1 · бял топ на бяло поле h1 | черен топ на бяло поле c8 · черен цар на бяло поле g8 · черна пешка на черно поле a7 · черна пешка на бяло поле b7 · черен офицер на бяло поле d7 · черна пешка на черно поле e7 · черна пешка на бяло поле f7 · черна пешка на бяло поле h7 · черна пешка на черно поле d6 · черен кон на черно поле f6 · черна пешка на бяло поле g6 · бяла дама на черно поле h6 · черна дама на черно поле a5 · черен топ на черно поле c5 · бяла пешка на черно поле g5 · бяла пешка на бяло поле e4 · бял кон на черно поле c3 · бял топ на бяло поле d3 · бяла пешка на бяло поле f3 · бяла пешка на бяло поле a2 · бяла пешка на черно поле b2 · бяла пешка на бяло поле c2 · бял кон на бяло поле e2 · бял цар на черно поле c1 · бял топ на бяло поле h1 | черен топ на бяло поле c8 · черен цар на бяло поле g8 · черна пешка на черно поле a7 · черна пешка на бяло поле b7 · черен офицер на бяло поле d7 · черна пешка на черно поле e7 · черна пешка на бяло поле f7 · черна пешка на бяло поле h7 · черна пешка на черно поле d6 · черен кон на черно поле f6 · черна пешка на бяло поле g6 · бяла дама на черно поле h6 · черна дама на черно поле a5 · черен топ на черно поле c5 · бяла пешка на черно поле g5 · бяла пешка на бяло поле e4 · бял кон на черно поле c3 · бял топ на бяло поле d3 · бяла пешка на бяло поле f3 · бяла пешка на бяло поле a2 · бяла пешка на черно поле b2 · бяла пешка на бяло поле c2 · бял кон на бяло поле e2 · бял цар на черно поле c1 · бял топ на бяло поле h1 | черен топ на бяло поле c8 · черен цар на бяло поле g8 · черна пешка на черно поле a7 · черна пешка на бяло поле b7 · черен офицер на бяло поле d7 · черна пешка на черно поле e7 · черна пешка на бяло поле f7 · черна пешка на бяло поле h7 · черна пешка на черно поле d6 · черен кон на черно поле f6 · черна пешка на бяло поле g6 · бяла дама на черно поле h6 · черна дама на черно поле a5 · черен топ на черно поле c5 · бяла пешка на черно поле g5 · бяла пешка на бяло поле e4 · бял кон на черно поле c3 · бял топ на бяло поле d3 · бяла пешка на бяло поле f3 · бяла пешка на бяло поле a2 · бяла пешка на черно поле b2 · бяла пешка на бяло поле c2 · бял кон на бяло поле e2 · бял цар на черно поле c1 · бял топ на бяло поле h1 | 5 |
| 4 | черен топ на бяло поле c8 · черен цар на бяло поле g8 · черна пешка на черно поле a7 · черна пешка на бяло поле b7 · черен офицер на бяло поле d7 · черна пешка на черно поле e7 · черна пешка на бяло поле f7 · черна пешка на бяло поле h7 · черна пешка на черно поле d6 · черен кон на черно поле f6 · черна пешка на бяло поле g6 · бяла дама на черно поле h6 · черна дама на черно поле a5 · черен топ на черно поле c5 · бяла пешка на черно поле g5 · бяла пешка на бяло поле e4 · бял кон на черно поле c3 · бял топ на бяло поле d3 · бяла пешка на бяло поле f3 · бяла пешка на бяло поле a2 · бяла пешка на черно поле b2 · бяла пешка на бяло поле c2 · бял кон на бяло поле e2 · бял цар на черно поле c1 · бял топ на бяло поле h1 | черен топ на бяло поле c8 · черен цар на бяло поле g8 · черна пешка на черно поле a7 · черна пешка на бяло поле b7 · черен офицер на бяло поле d7 · черна пешка на черно поле e7 · черна пешка на бяло поле f7 · черна пешка на бяло поле h7 · черна пешка на черно поле d6 · черен кон на черно поле f6 · черна пешка на бяло поле g6 · бяла дама на черно поле h6 · черна дама на черно поле a5 · черен топ на черно поле c5 · бяла пешка на черно поле g5 · бяла пешка на бяло поле e4 · бял кон на черно поле c3 · бял топ на бяло поле d3 · бяла пешка на бяло поле f3 · бяла пешка на бяло поле a2 · бяла пешка на черно поле b2 · бяла пешка на бяло поле c2 · бял кон на бяло поле e2 · бял цар на черно поле c1 · бял топ на бяло поле h1 | черен топ на бяло поле c8 · черен цар на бяло поле g8 · черна пешка на черно поле a7 · черна пешка на бяло поле b7 · черен офицер на бяло поле d7 · черна пешка на черно поле e7 · черна пешка на бяло поле f7 · черна пешка на бяло поле h7 · черна пешка на черно поле d6 · черен кон на черно поле f6 · черна пешка на бяло поле g6 · бяла дама на черно поле h6 · черна дама на черно поле a5 · черен топ на черно поле c5 · бяла пешка на черно поле g5 · бяла пешка на бяло поле e4 · бял кон на черно поле c3 · бял топ на бяло поле d3 · бяла пешка на бяло поле f3 · бяла пешка на бяло поле a2 · бяла пешка на черно поле b2 · бяла пешка на бяло поле c2 · бял кон на бяло поле e2 · бял цар на черно поле c1 · бял топ на бяло поле h1 | черен топ на бяло поле c8 · черен цар на бяло поле g8 · черна пешка на черно поле a7 · черна пешка на бяло поле b7 · черен офицер на бяло поле d7 · черна пешка на черно поле e7 · черна пешка на бяло поле f7 · черна пешка на бяло поле h7 · черна пешка на черно поле d6 · черен кон на черно поле f6 · черна пешка на бяло поле g6 · бяла дама на черно поле h6 · черна дама на черно поле a5 · черен топ на черно поле c5 · бяла пешка на черно поле g5 · бяла пешка на бяло поле e4 · бял кон на черно поле c3 · бял топ на бяло поле d3 · бяла пешка на бяло поле f3 · бяла пешка на бяло поле a2 · бяла пешка на черно поле b2 · бяла пешка на бяло поле c2 · бял кон на бяло поле e2 · бял цар на черно поле c1 · бял топ на бяло поле h1 | черен топ на бяло поле c8 · черен цар на бяло поле g8 · черна пешка на черно поле a7 · черна пешка на бяло поле b7 · черен офицер на бяло поле d7 · черна пешка на черно поле e7 · черна пешка на бяло поле f7 · черна пешка на бяло поле h7 · черна пешка на черно поле d6 · черен кон на черно поле f6 · черна пешка на бяло поле g6 · бяла дама на черно поле h6 · черна дама на черно поле a5 · черен топ на черно поле c5 · бяла пешка на черно поле g5 · бяла пешка на бяло поле e4 · бял кон на черно поле c3 · бял топ на бяло поле d3 · бяла пешка на бяло поле f3 · бяла пешка на бяло поле a2 · бяла пешка на черно поле b2 · бяла пешка на бяло поле c2 · бял кон на бяло поле e2 · бял цар на черно поле c1 · бял топ на бяло поле h1 | черен топ на бяло поле c8 · черен цар на бяло поле g8 · черна пешка на черно поле a7 · черна пешка на бяло поле b7 · черен офицер на бяло поле d7 · черна пешка на черно поле e7 · черна пешка на бяло поле f7 · черна пешка на бяло поле h7 · черна пешка на черно поле d6 · черен кон на черно поле f6 · черна пешка на бяло поле g6 · бяла дама на черно поле h6 · черна дама на черно поле a5 · черен топ на черно поле c5 · бяла пешка на черно поле g5 · бяла пешка на бяло поле e4 · бял кон на черно поле c3 · бял топ на бяло поле d3 · бяла пешка на бяло поле f3 · бяла пешка на бяло поле a2 · бяла пешка на черно поле b2 · бяла пешка на бяло поле c2 · бял кон на бяло поле e2 · бял цар на черно поле c1 · бял топ на бяло поле h1 | черен топ на бяло поле c8 · черен цар на бяло поле g8 · черна пешка на черно поле a7 · черна пешка на бяло поле b7 · черен офицер на бяло поле d7 · черна пешка на черно поле e7 · черна пешка на бяло поле f7 · черна пешка на бяло поле h7 · черна пешка на черно поле d6 · черен кон на черно поле f6 · черна пешка на бяло поле g6 · бяла дама на черно поле h6 · черна дама на черно поле a5 · черен топ на черно поле c5 · бяла пешка на черно поле g5 · бяла пешка на бяло поле e4 · бял кон на черно поле c3 · бял топ на бяло поле d3 · бяла пешка на бяло поле f3 · бяла пешка на бяло поле a2 · бяла пешка на черно поле b2 · бяла пешка на бяло поле c2 · бял кон на бяло поле e2 · бял цар на черно поле c1 · бял топ на бяло поле h1 | черен топ на бяло поле c8 · черен цар на бяло поле g8 · черна пешка на черно поле a7 · черна пешка на бяло поле b7 · черен офицер на бяло поле d7 · черна пешка на черно поле e7 · черна пешка на бяло поле f7 · черна пешка на бяло поле h7 · черна пешка на черно поле d6 · черен кон на черно поле f6 · черна пешка на бяло поле g6 · бяла дама на черно поле h6 · черна дама на черно поле a5 · черен топ на черно поле c5 · бяла пешка на черно поле g5 · бяла пешка на бяло поле e4 · бял кон на черно поле c3 · бял топ на бяло поле d3 · бяла пешка на бяло поле f3 · бяла пешка на бяло поле a2 · бяла пешка на черно поле b2 · бяла пешка на бяло поле c2 · бял кон на бяло поле e2 · бял цар на черно поле c1 · бял топ на бяло поле h1 | 4 |
| 3 | черен топ на бяло поле c8 · черен цар на бяло поле g8 · черна пешка на черно поле a7 · черна пешка на бяло поле b7 · черен офицер на бяло поле d7 · черна пешка на черно поле e7 · черна пешка на бяло поле f7 · черна пешка на бяло поле h7 · черна пешка на черно поле d6 · черен кон на черно поле f6 · черна пешка на бяло поле g6 · бяла дама на черно поле h6 · черна дама на черно поле a5 · черен топ на черно поле c5 · бяла пешка на черно поле g5 · бяла пешка на бяло поле e4 · бял кон на черно поле c3 · бял топ на бяло поле d3 · бяла пешка на бяло поле f3 · бяла пешка на бяло поле a2 · бяла пешка на черно поле b2 · бяла пешка на бяло поле c2 · бял кон на бяло поле e2 · бял цар на черно поле c1 · бял топ на бяло поле h1 | черен топ на бяло поле c8 · черен цар на бяло поле g8 · черна пешка на черно поле a7 · черна пешка на бяло поле b7 · черен офицер на бяло поле d7 · черна пешка на черно поле e7 · черна пешка на бяло поле f7 · черна пешка на бяло поле h7 · черна пешка на черно поле d6 · черен кон на черно поле f6 · черна пешка на бяло поле g6 · бяла дама на черно поле h6 · черна дама на черно поле a5 · черен топ на черно поле c5 · бяла пешка на черно поле g5 · бяла пешка на бяло поле e4 · бял кон на черно поле c3 · бял топ на бяло поле d3 · бяла пешка на бяло поле f3 · бяла пешка на бяло поле a2 · бяла пешка на черно поле b2 · бяла пешка на бяло поле c2 · бял кон на бяло поле e2 · бял цар на черно поле c1 · бял топ на бяло поле h1 | черен топ на бяло поле c8 · черен цар на бяло поле g8 · черна пешка на черно поле a7 · черна пешка на бяло поле b7 · черен офицер на бяло поле d7 · черна пешка на черно поле e7 · черна пешка на бяло поле f7 · черна пешка на бяло поле h7 · черна пешка на черно поле d6 · черен кон на черно поле f6 · черна пешка на бяло поле g6 · бяла дама на черно поле h6 · черна дама на черно поле a5 · черен топ на черно поле c5 · бяла пешка на черно поле g5 · бяла пешка на бяло поле e4 · бял кон на черно поле c3 · бял топ на бяло поле d3 · бяла пешка на бяло поле f3 · бяла пешка на бяло поле a2 · бяла пешка на черно поле b2 · бяла пешка на бяло поле c2 · бял кон на бяло поле e2 · бял цар на черно поле c1 · бял топ на бяло поле h1 | черен топ на бяло поле c8 · черен цар на бяло поле g8 · черна пешка на черно поле a7 · черна пешка на бяло поле b7 · черен офицер на бяло поле d7 · черна пешка на черно поле e7 · черна пешка на бяло поле f7 · черна пешка на бяло поле h7 · черна пешка на черно поле d6 · черен кон на черно поле f6 · черна пешка на бяло поле g6 · бяла дама на черно поле h6 · черна дама на черно поле a5 · черен топ на черно поле c5 · бяла пешка на черно поле g5 · бяла пешка на бяло поле e4 · бял кон на черно поле c3 · бял топ на бяло поле d3 · бяла пешка на бяло поле f3 · бяла пешка на бяло поле a2 · бяла пешка на черно поле b2 · бяла пешка на бяло поле c2 · бял кон на бяло поле e2 · бял цар на черно поле c1 · бял топ на бяло поле h1 | черен топ на бяло поле c8 · черен цар на бяло поле g8 · черна пешка на черно поле a7 · черна пешка на бяло поле b7 · черен офицер на бяло поле d7 · черна пешка на черно поле e7 · черна пешка на бяло поле f7 · черна пешка на бяло поле h7 · черна пешка на черно поле d6 · черен кон на черно поле f6 · черна пешка на бяло поле g6 · бяла дама на черно поле h6 · черна дама на черно поле a5 · черен топ на черно поле c5 · бяла пешка на черно поле g5 · бяла пешка на бяло поле e4 · бял кон на черно поле c3 · бял топ на бяло поле d3 · бяла пешка на бяло поле f3 · бяла пешка на бяло поле a2 · бяла пешка на черно поле b2 · бяла пешка на бяло поле c2 · бял кон на бяло поле e2 · бял цар на черно поле c1 · бял топ на бяло поле h1 | черен топ на бяло поле c8 · черен цар на бяло поле g8 · черна пешка на черно поле a7 · черна пешка на бяло поле b7 · черен офицер на бяло поле d7 · черна пешка на черно поле e7 · черна пешка на бяло поле f7 · черна пешка на бяло поле h7 · черна пешка на черно поле d6 · черен кон на черно поле f6 · черна пешка на бяло поле g6 · бяла дама на черно поле h6 · черна дама на черно поле a5 · черен топ на черно поле c5 · бяла пешка на черно поле g5 · бяла пешка на бяло поле e4 · бял кон на черно поле c3 · бял топ на бяло поле d3 · бяла пешка на бяло поле f3 · бяла пешка на бяло поле a2 · бяла пешка на черно поле b2 · бяла пешка на бяло поле c2 · бял кон на бяло поле e2 · бял цар на черно поле c1 · бял топ на бяло поле h1 | черен топ на бяло поле c8 · черен цар на бяло поле g8 · черна пешка на черно поле a7 · черна пешка на бяло поле b7 · черен офицер на бяло поле d7 · черна пешка на черно поле e7 · черна пешка на бяло поле f7 · черна пешка на бяло поле h7 · черна пешка на черно поле d6 · черен кон на черно поле f6 · черна пешка на бяло поле g6 · бяла дама на черно поле h6 · черна дама на черно поле a5 · черен топ на черно поле c5 · бяла пешка на черно поле g5 · бяла пешка на бяло поле e4 · бял кон на черно поле c3 · бял топ на бяло поле d3 · бяла пешка на бяло поле f3 · бяла пешка на бяло поле a2 · бяла пешка на черно поле b2 · бяла пешка на бяло поле c2 · бял кон на бяло поле e2 · бял цар на черно поле c1 · бял топ на бяло поле h1 | черен топ на бяло поле c8 · черен цар на бяло поле g8 · черна пешка на черно поле a7 · черна пешка на бяло поле b7 · черен офицер на бяло поле d7 · черна пешка на черно поле e7 · черна пешка на бяло поле f7 · черна пешка на бяло поле h7 · черна пешка на черно поле d6 · черен кон на черно поле f6 · черна пешка на бяло поле g6 · бяла дама на черно поле h6 · черна дама на черно поле a5 · черен топ на черно поле c5 · бяла пешка на черно поле g5 · бяла пешка на бяло поле e4 · бял кон на черно поле c3 · бял топ на бяло поле d3 · бяла пешка на бяло поле f3 · бяла пешка на бяло поле a2 · бяла пешка на черно поле b2 · бяла пешка на бяло поле c2 · бял кон на бяло поле e2 · бял цар на черно поле c1 · бял топ на бяло поле h1 | 3 |
| 2 | черен топ на бяло поле c8 · черен цар на бяло поле g8 · черна пешка на черно поле a7 · черна пешка на бяло поле b7 · черен офицер на бяло поле d7 · черна пешка на черно поле e7 · черна пешка на бяло поле f7 · черна пешка на бяло поле h7 · черна пешка на черно поле d6 · черен кон на черно поле f6 · черна пешка на бяло поле g6 · бяла дама на черно поле h6 · черна дама на черно поле a5 · черен топ на черно поле c5 · бяла пешка на черно поле g5 · бяла пешка на бяло поле e4 · бял кон на черно поле c3 · бял топ на бяло поле d3 · бяла пешка на бяло поле f3 · бяла пешка на бяло поле a2 · бяла пешка на черно поле b2 · бяла пешка на бяло поле c2 · бял кон на бяло поле e2 · бял цар на черно поле c1 · бял топ на бяло поле h1 | черен топ на бяло поле c8 · черен цар на бяло поле g8 · черна пешка на черно поле a7 · черна пешка на бяло поле b7 · черен офицер на бяло поле d7 · черна пешка на черно поле e7 · черна пешка на бяло поле f7 · черна пешка на бяло поле h7 · черна пешка на черно поле d6 · черен кон на черно поле f6 · черна пешка на бяло поле g6 · бяла дама на черно поле h6 · черна дама на черно поле a5 · черен топ на черно поле c5 · бяла пешка на черно поле g5 · бяла пешка на бяло поле e4 · бял кон на черно поле c3 · бял топ на бяло поле d3 · бяла пешка на бяло поле f3 · бяла пешка на бяло поле a2 · бяла пешка на черно поле b2 · бяла пешка на бяло поле c2 · бял кон на бяло поле e2 · бял цар на черно поле c1 · бял топ на бяло поле h1 | черен топ на бяло поле c8 · черен цар на бяло поле g8 · черна пешка на черно поле a7 · черна пешка на бяло поле b7 · черен офицер на бяло поле d7 · черна пешка на черно поле e7 · черна пешка на бяло поле f7 · черна пешка на бяло поле h7 · черна пешка на черно поле d6 · черен кон на черно поле f6 · черна пешка на бяло поле g6 · бяла дама на черно поле h6 · черна дама на черно поле a5 · черен топ на черно поле c5 · бяла пешка на черно поле g5 · бяла пешка на бяло поле e4 · бял кон на черно поле c3 · бял топ на бяло поле d3 · бяла пешка на бяло поле f3 · бяла пешка на бяло поле a2 · бяла пешка на черно поле b2 · бяла пешка на бяло поле c2 · бял кон на бяло поле e2 · бял цар на черно поле c1 · бял топ на бяло поле h1 | черен топ на бяло поле c8 · черен цар на бяло поле g8 · черна пешка на черно поле a7 · черна пешка на бяло поле b7 · черен офицер на бяло поле d7 · черна пешка на черно поле e7 · черна пешка на бяло поле f7 · черна пешка на бяло поле h7 · черна пешка на черно поле d6 · черен кон на черно поле f6 · черна пешка на бяло поле g6 · бяла дама на черно поле h6 · черна дама на черно поле a5 · черен топ на черно поле c5 · бяла пешка на черно поле g5 · бяла пешка на бяло поле e4 · бял кон на черно поле c3 · бял топ на бяло поле d3 · бяла пешка на бяло поле f3 · бяла пешка на бяло поле a2 · бяла пешка на черно поле b2 · бяла пешка на бяло поле c2 · бял кон на бяло поле e2 · бял цар на черно поле c1 · бял топ на бяло поле h1 | черен топ на бяло поле c8 · черен цар на бяло поле g8 · черна пешка на черно поле a7 · черна пешка на бяло поле b7 · черен офицер на бяло поле d7 · черна пешка на черно поле e7 · черна пешка на бяло поле f7 · черна пешка на бяло поле h7 · черна пешка на черно поле d6 · черен кон на черно поле f6 · черна пешка на бяло поле g6 · бяла дама на черно поле h6 · черна дама на черно поле a5 · черен топ на черно поле c5 · бяла пешка на черно поле g5 · бяла пешка на бяло поле e4 · бял кон на черно поле c3 · бял топ на бяло поле d3 · бяла пешка на бяло поле f3 · бяла пешка на бяло поле a2 · бяла пешка на черно поле b2 · бяла пешка на бяло поле c2 · бял кон на бяло поле e2 · бял цар на черно поле c1 · бял топ на бяло поле h1 | черен топ на бяло поле c8 · черен цар на бяло поле g8 · черна пешка на черно поле a7 · черна пешка на бяло поле b7 · черен офицер на бяло поле d7 · черна пешка на черно поле e7 · черна пешка на бяло поле f7 · черна пешка на бяло поле h7 · черна пешка на черно поле d6 · черен кон на черно поле f6 · черна пешка на бяло поле g6 · бяла дама на черно поле h6 · черна дама на черно поле a5 · черен топ на черно поле c5 · бяла пешка на черно поле g5 · бяла пешка на бяло поле e4 · бял кон на черно поле c3 · бял топ на бяло поле d3 · бяла пешка на бяло поле f3 · бяла пешка на бяло поле a2 · бяла пешка на черно поле b2 · бяла пешка на бяло поле c2 · бял кон на бяло поле e2 · бял цар на черно поле c1 · бял топ на бяло поле h1 | черен топ на бяло поле c8 · черен цар на бяло поле g8 · черна пешка на черно поле a7 · черна пешка на бяло поле b7 · черен офицер на бяло поле d7 · черна пешка на черно поле e7 · черна пешка на бяло поле f7 · черна пешка на бяло поле h7 · черна пешка на черно поле d6 · черен кон на черно поле f6 · черна пешка на бяло поле g6 · бяла дама на черно поле h6 · черна дама на черно поле a5 · черен топ на черно поле c5 · бяла пешка на черно поле g5 · бяла пешка на бяло поле e4 · бял кон на черно поле c3 · бял топ на бяло поле d3 · бяла пешка на бяло поле f3 · бяла пешка на бяло поле a2 · бяла пешка на черно поле b2 · бяла пешка на бяло поле c2 · бял кон на бяло поле e2 · бял цар на черно поле c1 · бял топ на бяло поле h1 | черен топ на бяло поле c8 · черен цар на бяло поле g8 · черна пешка на черно поле a7 · черна пешка на бяло поле b7 · черен офицер на бяло поле d7 · черна пешка на черно поле e7 · черна пешка на бяло поле f7 · черна пешка на бяло поле h7 · черна пешка на черно поле d6 · черен кон на черно поле f6 · черна пешка на бяло поле g6 · бяла дама на черно поле h6 · черна дама на черно поле a5 · черен топ на черно поле c5 · бяла пешка на черно поле g5 · бяла пешка на бяло поле e4 · бял кон на черно поле c3 · бял топ на бяло поле d3 · бяла пешка на бяло поле f3 · бяла пешка на бяло поле a2 · бяла пешка на черно поле b2 · бяла пешка на бяло поле c2 · бял кон на бяло поле e2 · бял цар на черно поле c1 · бял топ на бяло поле h1 | 2 |
| 1 | черен топ на бяло поле c8 · черен цар на бяло поле g8 · черна пешка на черно поле a7 · черна пешка на бяло поле b7 · черен офицер на бяло поле d7 · черна пешка на черно поле e7 · черна пешка на бяло поле f7 · черна пешка на бяло поле h7 · черна пешка на черно поле d6 · черен кон на черно поле f6 · черна пешка на бяло поле g6 · бяла дама на черно поле h6 · черна дама на черно поле a5 · черен топ на черно поле c5 · бяла пешка на черно поле g5 · бяла пешка на бяло поле e4 · бял кон на черно поле c3 · бял топ на бяло поле d3 · бяла пешка на бяло поле f3 · бяла пешка на бяло поле a2 · бяла пешка на черно поле b2 · бяла пешка на бяло поле c2 · бял кон на бяло поле e2 · бял цар на черно поле c1 · бял топ на бяло поле h1 | черен топ на бяло поле c8 · черен цар на бяло поле g8 · черна пешка на черно поле a7 · черна пешка на бяло поле b7 · черен офицер на бяло поле d7 · черна пешка на черно поле e7 · черна пешка на бяло поле f7 · черна пешка на бяло поле h7 · черна пешка на черно поле d6 · черен кон на черно поле f6 · черна пешка на бяло поле g6 · бяла дама на черно поле h6 · черна дама на черно поле a5 · черен топ на черно поле c5 · бяла пешка на черно поле g5 · бяла пешка на бяло поле e4 · бял кон на черно поле c3 · бял топ на бяло поле d3 · бяла пешка на бяло поле f3 · бяла пешка на бяло поле a2 · бяла пешка на черно поле b2 · бяла пешка на бяло поле c2 · бял кон на бяло поле e2 · бял цар на черно поле c1 · бял топ на бяло поле h1 | черен топ на бяло поле c8 · черен цар на бяло поле g8 · черна пешка на черно поле a7 · черна пешка на бяло поле b7 · черен офицер на бяло поле d7 · черна пешка на черно поле e7 · черна пешка на бяло поле f7 · черна пешка на бяло поле h7 · черна пешка на черно поле d6 · черен кон на черно поле f6 · черна пешка на бяло поле g6 · бяла дама на черно поле h6 · черна дама на черно поле a5 · черен топ на черно поле c5 · бяла пешка на черно поле g5 · бяла пешка на бяло поле e4 · бял кон на черно поле c3 · бял топ на бяло поле d3 · бяла пешка на бяло поле f3 · бяла пешка на бяло поле a2 · бяла пешка на черно поле b2 · бяла пешка на бяло поле c2 · бял кон на бяло поле e2 · бял цар на черно поле c1 · бял топ на бяло поле h1 | черен топ на бяло поле c8 · черен цар на бяло поле g8 · черна пешка на черно поле a7 · черна пешка на бяло поле b7 · черен офицер на бяло поле d7 · черна пешка на черно поле e7 · черна пешка на бяло поле f7 · черна пешка на бяло поле h7 · черна пешка на черно поле d6 · черен кон на черно поле f6 · черна пешка на бяло поле g6 · бяла дама на черно поле h6 · черна дама на черно поле a5 · черен топ на черно поле c5 · бяла пешка на черно поле g5 · бяла пешка на бяло поле e4 · бял кон на черно поле c3 · бял топ на бяло поле d3 · бяла пешка на бяло поле f3 · бяла пешка на бяло поле a2 · бяла пешка на черно поле b2 · бяла пешка на бяло поле c2 · бял кон на бяло поле e2 · бял цар на черно поле c1 · бял топ на бяло поле h1 | черен топ на бяло поле c8 · черен цар на бяло поле g8 · черна пешка на черно поле a7 · черна пешка на бяло поле b7 · черен офицер на бяло поле d7 · черна пешка на черно поле e7 · черна пешка на бяло поле f7 · черна пешка на бяло поле h7 · черна пешка на черно поле d6 · черен кон на черно поле f6 · черна пешка на бяло поле g6 · бяла дама на черно поле h6 · черна дама на черно поле a5 · черен топ на черно поле c5 · бяла пешка на черно поле g5 · бяла пешка на бяло поле e4 · бял кон на черно поле c3 · бял топ на бяло поле d3 · бяла пешка на бяло поле f3 · бяла пешка на бяло поле a2 · бяла пешка на черно поле b2 · бяла пешка на бяло поле c2 · бял кон на бяло поле e2 · бял цар на черно поле c1 · бял топ на бяло поле h1 | черен топ на бяло поле c8 · черен цар на бяло поле g8 · черна пешка на черно поле a7 · черна пешка на бяло поле b7 · черен офицер на бяло поле d7 · черна пешка на черно поле e7 · черна пешка на бяло поле f7 · черна пешка на бяло поле h7 · черна пешка на черно поле d6 · черен кон на черно поле f6 · черна пешка на бяло поле g6 · бяла дама на черно поле h6 · черна дама на черно поле a5 · черен топ на черно поле c5 · бяла пешка на черно поле g5 · бяла пешка на бяло поле e4 · бял кон на черно поле c3 · бял топ на бяло поле d3 · бяла пешка на бяло поле f3 · бяла пешка на бяло поле a2 · бяла пешка на черно поле b2 · бяла пешка на бяло поле c2 · бял кон на бяло поле e2 · бял цар на черно поле c1 · бял топ на бяло поле h1 | черен топ на бяло поле c8 · черен цар на бяло поле g8 · черна пешка на черно поле a7 · черна пешка на бяло поле b7 · черен офицер на бяло поле d7 · черна пешка на черно поле e7 · черна пешка на бяло поле f7 · черна пешка на бяло поле h7 · черна пешка на черно поле d6 · черен кон на черно поле f6 · черна пешка на бяло поле g6 · бяла дама на черно поле h6 · черна дама на черно поле a5 · черен топ на черно поле c5 · бяла пешка на черно поле g5 · бяла пешка на бяло поле e4 · бял кон на черно поле c3 · бял топ на бяло поле d3 · бяла пешка на бяло поле f3 · бяла пешка на бяло поле a2 · бяла пешка на черно поле b2 · бяла пешка на бяло поле c2 · бял кон на бяло поле e2 · бял цар на черно поле c1 · бял топ на бяло поле h1 | черен топ на бяло поле c8 · черен цар на бяло поле g8 · черна пешка на черно поле a7 · черна пешка на бяло поле b7 · черен офицер на бяло поле d7 · черна пешка на черно поле e7 · черна пешка на бяло поле f7 · черна пешка на бяло поле h7 · черна пешка на черно поле d6 · черен кон на черно поле f6 · черна пешка на бяло поле g6 · бяла дама на черно поле h6 · черна дама на черно поле a5 · черен топ на черно поле c5 · бяла пешка на черно поле g5 · бяла пешка на бяло поле e4 · бял кон на черно поле c3 · бял топ на бяло поле d3 · бяла пешка на бяло поле f3 · бяла пешка на бяло поле a2 · бяла пешка на черно поле b2 · бяла пешка на бяло поле c2 · бял кон на бяло поле e2 · бял цар на черно поле c1 · бял топ на бяло поле h1 | 1 |
|   | a | b | c | d | e | f | g | h |   |

16. Kde2 Да5 
17. Oh6! O:h6 
18. Д:h6 Tfc8 Корчной отговаря с контраатака на дамския фланг срещу белия цар. 19. Td3 Предотвратява жертвата на качество 19...Т:с3. 
19. ...Т4c5. Защита срещу хода на белите g5, но въпреки това Карпов жертва втора пешка: 20. g5!! (диаграма 2) T:g5 Завличане – черния топ е отклонен от линията с и от прикритието на дамата. 21. Td5!! T:d5
|   | a | b | c | d | e | f | g | h |   |
| 8 | черен топ на бяло поле e8 · черен цар на бяло поле g8 · черна пешка на черно поле a7 · черна пешка на бяло поле b7 · черна пешка на черно поле e7 · черна пешка на бяло поле f7 · черна пешка на бяло поле h7 · черен офицер на бяло поле c6 · черна пешка на черно поле d6 · черен кон на черно поле f6 · черна пешка на бяло поле g6 · бяла дама на черно поле h6 · черна дама на черно поле a5 · бял кон на бяло поле d5 · бяла пешка на черно поле e5 · бял кон на черно поле f4 · бяла пешка на бяло поле f3 · бяла пешка на бяло поле a2 · бяла пешка на черно поле b2 · бяла пешка на бяло поле c2 · бял цар на черно поле c1 · бял топ на бяло поле h1 | черен топ на бяло поле e8 · черен цар на бяло поле g8 · черна пешка на черно поле a7 · черна пешка на бяло поле b7 · черна пешка на черно поле e7 · черна пешка на бяло поле f7 · черна пешка на бяло поле h7 · черен офицер на бяло поле c6 · черна пешка на черно поле d6 · черен кон на черно поле f6 · черна пешка на бяло поле g6 · бяла дама на черно поле h6 · черна дама на черно поле a5 · бял кон на бяло поле d5 · бяла пешка на черно поле e5 · бял кон на черно поле f4 · бяла пешка на бяло поле f3 · бяла пешка на бяло поле a2 · бяла пешка на черно поле b2 · бяла пешка на бяло поле c2 · бял цар на черно поле c1 · бял топ на бяло поле h1 | черен топ на бяло поле e8 · черен цар на бяло поле g8 · черна пешка на черно поле a7 · черна пешка на бяло поле b7 · черна пешка на черно поле e7 · черна пешка на бяло поле f7 · черна пешка на бяло поле h7 · черен офицер на бяло поле c6 · черна пешка на черно поле d6 · черен кон на черно поле f6 · черна пешка на бяло поле g6 · бяла дама на черно поле h6 · черна дама на черно поле a5 · бял кон на бяло поле d5 · бяла пешка на черно поле e5 · бял кон на черно поле f4 · бяла пешка на бяло поле f3 · бяла пешка на бяло поле a2 · бяла пешка на черно поле b2 · бяла пешка на бяло поле c2 · бял цар на черно поле c1 · бял топ на бяло поле h1 | черен топ на бяло поле e8 · черен цар на бяло поле g8 · черна пешка на черно поле a7 · черна пешка на бяло поле b7 · черна пешка на черно поле e7 · черна пешка на бяло поле f7 · черна пешка на бяло поле h7 · черен офицер на бяло поле c6 · черна пешка на черно поле d6 · черен кон на черно поле f6 · черна пешка на бяло поле g6 · бяла дама на черно поле h6 · черна дама на черно поле a5 · бял кон на бяло поле d5 · бяла пешка на черно поле e5 · бял кон на черно поле f4 · бяла пешка на бяло поле f3 · бяла пешка на бяло поле a2 · бяла пешка на черно поле b2 · бяла пешка на бяло поле c2 · бял цар на черно поле c1 · бял топ на бяло поле h1 | черен топ на бяло поле e8 · черен цар на бяло поле g8 · черна пешка на черно поле a7 · черна пешка на бяло поле b7 · черна пешка на черно поле e7 · черна пешка на бяло поле f7 · черна пешка на бяло поле h7 · черен офицер на бяло поле c6 · черна пешка на черно поле d6 · черен кон на черно поле f6 · черна пешка на бяло поле g6 · бяла дама на черно поле h6 · черна дама на черно поле a5 · бял кон на бяло поле d5 · бяла пешка на черно поле e5 · бял кон на черно поле f4 · бяла пешка на бяло поле f3 · бяла пешка на бяло поле a2 · бяла пешка на черно поле b2 · бяла пешка на бяло поле c2 · бял цар на черно поле c1 · бял топ на бяло поле h1 | черен топ на бяло поле e8 · черен цар на бяло поле g8 · черна пешка на черно поле a7 · черна пешка на бяло поле b7 · черна пешка на черно поле e7 · черна пешка на бяло поле f7 · черна пешка на бяло поле h7 · черен офицер на бяло поле c6 · черна пешка на черно поле d6 · черен кон на черно поле f6 · черна пешка на бяло поле g6 · бяла дама на черно поле h6 · черна дама на черно поле a5 · бял кон на бяло поле d5 · бяла пешка на черно поле e5 · бял кон на черно поле f4 · бяла пешка на бяло поле f3 · бяла пешка на бяло поле a2 · бяла пешка на черно поле b2 · бяла пешка на бяло поле c2 · бял цар на черно поле c1 · бял топ на бяло поле h1 | черен топ на бяло поле e8 · черен цар на бяло поле g8 · черна пешка на черно поле a7 · черна пешка на бяло поле b7 · черна пешка на черно поле e7 · черна пешка на бяло поле f7 · черна пешка на бяло поле h7 · черен офицер на бяло поле c6 · черна пешка на черно поле d6 · черен кон на черно поле f6 · черна пешка на бяло поле g6 · бяла дама на черно поле h6 · черна дама на черно поле a5 · бял кон на бяло поле d5 · бяла пешка на черно поле e5 · бял кон на черно поле f4 · бяла пешка на бяло поле f3 · бяла пешка на бяло поле a2 · бяла пешка на черно поле b2 · бяла пешка на бяло поле c2 · бял цар на черно поле c1 · бял топ на бяло поле h1 | черен топ на бяло поле e8 · черен цар на бяло поле g8 · черна пешка на черно поле a7 · черна пешка на бяло поле b7 · черна пешка на черно поле e7 · черна пешка на бяло поле f7 · черна пешка на бяло поле h7 · черен офицер на бяло поле c6 · черна пешка на черно поле d6 · черен кон на черно поле f6 · черна пешка на бяло поле g6 · бяла дама на черно поле h6 · черна дама на черно поле a5 · бял кон на бяло поле d5 · бяла пешка на черно поле e5 · бял кон на черно поле f4 · бяла пешка на бяло поле f3 · бяла пешка на бяло поле a2 · бяла пешка на черно поле b2 · бяла пешка на бяло поле c2 · бял цар на черно поле c1 · бял топ на бяло поле h1 | 8 |
| 7 | черен топ на бяло поле e8 · черен цар на бяло поле g8 · черна пешка на черно поле a7 · черна пешка на бяло поле b7 · черна пешка на черно поле e7 · черна пешка на бяло поле f7 · черна пешка на бяло поле h7 · черен офицер на бяло поле c6 · черна пешка на черно поле d6 · черен кон на черно поле f6 · черна пешка на бяло поле g6 · бяла дама на черно поле h6 · черна дама на черно поле a5 · бял кон на бяло поле d5 · бяла пешка на черно поле e5 · бял кон на черно поле f4 · бяла пешка на бяло поле f3 · бяла пешка на бяло поле a2 · бяла пешка на черно поле b2 · бяла пешка на бяло поле c2 · бял цар на черно поле c1 · бял топ на бяло поле h1 | черен топ на бяло поле e8 · черен цар на бяло поле g8 · черна пешка на черно поле a7 · черна пешка на бяло поле b7 · черна пешка на черно поле e7 · черна пешка на бяло поле f7 · черна пешка на бяло поле h7 · черен офицер на бяло поле c6 · черна пешка на черно поле d6 · черен кон на черно поле f6 · черна пешка на бяло поле g6 · бяла дама на черно поле h6 · черна дама на черно поле a5 · бял кон на бяло поле d5 · бяла пешка на черно поле e5 · бял кон на черно поле f4 · бяла пешка на бяло поле f3 · бяла пешка на бяло поле a2 · бяла пешка на черно поле b2 · бяла пешка на бяло поле c2 · бял цар на черно поле c1 · бял топ на бяло поле h1 | черен топ на бяло поле e8 · черен цар на бяло поле g8 · черна пешка на черно поле a7 · черна пешка на бяло поле b7 · черна пешка на черно поле e7 · черна пешка на бяло поле f7 · черна пешка на бяло поле h7 · черен офицер на бяло поле c6 · черна пешка на черно поле d6 · черен кон на черно поле f6 · черна пешка на бяло поле g6 · бяла дама на черно поле h6 · черна дама на черно поле a5 · бял кон на бяло поле d5 · бяла пешка на черно поле e5 · бял кон на черно поле f4 · бяла пешка на бяло поле f3 · бяла пешка на бяло поле a2 · бяла пешка на черно поле b2 · бяла пешка на бяло поле c2 · бял цар на черно поле c1 · бял топ на бяло поле h1 | черен топ на бяло поле e8 · черен цар на бяло поле g8 · черна пешка на черно поле a7 · черна пешка на бяло поле b7 · черна пешка на черно поле e7 · черна пешка на бяло поле f7 · черна пешка на бяло поле h7 · черен офицер на бяло поле c6 · черна пешка на черно поле d6 · черен кон на черно поле f6 · черна пешка на бяло поле g6 · бяла дама на черно поле h6 · черна дама на черно поле a5 · бял кон на бяло поле d5 · бяла пешка на черно поле e5 · бял кон на черно поле f4 · бяла пешка на бяло поле f3 · бяла пешка на бяло поле a2 · бяла пешка на черно поле b2 · бяла пешка на бяло поле c2 · бял цар на черно поле c1 · бял топ на бяло поле h1 | черен топ на бяло поле e8 · черен цар на бяло поле g8 · черна пешка на черно поле a7 · черна пешка на бяло поле b7 · черна пешка на черно поле e7 · черна пешка на бяло поле f7 · черна пешка на бяло поле h7 · черен офицер на бяло поле c6 · черна пешка на черно поле d6 · черен кон на черно поле f6 · черна пешка на бяло поле g6 · бяла дама на черно поле h6 · черна дама на черно поле a5 · бял кон на бяло поле d5 · бяла пешка на черно поле e5 · бял кон на черно поле f4 · бяла пешка на бяло поле f3 · бяла пешка на бяло поле a2 · бяла пешка на черно поле b2 · бяла пешка на бяло поле c2 · бял цар на черно поле c1 · бял топ на бяло поле h1 | черен топ на бяло поле e8 · черен цар на бяло поле g8 · черна пешка на черно поле a7 · черна пешка на бяло поле b7 · черна пешка на черно поле e7 · черна пешка на бяло поле f7 · черна пешка на бяло поле h7 · черен офицер на бяло поле c6 · черна пешка на черно поле d6 · черен кон на черно поле f6 · черна пешка на бяло поле g6 · бяла дама на черно поле h6 · черна дама на черно поле a5 · бял кон на бяло поле d5 · бяла пешка на черно поле e5 · бял кон на черно поле f4 · бяла пешка на бяло поле f3 · бяла пешка на бяло поле a2 · бяла пешка на черно поле b2 · бяла пешка на бяло поле c2 · бял цар на черно поле c1 · бял топ на бяло поле h1 | черен топ на бяло поле e8 · черен цар на бяло поле g8 · черна пешка на черно поле a7 · черна пешка на бяло поле b7 · черна пешка на черно поле e7 · черна пешка на бяло поле f7 · черна пешка на бяло поле h7 · черен офицер на бяло поле c6 · черна пешка на черно поле d6 · черен кон на черно поле f6 · черна пешка на бяло поле g6 · бяла дама на черно поле h6 · черна дама на черно поле a5 · бял кон на бяло поле d5 · бяла пешка на черно поле e5 · бял кон на черно поле f4 · бяла пешка на бяло поле f3 · бяла пешка на бяло поле a2 · бяла пешка на черно поле b2 · бяла пешка на бяло поле c2 · бял цар на черно поле c1 · бял топ на бяло поле h1 | черен топ на бяло поле e8 · черен цар на бяло поле g8 · черна пешка на черно поле a7 · черна пешка на бяло поле b7 · черна пешка на черно поле e7 · черна пешка на бяло поле f7 · черна пешка на бяло поле h7 · черен офицер на бяло поле c6 · черна пешка на черно поле d6 · черен кон на черно поле f6 · черна пешка на бяло поле g6 · бяла дама на черно поле h6 · черна дама на черно поле a5 · бял кон на бяло поле d5 · бяла пешка на черно поле e5 · бял кон на черно поле f4 · бяла пешка на бяло поле f3 · бяла пешка на бяло поле a2 · бяла пешка на черно поле b2 · бяла пешка на бяло поле c2 · бял цар на черно поле c1 · бял топ на бяло поле h1 | 7 |
| 6 | черен топ на бяло поле e8 · черен цар на бяло поле g8 · черна пешка на черно поле a7 · черна пешка на бяло поле b7 · черна пешка на черно поле e7 · черна пешка на бяло поле f7 · черна пешка на бяло поле h7 · черен офицер на бяло поле c6 · черна пешка на черно поле d6 · черен кон на черно поле f6 · черна пешка на бяло поле g6 · бяла дама на черно поле h6 · черна дама на черно поле a5 · бял кон на бяло поле d5 · бяла пешка на черно поле e5 · бял кон на черно поле f4 · бяла пешка на бяло поле f3 · бяла пешка на бяло поле a2 · бяла пешка на черно поле b2 · бяла пешка на бяло поле c2 · бял цар на черно поле c1 · бял топ на бяло поле h1 | черен топ на бяло поле e8 · черен цар на бяло поле g8 · черна пешка на черно поле a7 · черна пешка на бяло поле b7 · черна пешка на черно поле e7 · черна пешка на бяло поле f7 · черна пешка на бяло поле h7 · черен офицер на бяло поле c6 · черна пешка на черно поле d6 · черен кон на черно поле f6 · черна пешка на бяло поле g6 · бяла дама на черно поле h6 · черна дама на черно поле a5 · бял кон на бяло поле d5 · бяла пешка на черно поле e5 · бял кон на черно поле f4 · бяла пешка на бяло поле f3 · бяла пешка на бяло поле a2 · бяла пешка на черно поле b2 · бяла пешка на бяло поле c2 · бял цар на черно поле c1 · бял топ на бяло поле h1 | черен топ на бяло поле e8 · черен цар на бяло поле g8 · черна пешка на черно поле a7 · черна пешка на бяло поле b7 · черна пешка на черно поле e7 · черна пешка на бяло поле f7 · черна пешка на бяло поле h7 · черен офицер на бяло поле c6 · черна пешка на черно поле d6 · черен кон на черно поле f6 · черна пешка на бяло поле g6 · бяла дама на черно поле h6 · черна дама на черно поле a5 · бял кон на бяло поле d5 · бяла пешка на черно поле e5 · бял кон на черно поле f4 · бяла пешка на бяло поле f3 · бяла пешка на бяло поле a2 · бяла пешка на черно поле b2 · бяла пешка на бяло поле c2 · бял цар на черно поле c1 · бял топ на бяло поле h1 | черен топ на бяло поле e8 · черен цар на бяло поле g8 · черна пешка на черно поле a7 · черна пешка на бяло поле b7 · черна пешка на черно поле e7 · черна пешка на бяло поле f7 · черна пешка на бяло поле h7 · черен офицер на бяло поле c6 · черна пешка на черно поле d6 · черен кон на черно поле f6 · черна пешка на бяло поле g6 · бяла дама на черно поле h6 · черна дама на черно поле a5 · бял кон на бяло поле d5 · бяла пешка на черно поле e5 · бял кон на черно поле f4 · бяла пешка на бяло поле f3 · бяла пешка на бяло поле a2 · бяла пешка на черно поле b2 · бяла пешка на бяло поле c2 · бял цар на черно поле c1 · бял топ на бяло поле h1 | черен топ на бяло поле e8 · черен цар на бяло поле g8 · черна пешка на черно поле a7 · черна пешка на бяло поле b7 · черна пешка на черно поле e7 · черна пешка на бяло поле f7 · черна пешка на бяло поле h7 · черен офицер на бяло поле c6 · черна пешка на черно поле d6 · черен кон на черно поле f6 · черна пешка на бяло поле g6 · бяла дама на черно поле h6 · черна дама на черно поле a5 · бял кон на бяло поле d5 · бяла пешка на черно поле e5 · бял кон на черно поле f4 · бяла пешка на бяло поле f3 · бяла пешка на бяло поле a2 · бяла пешка на черно поле b2 · бяла пешка на бяло поле c2 · бял цар на черно поле c1 · бял топ на бяло поле h1 | черен топ на бяло поле e8 · черен цар на бяло поле g8 · черна пешка на черно поле a7 · черна пешка на бяло поле b7 · черна пешка на черно поле e7 · черна пешка на бяло поле f7 · черна пешка на бяло поле h7 · черен офицер на бяло поле c6 · черна пешка на черно поле d6 · черен кон на черно поле f6 · черна пешка на бяло поле g6 · бяла дама на черно поле h6 · черна дама на черно поле a5 · бял кон на бяло поле d5 · бяла пешка на черно поле e5 · бял кон на черно поле f4 · бяла пешка на бяло поле f3 · бяла пешка на бяло поле a2 · бяла пешка на черно поле b2 · бяла пешка на бяло поле c2 · бял цар на черно поле c1 · бял топ на бяло поле h1 | черен топ на бяло поле e8 · черен цар на бяло поле g8 · черна пешка на черно поле a7 · черна пешка на бяло поле b7 · черна пешка на черно поле e7 · черна пешка на бяло поле f7 · черна пешка на бяло поле h7 · черен офицер на бяло поле c6 · черна пешка на черно поле d6 · черен кон на черно поле f6 · черна пешка на бяло поле g6 · бяла дама на черно поле h6 · черна дама на черно поле a5 · бял кон на бяло поле d5 · бяла пешка на черно поле e5 · бял кон на черно поле f4 · бяла пешка на бяло поле f3 · бяла пешка на бяло поле a2 · бяла пешка на черно поле b2 · бяла пешка на бяло поле c2 · бял цар на черно поле c1 · бял топ на бяло поле h1 | черен топ на бяло поле e8 · черен цар на бяло поле g8 · черна пешка на черно поле a7 · черна пешка на бяло поле b7 · черна пешка на черно поле e7 · черна пешка на бяло поле f7 · черна пешка на бяло поле h7 · черен офицер на бяло поле c6 · черна пешка на черно поле d6 · черен кон на черно поле f6 · черна пешка на бяло поле g6 · бяла дама на черно поле h6 · черна дама на черно поле a5 · бял кон на бяло поле d5 · бяла пешка на черно поле e5 · бял кон на черно поле f4 · бяла пешка на бяло поле f3 · бяла пешка на бяло поле a2 · бяла пешка на черно поле b2 · бяла пешка на бяло поле c2 · бял цар на черно поле c1 · бял топ на бяло поле h1 | 6 |
| 5 | черен топ на бяло поле e8 · черен цар на бяло поле g8 · черна пешка на черно поле a7 · черна пешка на бяло поле b7 · черна пешка на черно поле e7 · черна пешка на бяло поле f7 · черна пешка на бяло поле h7 · черен офицер на бяло поле c6 · черна пешка на черно поле d6 · черен кон на черно поле f6 · черна пешка на бяло поле g6 · бяла дама на черно поле h6 · черна дама на черно поле a5 · бял кон на бяло поле d5 · бяла пешка на черно поле e5 · бял кон на черно поле f4 · бяла пешка на бяло поле f3 · бяла пешка на бяло поле a2 · бяла пешка на черно поле b2 · бяла пешка на бяло поле c2 · бял цар на черно поле c1 · бял топ на бяло поле h1 | черен топ на бяло поле e8 · черен цар на бяло поле g8 · черна пешка на черно поле a7 · черна пешка на бяло поле b7 · черна пешка на черно поле e7 · черна пешка на бяло поле f7 · черна пешка на бяло поле h7 · черен офицер на бяло поле c6 · черна пешка на черно поле d6 · черен кон на черно поле f6 · черна пешка на бяло поле g6 · бяла дама на черно поле h6 · черна дама на черно поле a5 · бял кон на бяло поле d5 · бяла пешка на черно поле e5 · бял кон на черно поле f4 · бяла пешка на бяло поле f3 · бяла пешка на бяло поле a2 · бяла пешка на черно поле b2 · бяла пешка на бяло поле c2 · бял цар на черно поле c1 · бял топ на бяло поле h1 | черен топ на бяло поле e8 · черен цар на бяло поле g8 · черна пешка на черно поле a7 · черна пешка на бяло поле b7 · черна пешка на черно поле e7 · черна пешка на бяло поле f7 · черна пешка на бяло поле h7 · черен офицер на бяло поле c6 · черна пешка на черно поле d6 · черен кон на черно поле f6 · черна пешка на бяло поле g6 · бяла дама на черно поле h6 · черна дама на черно поле a5 · бял кон на бяло поле d5 · бяла пешка на черно поле e5 · бял кон на черно поле f4 · бяла пешка на бяло поле f3 · бяла пешка на бяло поле a2 · бяла пешка на черно поле b2 · бяла пешка на бяло поле c2 · бял цар на черно поле c1 · бял топ на бяло поле h1 | черен топ на бяло поле e8 · черен цар на бяло поле g8 · черна пешка на черно поле a7 · черна пешка на бяло поле b7 · черна пешка на черно поле e7 · черна пешка на бяло поле f7 · черна пешка на бяло поле h7 · черен офицер на бяло поле c6 · черна пешка на черно поле d6 · черен кон на черно поле f6 · черна пешка на бяло поле g6 · бяла дама на черно поле h6 · черна дама на черно поле a5 · бял кон на бяло поле d5 · бяла пешка на черно поле e5 · бял кон на черно поле f4 · бяла пешка на бяло поле f3 · бяла пешка на бяло поле a2 · бяла пешка на черно поле b2 · бяла пешка на бяло поле c2 · бял цар на черно поле c1 · бял топ на бяло поле h1 | черен топ на бяло поле e8 · черен цар на бяло поле g8 · черна пешка на черно поле a7 · черна пешка на бяло поле b7 · черна пешка на черно поле e7 · черна пешка на бяло поле f7 · черна пешка на бяло поле h7 · черен офицер на бяло поле c6 · черна пешка на черно поле d6 · черен кон на черно поле f6 · черна пешка на бяло поле g6 · бяла дама на черно поле h6 · черна дама на черно поле a5 · бял кон на бяло поле d5 · бяла пешка на черно поле e5 · бял кон на черно поле f4 · бяла пешка на бяло поле f3 · бяла пешка на бяло поле a2 · бяла пешка на черно поле b2 · бяла пешка на бяло поле c2 · бял цар на черно поле c1 · бял топ на бяло поле h1 | черен топ на бяло поле e8 · черен цар на бяло поле g8 · черна пешка на черно поле a7 · черна пешка на бяло поле b7 · черна пешка на черно поле e7 · черна пешка на бяло поле f7 · черна пешка на бяло поле h7 · черен офицер на бяло поле c6 · черна пешка на черно поле d6 · черен кон на черно поле f6 · черна пешка на бяло поле g6 · бяла дама на черно поле h6 · черна дама на черно поле a5 · бял кон на бяло поле d5 · бяла пешка на черно поле e5 · бял кон на черно поле f4 · бяла пешка на бяло поле f3 · бяла пешка на бяло поле a2 · бяла пешка на черно поле b2 · бяла пешка на бяло поле c2 · бял цар на черно поле c1 · бял топ на бяло поле h1 | черен топ на бяло поле e8 · черен цар на бяло поле g8 · черна пешка на черно поле a7 · черна пешка на бяло поле b7 · черна пешка на черно поле e7 · черна пешка на бяло поле f7 · черна пешка на бяло поле h7 · черен офицер на бяло поле c6 · черна пешка на черно поле d6 · черен кон на черно поле f6 · черна пешка на бяло поле g6 · бяла дама на черно поле h6 · черна дама на черно поле a5 · бял кон на бяло поле d5 · бяла пешка на черно поле e5 · бял кон на черно поле f4 · бяла пешка на бяло поле f3 · бяла пешка на бяло поле a2 · бяла пешка на черно поле b2 · бяла пешка на бяло поле c2 · бял цар на черно поле c1 · бял топ на бяло поле h1 | черен топ на бяло поле e8 · черен цар на бяло поле g8 · черна пешка на черно поле a7 · черна пешка на бяло поле b7 · черна пешка на черно поле e7 · черна пешка на бяло поле f7 · черна пешка на бяло поле h7 · черен офицер на бяло поле c6 · черна пешка на черно поле d6 · черен кон на черно поле f6 · черна пешка на бяло поле g6 · бяла дама на черно поле h6 · черна дама на черно поле a5 · бял кон на бяло поле d5 · бяла пешка на черно поле e5 · бял кон на черно поле f4 · бяла пешка на бяло поле f3 · бяла пешка на бяло поле a2 · бяла пешка на черно поле b2 · бяла пешка на бяло поле c2 · бял цар на черно поле c1 · бял топ на бяло поле h1 | 5 |
| 4 | черен топ на бяло поле e8 · черен цар на бяло поле g8 · черна пешка на черно поле a7 · черна пешка на бяло поле b7 · черна пешка на черно поле e7 · черна пешка на бяло поле f7 · черна пешка на бяло поле h7 · черен офицер на бяло поле c6 · черна пешка на черно поле d6 · черен кон на черно поле f6 · черна пешка на бяло поле g6 · бяла дама на черно поле h6 · черна дама на черно поле a5 · бял кон на бяло поле d5 · бяла пешка на черно поле e5 · бял кон на черно поле f4 · бяла пешка на бяло поле f3 · бяла пешка на бяло поле a2 · бяла пешка на черно поле b2 · бяла пешка на бяло поле c2 · бял цар на черно поле c1 · бял топ на бяло поле h1 | черен топ на бяло поле e8 · черен цар на бяло поле g8 · черна пешка на черно поле a7 · черна пешка на бяло поле b7 · черна пешка на черно поле e7 · черна пешка на бяло поле f7 · черна пешка на бяло поле h7 · черен офицер на бяло поле c6 · черна пешка на черно поле d6 · черен кон на черно поле f6 · черна пешка на бяло поле g6 · бяла дама на черно поле h6 · черна дама на черно поле a5 · бял кон на бяло поле d5 · бяла пешка на черно поле e5 · бял кон на черно поле f4 · бяла пешка на бяло поле f3 · бяла пешка на бяло поле a2 · бяла пешка на черно поле b2 · бяла пешка на бяло поле c2 · бял цар на черно поле c1 · бял топ на бяло поле h1 | черен топ на бяло поле e8 · черен цар на бяло поле g8 · черна пешка на черно поле a7 · черна пешка на бяло поле b7 · черна пешка на черно поле e7 · черна пешка на бяло поле f7 · черна пешка на бяло поле h7 · черен офицер на бяло поле c6 · черна пешка на черно поле d6 · черен кон на черно поле f6 · черна пешка на бяло поле g6 · бяла дама на черно поле h6 · черна дама на черно поле a5 · бял кон на бяло поле d5 · бяла пешка на черно поле e5 · бял кон на черно поле f4 · бяла пешка на бяло поле f3 · бяла пешка на бяло поле a2 · бяла пешка на черно поле b2 · бяла пешка на бяло поле c2 · бял цар на черно поле c1 · бял топ на бяло поле h1 | черен топ на бяло поле e8 · черен цар на бяло поле g8 · черна пешка на черно поле a7 · черна пешка на бяло поле b7 · черна пешка на черно поле e7 · черна пешка на бяло поле f7 · черна пешка на бяло поле h7 · черен офицер на бяло поле c6 · черна пешка на черно поле d6 · черен кон на черно поле f6 · черна пешка на бяло поле g6 · бяла дама на черно поле h6 · черна дама на черно поле a5 · бял кон на бяло поле d5 · бяла пешка на черно поле e5 · бял кон на черно поле f4 · бяла пешка на бяло поле f3 · бяла пешка на бяло поле a2 · бяла пешка на черно поле b2 · бяла пешка на бяло поле c2 · бял цар на черно поле c1 · бял топ на бяло поле h1 | черен топ на бяло поле e8 · черен цар на бяло поле g8 · черна пешка на черно поле a7 · черна пешка на бяло поле b7 · черна пешка на черно поле e7 · черна пешка на бяло поле f7 · черна пешка на бяло поле h7 · черен офицер на бяло поле c6 · черна пешка на черно поле d6 · черен кон на черно поле f6 · черна пешка на бяло поле g6 · бяла дама на черно поле h6 · черна дама на черно поле a5 · бял кон на бяло поле d5 · бяла пешка на черно поле e5 · бял кон на черно поле f4 · бяла пешка на бяло поле f3 · бяла пешка на бяло поле a2 · бяла пешка на черно поле b2 · бяла пешка на бяло поле c2 · бял цар на черно поле c1 · бял топ на бяло поле h1 | черен топ на бяло поле e8 · черен цар на бяло поле g8 · черна пешка на черно поле a7 · черна пешка на бяло поле b7 · черна пешка на черно поле e7 · черна пешка на бяло поле f7 · черна пешка на бяло поле h7 · черен офицер на бяло поле c6 · черна пешка на черно поле d6 · черен кон на черно поле f6 · черна пешка на бяло поле g6 · бяла дама на черно поле h6 · черна дама на черно поле a5 · бял кон на бяло поле d5 · бяла пешка на черно поле e5 · бял кон на черно поле f4 · бяла пешка на бяло поле f3 · бяла пешка на бяло поле a2 · бяла пешка на черно поле b2 · бяла пешка на бяло поле c2 · бял цар на черно поле c1 · бял топ на бяло поле h1 | черен топ на бяло поле e8 · черен цар на бяло поле g8 · черна пешка на черно поле a7 · черна пешка на бяло поле b7 · черна пешка на черно поле e7 · черна пешка на бяло поле f7 · черна пешка на бяло поле h7 · черен офицер на бяло поле c6 · черна пешка на черно поле d6 · черен кон на черно поле f6 · черна пешка на бяло поле g6 · бяла дама на черно поле h6 · черна дама на черно поле a5 · бял кон на бяло поле d5 · бяла пешка на черно поле e5 · бял кон на черно поле f4 · бяла пешка на бяло поле f3 · бяла пешка на бяло поле a2 · бяла пешка на черно поле b2 · бяла пешка на бяло поле c2 · бял цар на черно поле c1 · бял топ на бяло поле h1 | черен топ на бяло поле e8 · черен цар на бяло поле g8 · черна пешка на черно поле a7 · черна пешка на бяло поле b7 · черна пешка на черно поле e7 · черна пешка на бяло поле f7 · черна пешка на бяло поле h7 · черен офицер на бяло поле c6 · черна пешка на черно поле d6 · черен кон на черно поле f6 · черна пешка на бяло поле g6 · бяла дама на черно поле h6 · черна дама на черно поле a5 · бял кон на бяло поле d5 · бяла пешка на черно поле e5 · бял кон на черно поле f4 · бяла пешка на бяло поле f3 · бяла пешка на бяло поле a2 · бяла пешка на черно поле b2 · бяла пешка на бяло поле c2 · бял цар на черно поле c1 · бял топ на бяло поле h1 | 4 |
| 3 | черен топ на бяло поле e8 · черен цар на бяло поле g8 · черна пешка на черно поле a7 · черна пешка на бяло поле b7 · черна пешка на черно поле e7 · черна пешка на бяло поле f7 · черна пешка на бяло поле h7 · черен офицер на бяло поле c6 · черна пешка на черно поле d6 · черен кон на черно поле f6 · черна пешка на бяло поле g6 · бяла дама на черно поле h6 · черна дама на черно поле a5 · бял кон на бяло поле d5 · бяла пешка на черно поле e5 · бял кон на черно поле f4 · бяла пешка на бяло поле f3 · бяла пешка на бяло поле a2 · бяла пешка на черно поле b2 · бяла пешка на бяло поле c2 · бял цар на черно поле c1 · бял топ на бяло поле h1 | черен топ на бяло поле e8 · черен цар на бяло поле g8 · черна пешка на черно поле a7 · черна пешка на бяло поле b7 · черна пешка на черно поле e7 · черна пешка на бяло поле f7 · черна пешка на бяло поле h7 · черен офицер на бяло поле c6 · черна пешка на черно поле d6 · черен кон на черно поле f6 · черна пешка на бяло поле g6 · бяла дама на черно поле h6 · черна дама на черно поле a5 · бял кон на бяло поле d5 · бяла пешка на черно поле e5 · бял кон на черно поле f4 · бяла пешка на бяло поле f3 · бяла пешка на бяло поле a2 · бяла пешка на черно поле b2 · бяла пешка на бяло поле c2 · бял цар на черно поле c1 · бял топ на бяло поле h1 | черен топ на бяло поле e8 · черен цар на бяло поле g8 · черна пешка на черно поле a7 · черна пешка на бяло поле b7 · черна пешка на черно поле e7 · черна пешка на бяло поле f7 · черна пешка на бяло поле h7 · черен офицер на бяло поле c6 · черна пешка на черно поле d6 · черен кон на черно поле f6 · черна пешка на бяло поле g6 · бяла дама на черно поле h6 · черна дама на черно поле a5 · бял кон на бяло поле d5 · бяла пешка на черно поле e5 · бял кон на черно поле f4 · бяла пешка на бяло поле f3 · бяла пешка на бяло поле a2 · бяла пешка на черно поле b2 · бяла пешка на бяло поле c2 · бял цар на черно поле c1 · бял топ на бяло поле h1 | черен топ на бяло поле e8 · черен цар на бяло поле g8 · черна пешка на черно поле a7 · черна пешка на бяло поле b7 · черна пешка на черно поле e7 · черна пешка на бяло поле f7 · черна пешка на бяло поле h7 · черен офицер на бяло поле c6 · черна пешка на черно поле d6 · черен кон на черно поле f6 · черна пешка на бяло поле g6 · бяла дама на черно поле h6 · черна дама на черно поле a5 · бял кон на бяло поле d5 · бяла пешка на черно поле e5 · бял кон на черно поле f4 · бяла пешка на бяло поле f3 · бяла пешка на бяло поле a2 · бяла пешка на черно поле b2 · бяла пешка на бяло поле c2 · бял цар на черно поле c1 · бял топ на бяло поле h1 | черен топ на бяло поле e8 · черен цар на бяло поле g8 · черна пешка на черно поле a7 · черна пешка на бяло поле b7 · черна пешка на черно поле e7 · черна пешка на бяло поле f7 · черна пешка на бяло поле h7 · черен офицер на бяло поле c6 · черна пешка на черно поле d6 · черен кон на черно поле f6 · черна пешка на бяло поле g6 · бяла дама на черно поле h6 · черна дама на черно поле a5 · бял кон на бяло поле d5 · бяла пешка на черно поле e5 · бял кон на черно поле f4 · бяла пешка на бяло поле f3 · бяла пешка на бяло поле a2 · бяла пешка на черно поле b2 · бяла пешка на бяло поле c2 · бял цар на черно поле c1 · бял топ на бяло поле h1 | черен топ на бяло поле e8 · черен цар на бяло поле g8 · черна пешка на черно поле a7 · черна пешка на бяло поле b7 · черна пешка на черно поле e7 · черна пешка на бяло поле f7 · черна пешка на бяло поле h7 · черен офицер на бяло поле c6 · черна пешка на черно поле d6 · черен кон на черно поле f6 · черна пешка на бяло поле g6 · бяла дама на черно поле h6 · черна дама на черно поле a5 · бял кон на бяло поле d5 · бяла пешка на черно поле e5 · бял кон на черно поле f4 · бяла пешка на бяло поле f3 · бяла пешка на бяло поле a2 · бяла пешка на черно поле b2 · бяла пешка на бяло поле c2 · бял цар на черно поле c1 · бял топ на бяло поле h1 | черен топ на бяло поле e8 · черен цар на бяло поле g8 · черна пешка на черно поле a7 · черна пешка на бяло поле b7 · черна пешка на черно поле e7 · черна пешка на бяло поле f7 · черна пешка на бяло поле h7 · черен офицер на бяло поле c6 · черна пешка на черно поле d6 · черен кон на черно поле f6 · черна пешка на бяло поле g6 · бяла дама на черно поле h6 · черна дама на черно поле a5 · бял кон на бяло поле d5 · бяла пешка на черно поле e5 · бял кон на черно поле f4 · бяла пешка на бяло поле f3 · бяла пешка на бяло поле a2 · бяла пешка на черно поле b2 · бяла пешка на бяло поле c2 · бял цар на черно поле c1 · бял топ на бяло поле h1 | черен топ на бяло поле e8 · черен цар на бяло поле g8 · черна пешка на черно поле a7 · черна пешка на бяло поле b7 · черна пешка на черно поле e7 · черна пешка на бяло поле f7 · черна пешка на бяло поле h7 · черен офицер на бяло поле c6 · черна пешка на черно поле d6 · черен кон на черно поле f6 · черна пешка на бяло поле g6 · бяла дама на черно поле h6 · черна дама на черно поле a5 · бял кон на бяло поле d5 · бяла пешка на черно поле e5 · бял кон на черно поле f4 · бяла пешка на бяло поле f3 · бяла пешка на бяло поле a2 · бяла пешка на черно поле b2 · бяла пешка на бяло поле c2 · бял цар на черно поле c1 · бял топ на бяло поле h1 | 3 |
| 2 | черен топ на бяло поле e8 · черен цар на бяло поле g8 · черна пешка на черно поле a7 · черна пешка на бяло поле b7 · черна пешка на черно поле e7 · черна пешка на бяло поле f7 · черна пешка на бяло поле h7 · черен офицер на бяло поле c6 · черна пешка на черно поле d6 · черен кон на черно поле f6 · черна пешка на бяло поле g6 · бяла дама на черно поле h6 · черна дама на черно поле a5 · бял кон на бяло поле d5 · бяла пешка на черно поле e5 · бял кон на черно поле f4 · бяла пешка на бяло поле f3 · бяла пешка на бяло поле a2 · бяла пешка на черно поле b2 · бяла пешка на бяло поле c2 · бял цар на черно поле c1 · бял топ на бяло поле h1 | черен топ на бяло поле e8 · черен цар на бяло поле g8 · черна пешка на черно поле a7 · черна пешка на бяло поле b7 · черна пешка на черно поле e7 · черна пешка на бяло поле f7 · черна пешка на бяло поле h7 · черен офицер на бяло поле c6 · черна пешка на черно поле d6 · черен кон на черно поле f6 · черна пешка на бяло поле g6 · бяла дама на черно поле h6 · черна дама на черно поле a5 · бял кон на бяло поле d5 · бяла пешка на черно поле e5 · бял кон на черно поле f4 · бяла пешка на бяло поле f3 · бяла пешка на бяло поле a2 · бяла пешка на черно поле b2 · бяла пешка на бяло поле c2 · бял цар на черно поле c1 · бял топ на бяло поле h1 | черен топ на бяло поле e8 · черен цар на бяло поле g8 · черна пешка на черно поле a7 · черна пешка на бяло поле b7 · черна пешка на черно поле e7 · черна пешка на бяло поле f7 · черна пешка на бяло поле h7 · черен офицер на бяло поле c6 · черна пешка на черно поле d6 · черен кон на черно поле f6 · черна пешка на бяло поле g6 · бяла дама на черно поле h6 · черна дама на черно поле a5 · бял кон на бяло поле d5 · бяла пешка на черно поле e5 · бял кон на черно поле f4 · бяла пешка на бяло поле f3 · бяла пешка на бяло поле a2 · бяла пешка на черно поле b2 · бяла пешка на бяло поле c2 · бял цар на черно поле c1 · бял топ на бяло поле h1 | черен топ на бяло поле e8 · черен цар на бяло поле g8 · черна пешка на черно поле a7 · черна пешка на бяло поле b7 · черна пешка на черно поле e7 · черна пешка на бяло поле f7 · черна пешка на бяло поле h7 · черен офицер на бяло поле c6 · черна пешка на черно поле d6 · черен кон на черно поле f6 · черна пешка на бяло поле g6 · бяла дама на черно поле h6 · черна дама на черно поле a5 · бял кон на бяло поле d5 · бяла пешка на черно поле e5 · бял кон на черно поле f4 · бяла пешка на бяло поле f3 · бяла пешка на бяло поле a2 · бяла пешка на черно поле b2 · бяла пешка на бяло поле c2 · бял цар на черно поле c1 · бял топ на бяло поле h1 | черен топ на бяло поле e8 · черен цар на бяло поле g8 · черна пешка на черно поле a7 · черна пешка на бяло поле b7 · черна пешка на черно поле e7 · черна пешка на бяло поле f7 · черна пешка на бяло поле h7 · черен офицер на бяло поле c6 · черна пешка на черно поле d6 · черен кон на черно поле f6 · черна пешка на бяло поле g6 · бяла дама на черно поле h6 · черна дама на черно поле a5 · бял кон на бяло поле d5 · бяла пешка на черно поле e5 · бял кон на черно поле f4 · бяла пешка на бяло поле f3 · бяла пешка на бяло поле a2 · бяла пешка на черно поле b2 · бяла пешка на бяло поле c2 · бял цар на черно поле c1 · бял топ на бяло поле h1 | черен топ на бяло поле e8 · черен цар на бяло поле g8 · черна пешка на черно поле a7 · черна пешка на бяло поле b7 · черна пешка на черно поле e7 · черна пешка на бяло поле f7 · черна пешка на бяло поле h7 · черен офицер на бяло поле c6 · черна пешка на черно поле d6 · черен кон на черно поле f6 · черна пешка на бяло поле g6 · бяла дама на черно поле h6 · черна дама на черно поле a5 · бял кон на бяло поле d5 · бяла пешка на черно поле e5 · бял кон на черно поле f4 · бяла пешка на бяло поле f3 · бяла пешка на бяло поле a2 · бяла пешка на черно поле b2 · бяла пешка на бяло поле c2 · бял цар на черно поле c1 · бял топ на бяло поле h1 | черен топ на бяло поле e8 · черен цар на бяло поле g8 · черна пешка на черно поле a7 · черна пешка на бяло поле b7 · черна пешка на черно поле e7 · черна пешка на бяло поле f7 · черна пешка на бяло поле h7 · черен офицер на бяло поле c6 · черна пешка на черно поле d6 · черен кон на черно поле f6 · черна пешка на бяло поле g6 · бяла дама на черно поле h6 · черна дама на черно поле a5 · бял кон на бяло поле d5 · бяла пешка на черно поле e5 · бял кон на черно поле f4 · бяла пешка на бяло поле f3 · бяла пешка на бяло поле a2 · бяла пешка на черно поле b2 · бяла пешка на бяло поле c2 · бял цар на черно поле c1 · бял топ на бяло поле h1 | черен топ на бяло поле e8 · черен цар на бяло поле g8 · черна пешка на черно поле a7 · черна пешка на бяло поле b7 · черна пешка на черно поле e7 · черна пешка на бяло поле f7 · черна пешка на бяло поле h7 · черен офицер на бяло поле c6 · черна пешка на черно поле d6 · черен кон на черно поле f6 · черна пешка на бяло поле g6 · бяла дама на черно поле h6 · черна дама на черно поле a5 · бял кон на бяло поле d5 · бяла пешка на черно поле e5 · бял кон на черно поле f4 · бяла пешка на бяло поле f3 · бяла пешка на бяло поле a2 · бяла пешка на черно поле b2 · бяла пешка на бяло поле c2 · бял цар на черно поле c1 · бял топ на бяло поле h1 | 2 |
| 1 | черен топ на бяло поле e8 · черен цар на бяло поле g8 · черна пешка на черно поле a7 · черна пешка на бяло поле b7 · черна пешка на черно поле e7 · черна пешка на бяло поле f7 · черна пешка на бяло поле h7 · черен офицер на бяло поле c6 · черна пешка на черно поле d6 · черен кон на черно поле f6 · черна пешка на бяло поле g6 · бяла дама на черно поле h6 · черна дама на черно поле a5 · бял кон на бяло поле d5 · бяла пешка на черно поле e5 · бял кон на черно поле f4 · бяла пешка на бяло поле f3 · бяла пешка на бяло поле a2 · бяла пешка на черно поле b2 · бяла пешка на бяло поле c2 · бял цар на черно поле c1 · бял топ на бяло поле h1 | черен топ на бяло поле e8 · черен цар на бяло поле g8 · черна пешка на черно поле a7 · черна пешка на бяло поле b7 · черна пешка на черно поле e7 · черна пешка на бяло поле f7 · черна пешка на бяло поле h7 · черен офицер на бяло поле c6 · черна пешка на черно поле d6 · черен кон на черно поле f6 · черна пешка на бяло поле g6 · бяла дама на черно поле h6 · черна дама на черно поле a5 · бял кон на бяло поле d5 · бяла пешка на черно поле e5 · бял кон на черно поле f4 · бяла пешка на бяло поле f3 · бяла пешка на бяло поле a2 · бяла пешка на черно поле b2 · бяла пешка на бяло поле c2 · бял цар на черно поле c1 · бял топ на бяло поле h1 | черен топ на бяло поле e8 · черен цар на бяло поле g8 · черна пешка на черно поле a7 · черна пешка на бяло поле b7 · черна пешка на черно поле e7 · черна пешка на бяло поле f7 · черна пешка на бяло поле h7 · черен офицер на бяло поле c6 · черна пешка на черно поле d6 · черен кон на черно поле f6 · черна пешка на бяло поле g6 · бяла дама на черно поле h6 · черна дама на черно поле a5 · бял кон на бяло поле d5 · бяла пешка на черно поле e5 · бял кон на черно поле f4 · бяла пешка на бяло поле f3 · бяла пешка на бяло поле a2 · бяла пешка на черно поле b2 · бяла пешка на бяло поле c2 · бял цар на черно поле c1 · бял топ на бяло поле h1 | черен топ на бяло поле e8 · черен цар на бяло поле g8 · черна пешка на черно поле a7 · черна пешка на бяло поле b7 · черна пешка на черно поле e7 · черна пешка на бяло поле f7 · черна пешка на бяло поле h7 · черен офицер на бяло поле c6 · черна пешка на черно поле d6 · черен кон на черно поле f6 · черна пешка на бяло поле g6 · бяла дама на черно поле h6 · черна дама на черно поле a5 · бял кон на бяло поле d5 · бяла пешка на черно поле e5 · бял кон на черно поле f4 · бяла пешка на бяло поле f3 · бяла пешка на бяло поле a2 · бяла пешка на черно поле b2 · бяла пешка на бяло поле c2 · бял цар на черно поле c1 · бял топ на бяло поле h1 | черен топ на бяло поле e8 · черен цар на бяло поле g8 · черна пешка на черно поле a7 · черна пешка на бяло поле b7 · черна пешка на черно поле e7 · черна пешка на бяло поле f7 · черна пешка на бяло поле h7 · черен офицер на бяло поле c6 · черна пешка на черно поле d6 · черен кон на черно поле f6 · черна пешка на бяло поле g6 · бяла дама на черно поле h6 · черна дама на черно поле a5 · бял кон на бяло поле d5 · бяла пешка на черно поле e5 · бял кон на черно поле f4 · бяла пешка на бяло поле f3 · бяла пешка на бяло поле a2 · бяла пешка на черно поле b2 · бяла пешка на бяло поле c2 · бял цар на черно поле c1 · бял топ на бяло поле h1 | черен топ на бяло поле e8 · черен цар на бяло поле g8 · черна пешка на черно поле a7 · черна пешка на бяло поле b7 · черна пешка на черно поле e7 · черна пешка на бяло поле f7 · черна пешка на бяло поле h7 · черен офицер на бяло поле c6 · черна пешка на черно поле d6 · черен кон на черно поле f6 · черна пешка на бяло поле g6 · бяла дама на черно поле h6 · черна дама на черно поле a5 · бял кон на бяло поле d5 · бяла пешка на черно поле e5 · бял кон на черно поле f4 · бяла пешка на бяло поле f3 · бяла пешка на бяло поле a2 · бяла пешка на черно поле b2 · бяла пешка на бяло поле c2 · бял цар на черно поле c1 · бял топ на бяло поле h1 | черен топ на бяло поле e8 · черен цар на бяло поле g8 · черна пешка на черно поле a7 · черна пешка на бяло поле b7 · черна пешка на черно поле e7 · черна пешка на бяло поле f7 · черна пешка на бяло поле h7 · черен офицер на бяло поле c6 · черна пешка на черно поле d6 · черен кон на черно поле f6 · черна пешка на бяло поле g6 · бяла дама на черно поле h6 · черна дама на черно поле a5 · бял кон на бяло поле d5 · бяла пешка на черно поле e5 · бял кон на черно поле f4 · бяла пешка на бяло поле f3 · бяла пешка на бяло поле a2 · бяла пешка на черно поле b2 · бяла пешка на бяло поле c2 · бял цар на черно поле c1 · бял топ на бяло поле h1 | черен топ на бяло поле e8 · черен цар на бяло поле g8 · черна пешка на черно поле a7 · черна пешка на бяло поле b7 · черна пешка на черно поле e7 · черна пешка на бяло поле f7 · черна пешка на бяло поле h7 · черен офицер на бяло поле c6 · черна пешка на черно поле d6 · черен кон на черно поле f6 · черна пешка на бяло поле g6 · бяла дама на черно поле h6 · черна дама на черно поле a5 · бял кон на бяло поле d5 · бяла пешка на черно поле e5 · бял кон на черно поле f4 · бяла пешка на бяло поле f3 · бяла пешка на бяло поле a2 · бяла пешка на черно поле b2 · бяла пешка на бяло поле c2 · бял цар на черно поле c1 · бял топ на бяло поле h1 | 1 |
|   | a | b | c | d | e | f | g | h |   |

|   | a | b | c | d | e | f | g | h |   |
| 8 | черен топ на бяло поле e8 · черен цар на черно поле f8 · бяла дама на черно поле h8 · черна пешка на черно поле a7 · черна пешка на бяло поле b7 · черна пешка на бяло поле f7 · черна пешка на черно поле d6 · черна пешка на черно поле f6 · черна пешка на бяло поле g6 · черна дама на черно поле a5 · черен офицер на бяло поле d5 · бял кон на черно поле f4 · бяла пешка на бяло поле f3 · бяла пешка на бяло поле a2 · бяла пешка на черно поле b2 · бяла пешка на бяло поле c2 · бял цар на черно поле c1 · бял топ на бяло поле h1 | черен топ на бяло поле e8 · черен цар на черно поле f8 · бяла дама на черно поле h8 · черна пешка на черно поле a7 · черна пешка на бяло поле b7 · черна пешка на бяло поле f7 · черна пешка на черно поле d6 · черна пешка на черно поле f6 · черна пешка на бяло поле g6 · черна дама на черно поле a5 · черен офицер на бяло поле d5 · бял кон на черно поле f4 · бяла пешка на бяло поле f3 · бяла пешка на бяло поле a2 · бяла пешка на черно поле b2 · бяла пешка на бяло поле c2 · бял цар на черно поле c1 · бял топ на бяло поле h1 | черен топ на бяло поле e8 · черен цар на черно поле f8 · бяла дама на черно поле h8 · черна пешка на черно поле a7 · черна пешка на бяло поле b7 · черна пешка на бяло поле f7 · черна пешка на черно поле d6 · черна пешка на черно поле f6 · черна пешка на бяло поле g6 · черна дама на черно поле a5 · черен офицер на бяло поле d5 · бял кон на черно поле f4 · бяла пешка на бяло поле f3 · бяла пешка на бяло поле a2 · бяла пешка на черно поле b2 · бяла пешка на бяло поле c2 · бял цар на черно поле c1 · бял топ на бяло поле h1 | черен топ на бяло поле e8 · черен цар на черно поле f8 · бяла дама на черно поле h8 · черна пешка на черно поле a7 · черна пешка на бяло поле b7 · черна пешка на бяло поле f7 · черна пешка на черно поле d6 · черна пешка на черно поле f6 · черна пешка на бяло поле g6 · черна дама на черно поле a5 · черен офицер на бяло поле d5 · бял кон на черно поле f4 · бяла пешка на бяло поле f3 · бяла пешка на бяло поле a2 · бяла пешка на черно поле b2 · бяла пешка на бяло поле c2 · бял цар на черно поле c1 · бял топ на бяло поле h1 | черен топ на бяло поле e8 · черен цар на черно поле f8 · бяла дама на черно поле h8 · черна пешка на черно поле a7 · черна пешка на бяло поле b7 · черна пешка на бяло поле f7 · черна пешка на черно поле d6 · черна пешка на черно поле f6 · черна пешка на бяло поле g6 · черна дама на черно поле a5 · черен офицер на бяло поле d5 · бял кон на черно поле f4 · бяла пешка на бяло поле f3 · бяла пешка на бяло поле a2 · бяла пешка на черно поле b2 · бяла пешка на бяло поле c2 · бял цар на черно поле c1 · бял топ на бяло поле h1 | черен топ на бяло поле e8 · черен цар на черно поле f8 · бяла дама на черно поле h8 · черна пешка на черно поле a7 · черна пешка на бяло поле b7 · черна пешка на бяло поле f7 · черна пешка на черно поле d6 · черна пешка на черно поле f6 · черна пешка на бяло поле g6 · черна дама на черно поле a5 · черен офицер на бяло поле d5 · бял кон на черно поле f4 · бяла пешка на бяло поле f3 · бяла пешка на бяло поле a2 · бяла пешка на черно поле b2 · бяла пешка на бяло поле c2 · бял цар на черно поле c1 · бял топ на бяло поле h1 | черен топ на бяло поле e8 · черен цар на черно поле f8 · бяла дама на черно поле h8 · черна пешка на черно поле a7 · черна пешка на бяло поле b7 · черна пешка на бяло поле f7 · черна пешка на черно поле d6 · черна пешка на черно поле f6 · черна пешка на бяло поле g6 · черна дама на черно поле a5 · черен офицер на бяло поле d5 · бял кон на черно поле f4 · бяла пешка на бяло поле f3 · бяла пешка на бяло поле a2 · бяла пешка на черно поле b2 · бяла пешка на бяло поле c2 · бял цар на черно поле c1 · бял топ на бяло поле h1 | черен топ на бяло поле e8 · черен цар на черно поле f8 · бяла дама на черно поле h8 · черна пешка на черно поле a7 · черна пешка на бяло поле b7 · черна пешка на бяло поле f7 · черна пешка на черно поле d6 · черна пешка на черно поле f6 · черна пешка на бяло поле g6 · черна дама на черно поле a5 · черен офицер на бяло поле d5 · бял кон на черно поле f4 · бяла пешка на бяло поле f3 · бяла пешка на бяло поле a2 · бяла пешка на черно поле b2 · бяла пешка на бяло поле c2 · бял цар на черно поле c1 · бял топ на бяло поле h1 | 8 |
| 7 | черен топ на бяло поле e8 · черен цар на черно поле f8 · бяла дама на черно поле h8 · черна пешка на черно поле a7 · черна пешка на бяло поле b7 · черна пешка на бяло поле f7 · черна пешка на черно поле d6 · черна пешка на черно поле f6 · черна пешка на бяло поле g6 · черна дама на черно поле a5 · черен офицер на бяло поле d5 · бял кон на черно поле f4 · бяла пешка на бяло поле f3 · бяла пешка на бяло поле a2 · бяла пешка на черно поле b2 · бяла пешка на бяло поле c2 · бял цар на черно поле c1 · бял топ на бяло поле h1 | черен топ на бяло поле e8 · черен цар на черно поле f8 · бяла дама на черно поле h8 · черна пешка на черно поле a7 · черна пешка на бяло поле b7 · черна пешка на бяло поле f7 · черна пешка на черно поле d6 · черна пешка на черно поле f6 · черна пешка на бяло поле g6 · черна дама на черно поле a5 · черен офицер на бяло поле d5 · бял кон на черно поле f4 · бяла пешка на бяло поле f3 · бяла пешка на бяло поле a2 · бяла пешка на черно поле b2 · бяла пешка на бяло поле c2 · бял цар на черно поле c1 · бял топ на бяло поле h1 | черен топ на бяло поле e8 · черен цар на черно поле f8 · бяла дама на черно поле h8 · черна пешка на черно поле a7 · черна пешка на бяло поле b7 · черна пешка на бяло поле f7 · черна пешка на черно поле d6 · черна пешка на черно поле f6 · черна пешка на бяло поле g6 · черна дама на черно поле a5 · черен офицер на бяло поле d5 · бял кон на черно поле f4 · бяла пешка на бяло поле f3 · бяла пешка на бяло поле a2 · бяла пешка на черно поле b2 · бяла пешка на бяло поле c2 · бял цар на черно поле c1 · бял топ на бяло поле h1 | черен топ на бяло поле e8 · черен цар на черно поле f8 · бяла дама на черно поле h8 · черна пешка на черно поле a7 · черна пешка на бяло поле b7 · черна пешка на бяло поле f7 · черна пешка на черно поле d6 · черна пешка на черно поле f6 · черна пешка на бяло поле g6 · черна дама на черно поле a5 · черен офицер на бяло поле d5 · бял кон на черно поле f4 · бяла пешка на бяло поле f3 · бяла пешка на бяло поле a2 · бяла пешка на черно поле b2 · бяла пешка на бяло поле c2 · бял цар на черно поле c1 · бял топ на бяло поле h1 | черен топ на бяло поле e8 · черен цар на черно поле f8 · бяла дама на черно поле h8 · черна пешка на черно поле a7 · черна пешка на бяло поле b7 · черна пешка на бяло поле f7 · черна пешка на черно поле d6 · черна пешка на черно поле f6 · черна пешка на бяло поле g6 · черна дама на черно поле a5 · черен офицер на бяло поле d5 · бял кон на черно поле f4 · бяла пешка на бяло поле f3 · бяла пешка на бяло поле a2 · бяла пешка на черно поле b2 · бяла пешка на бяло поле c2 · бял цар на черно поле c1 · бял топ на бяло поле h1 | черен топ на бяло поле e8 · черен цар на черно поле f8 · бяла дама на черно поле h8 · черна пешка на черно поле a7 · черна пешка на бяло поле b7 · черна пешка на бяло поле f7 · черна пешка на черно поле d6 · черна пешка на черно поле f6 · черна пешка на бяло поле g6 · черна дама на черно поле a5 · черен офицер на бяло поле d5 · бял кон на черно поле f4 · бяла пешка на бяло поле f3 · бяла пешка на бяло поле a2 · бяла пешка на черно поле b2 · бяла пешка на бяло поле c2 · бял цар на черно поле c1 · бял топ на бяло поле h1 | черен топ на бяло поле e8 · черен цар на черно поле f8 · бяла дама на черно поле h8 · черна пешка на черно поле a7 · черна пешка на бяло поле b7 · черна пешка на бяло поле f7 · черна пешка на черно поле d6 · черна пешка на черно поле f6 · черна пешка на бяло поле g6 · черна дама на черно поле a5 · черен офицер на бяло поле d5 · бял кон на черно поле f4 · бяла пешка на бяло поле f3 · бяла пешка на бяло поле a2 · бяла пешка на черно поле b2 · бяла пешка на бяло поле c2 · бял цар на черно поле c1 · бял топ на бяло поле h1 | черен топ на бяло поле e8 · черен цар на черно поле f8 · бяла дама на черно поле h8 · черна пешка на черно поле a7 · черна пешка на бяло поле b7 · черна пешка на бяло поле f7 · черна пешка на черно поле d6 · черна пешка на черно поле f6 · черна пешка на бяло поле g6 · черна дама на черно поле a5 · черен офицер на бяло поле d5 · бял кон на черно поле f4 · бяла пешка на бяло поле f3 · бяла пешка на бяло поле a2 · бяла пешка на черно поле b2 · бяла пешка на бяло поле c2 · бял цар на черно поле c1 · бял топ на бяло поле h1 | 7 |
| 6 | черен топ на бяло поле e8 · черен цар на черно поле f8 · бяла дама на черно поле h8 · черна пешка на черно поле a7 · черна пешка на бяло поле b7 · черна пешка на бяло поле f7 · черна пешка на черно поле d6 · черна пешка на черно поле f6 · черна пешка на бяло поле g6 · черна дама на черно поле a5 · черен офицер на бяло поле d5 · бял кон на черно поле f4 · бяла пешка на бяло поле f3 · бяла пешка на бяло поле a2 · бяла пешка на черно поле b2 · бяла пешка на бяло поле c2 · бял цар на черно поле c1 · бял топ на бяло поле h1 | черен топ на бяло поле e8 · черен цар на черно поле f8 · бяла дама на черно поле h8 · черна пешка на черно поле a7 · черна пешка на бяло поле b7 · черна пешка на бяло поле f7 · черна пешка на черно поле d6 · черна пешка на черно поле f6 · черна пешка на бяло поле g6 · черна дама на черно поле a5 · черен офицер на бяло поле d5 · бял кон на черно поле f4 · бяла пешка на бяло поле f3 · бяла пешка на бяло поле a2 · бяла пешка на черно поле b2 · бяла пешка на бяло поле c2 · бял цар на черно поле c1 · бял топ на бяло поле h1 | черен топ на бяло поле e8 · черен цар на черно поле f8 · бяла дама на черно поле h8 · черна пешка на черно поле a7 · черна пешка на бяло поле b7 · черна пешка на бяло поле f7 · черна пешка на черно поле d6 · черна пешка на черно поле f6 · черна пешка на бяло поле g6 · черна дама на черно поле a5 · черен офицер на бяло поле d5 · бял кон на черно поле f4 · бяла пешка на бяло поле f3 · бяла пешка на бяло поле a2 · бяла пешка на черно поле b2 · бяла пешка на бяло поле c2 · бял цар на черно поле c1 · бял топ на бяло поле h1 | черен топ на бяло поле e8 · черен цар на черно поле f8 · бяла дама на черно поле h8 · черна пешка на черно поле a7 · черна пешка на бяло поле b7 · черна пешка на бяло поле f7 · черна пешка на черно поле d6 · черна пешка на черно поле f6 · черна пешка на бяло поле g6 · черна дама на черно поле a5 · черен офицер на бяло поле d5 · бял кон на черно поле f4 · бяла пешка на бяло поле f3 · бяла пешка на бяло поле a2 · бяла пешка на черно поле b2 · бяла пешка на бяло поле c2 · бял цар на черно поле c1 · бял топ на бяло поле h1 | черен топ на бяло поле e8 · черен цар на черно поле f8 · бяла дама на черно поле h8 · черна пешка на черно поле a7 · черна пешка на бяло поле b7 · черна пешка на бяло поле f7 · черна пешка на черно поле d6 · черна пешка на черно поле f6 · черна пешка на бяло поле g6 · черна дама на черно поле a5 · черен офицер на бяло поле d5 · бял кон на черно поле f4 · бяла пешка на бяло поле f3 · бяла пешка на бяло поле a2 · бяла пешка на черно поле b2 · бяла пешка на бяло поле c2 · бял цар на черно поле c1 · бял топ на бяло поле h1 | черен топ на бяло поле e8 · черен цар на черно поле f8 · бяла дама на черно поле h8 · черна пешка на черно поле a7 · черна пешка на бяло поле b7 · черна пешка на бяло поле f7 · черна пешка на черно поле d6 · черна пешка на черно поле f6 · черна пешка на бяло поле g6 · черна дама на черно поле a5 · черен офицер на бяло поле d5 · бял кон на черно поле f4 · бяла пешка на бяло поле f3 · бяла пешка на бяло поле a2 · бяла пешка на черно поле b2 · бяла пешка на бяло поле c2 · бял цар на черно поле c1 · бял топ на бяло поле h1 | черен топ на бяло поле e8 · черен цар на черно поле f8 · бяла дама на черно поле h8 · черна пешка на черно поле a7 · черна пешка на бяло поле b7 · черна пешка на бяло поле f7 · черна пешка на черно поле d6 · черна пешка на черно поле f6 · черна пешка на бяло поле g6 · черна дама на черно поле a5 · черен офицер на бяло поле d5 · бял кон на черно поле f4 · бяла пешка на бяло поле f3 · бяла пешка на бяло поле a2 · бяла пешка на черно поле b2 · бяла пешка на бяло поле c2 · бял цар на черно поле c1 · бял топ на бяло поле h1 | черен топ на бяло поле e8 · черен цар на черно поле f8 · бяла дама на черно поле h8 · черна пешка на черно поле a7 · черна пешка на бяло поле b7 · черна пешка на бяло поле f7 · черна пешка на черно поле d6 · черна пешка на черно поле f6 · черна пешка на бяло поле g6 · черна дама на черно поле a5 · черен офицер на бяло поле d5 · бял кон на черно поле f4 · бяла пешка на бяло поле f3 · бяла пешка на бяло поле a2 · бяла пешка на черно поле b2 · бяла пешка на бяло поле c2 · бял цар на черно поле c1 · бял топ на бяло поле h1 | 6 |
| 5 | черен топ на бяло поле e8 · черен цар на черно поле f8 · бяла дама на черно поле h8 · черна пешка на черно поле a7 · черна пешка на бяло поле b7 · черна пешка на бяло поле f7 · черна пешка на черно поле d6 · черна пешка на черно поле f6 · черна пешка на бяло поле g6 · черна дама на черно поле a5 · черен офицер на бяло поле d5 · бял кон на черно поле f4 · бяла пешка на бяло поле f3 · бяла пешка на бяло поле a2 · бяла пешка на черно поле b2 · бяла пешка на бяло поле c2 · бял цар на черно поле c1 · бял топ на бяло поле h1 | черен топ на бяло поле e8 · черен цар на черно поле f8 · бяла дама на черно поле h8 · черна пешка на черно поле a7 · черна пешка на бяло поле b7 · черна пешка на бяло поле f7 · черна пешка на черно поле d6 · черна пешка на черно поле f6 · черна пешка на бяло поле g6 · черна дама на черно поле a5 · черен офицер на бяло поле d5 · бял кон на черно поле f4 · бяла пешка на бяло поле f3 · бяла пешка на бяло поле a2 · бяла пешка на черно поле b2 · бяла пешка на бяло поле c2 · бял цар на черно поле c1 · бял топ на бяло поле h1 | черен топ на бяло поле e8 · черен цар на черно поле f8 · бяла дама на черно поле h8 · черна пешка на черно поле a7 · черна пешка на бяло поле b7 · черна пешка на бяло поле f7 · черна пешка на черно поле d6 · черна пешка на черно поле f6 · черна пешка на бяло поле g6 · черна дама на черно поле a5 · черен офицер на бяло поле d5 · бял кон на черно поле f4 · бяла пешка на бяло поле f3 · бяла пешка на бяло поле a2 · бяла пешка на черно поле b2 · бяла пешка на бяло поле c2 · бял цар на черно поле c1 · бял топ на бяло поле h1 | черен топ на бяло поле e8 · черен цар на черно поле f8 · бяла дама на черно поле h8 · черна пешка на черно поле a7 · черна пешка на бяло поле b7 · черна пешка на бяло поле f7 · черна пешка на черно поле d6 · черна пешка на черно поле f6 · черна пешка на бяло поле g6 · черна дама на черно поле a5 · черен офицер на бяло поле d5 · бял кон на черно поле f4 · бяла пешка на бяло поле f3 · бяла пешка на бяло поле a2 · бяла пешка на черно поле b2 · бяла пешка на бяло поле c2 · бял цар на черно поле c1 · бял топ на бяло поле h1 | черен топ на бяло поле e8 · черен цар на черно поле f8 · бяла дама на черно поле h8 · черна пешка на черно поле a7 · черна пешка на бяло поле b7 · черна пешка на бяло поле f7 · черна пешка на черно поле d6 · черна пешка на черно поле f6 · черна пешка на бяло поле g6 · черна дама на черно поле a5 · черен офицер на бяло поле d5 · бял кон на черно поле f4 · бяла пешка на бяло поле f3 · бяла пешка на бяло поле a2 · бяла пешка на черно поле b2 · бяла пешка на бяло поле c2 · бял цар на черно поле c1 · бял топ на бяло поле h1 | черен топ на бяло поле e8 · черен цар на черно поле f8 · бяла дама на черно поле h8 · черна пешка на черно поле a7 · черна пешка на бяло поле b7 · черна пешка на бяло поле f7 · черна пешка на черно поле d6 · черна пешка на черно поле f6 · черна пешка на бяло поле g6 · черна дама на черно поле a5 · черен офицер на бяло поле d5 · бял кон на черно поле f4 · бяла пешка на бяло поле f3 · бяла пешка на бяло поле a2 · бяла пешка на черно поле b2 · бяла пешка на бяло поле c2 · бял цар на черно поле c1 · бял топ на бяло поле h1 | черен топ на бяло поле e8 · черен цар на черно поле f8 · бяла дама на черно поле h8 · черна пешка на черно поле a7 · черна пешка на бяло поле b7 · черна пешка на бяло поле f7 · черна пешка на черно поле d6 · черна пешка на черно поле f6 · черна пешка на бяло поле g6 · черна дама на черно поле a5 · черен офицер на бяло поле d5 · бял кон на черно поле f4 · бяла пешка на бяло поле f3 · бяла пешка на бяло поле a2 · бяла пешка на черно поле b2 · бяла пешка на бяло поле c2 · бял цар на черно поле c1 · бял топ на бяло поле h1 | черен топ на бяло поле e8 · черен цар на черно поле f8 · бяла дама на черно поле h8 · черна пешка на черно поле a7 · черна пешка на бяло поле b7 · черна пешка на бяло поле f7 · черна пешка на черно поле d6 · черна пешка на черно поле f6 · черна пешка на бяло поле g6 · черна дама на черно поле a5 · черен офицер на бяло поле d5 · бял кон на черно поле f4 · бяла пешка на бяло поле f3 · бяла пешка на бяло поле a2 · бяла пешка на черно поле b2 · бяла пешка на бяло поле c2 · бял цар на черно поле c1 · бял топ на бяло поле h1 | 5 |
| 4 | черен топ на бяло поле e8 · черен цар на черно поле f8 · бяла дама на черно поле h8 · черна пешка на черно поле a7 · черна пешка на бяло поле b7 · черна пешка на бяло поле f7 · черна пешка на черно поле d6 · черна пешка на черно поле f6 · черна пешка на бяло поле g6 · черна дама на черно поле a5 · черен офицер на бяло поле d5 · бял кон на черно поле f4 · бяла пешка на бяло поле f3 · бяла пешка на бяло поле a2 · бяла пешка на черно поле b2 · бяла пешка на бяло поле c2 · бял цар на черно поле c1 · бял топ на бяло поле h1 | черен топ на бяло поле e8 · черен цар на черно поле f8 · бяла дама на черно поле h8 · черна пешка на черно поле a7 · черна пешка на бяло поле b7 · черна пешка на бяло поле f7 · черна пешка на черно поле d6 · черна пешка на черно поле f6 · черна пешка на бяло поле g6 · черна дама на черно поле a5 · черен офицер на бяло поле d5 · бял кон на черно поле f4 · бяла пешка на бяло поле f3 · бяла пешка на бяло поле a2 · бяла пешка на черно поле b2 · бяла пешка на бяло поле c2 · бял цар на черно поле c1 · бял топ на бяло поле h1 | черен топ на бяло поле e8 · черен цар на черно поле f8 · бяла дама на черно поле h8 · черна пешка на черно поле a7 · черна пешка на бяло поле b7 · черна пешка на бяло поле f7 · черна пешка на черно поле d6 · черна пешка на черно поле f6 · черна пешка на бяло поле g6 · черна дама на черно поле a5 · черен офицер на бяло поле d5 · бял кон на черно поле f4 · бяла пешка на бяло поле f3 · бяла пешка на бяло поле a2 · бяла пешка на черно поле b2 · бяла пешка на бяло поле c2 · бял цар на черно поле c1 · бял топ на бяло поле h1 | черен топ на бяло поле e8 · черен цар на черно поле f8 · бяла дама на черно поле h8 · черна пешка на черно поле a7 · черна пешка на бяло поле b7 · черна пешка на бяло поле f7 · черна пешка на черно поле d6 · черна пешка на черно поле f6 · черна пешка на бяло поле g6 · черна дама на черно поле a5 · черен офицер на бяло поле d5 · бял кон на черно поле f4 · бяла пешка на бяло поле f3 · бяла пешка на бяло поле a2 · бяла пешка на черно поле b2 · бяла пешка на бяло поле c2 · бял цар на черно поле c1 · бял топ на бяло поле h1 | черен топ на бяло поле e8 · черен цар на черно поле f8 · бяла дама на черно поле h8 · черна пешка на черно поле a7 · черна пешка на бяло поле b7 · черна пешка на бяло поле f7 · черна пешка на черно поле d6 · черна пешка на черно поле f6 · черна пешка на бяло поле g6 · черна дама на черно поле a5 · черен офицер на бяло поле d5 · бял кон на черно поле f4 · бяла пешка на бяло поле f3 · бяла пешка на бяло поле a2 · бяла пешка на черно поле b2 · бяла пешка на бяло поле c2 · бял цар на черно поле c1 · бял топ на бяло поле h1 | черен топ на бяло поле e8 · черен цар на черно поле f8 · бяла дама на черно поле h8 · черна пешка на черно поле a7 · черна пешка на бяло поле b7 · черна пешка на бяло поле f7 · черна пешка на черно поле d6 · черна пешка на черно поле f6 · черна пешка на бяло поле g6 · черна дама на черно поле a5 · черен офицер на бяло поле d5 · бял кон на черно поле f4 · бяла пешка на бяло поле f3 · бяла пешка на бяло поле a2 · бяла пешка на черно поле b2 · бяла пешка на бяло поле c2 · бял цар на черно поле c1 · бял топ на бяло поле h1 | черен топ на бяло поле e8 · черен цар на черно поле f8 · бяла дама на черно поле h8 · черна пешка на черно поле a7 · черна пешка на бяло поле b7 · черна пешка на бяло поле f7 · черна пешка на черно поле d6 · черна пешка на черно поле f6 · черна пешка на бяло поле g6 · черна дама на черно поле a5 · черен офицер на бяло поле d5 · бял кон на черно поле f4 · бяла пешка на бяло поле f3 · бяла пешка на бяло поле a2 · бяла пешка на черно поле b2 · бяла пешка на бяло поле c2 · бял цар на черно поле c1 · бял топ на бяло поле h1 | черен топ на бяло поле e8 · черен цар на черно поле f8 · бяла дама на черно поле h8 · черна пешка на черно поле a7 · черна пешка на бяло поле b7 · черна пешка на бяло поле f7 · черна пешка на черно поле d6 · черна пешка на черно поле f6 · черна пешка на бяло поле g6 · черна дама на черно поле a5 · черен офицер на бяло поле d5 · бял кон на черно поле f4 · бяла пешка на бяло поле f3 · бяла пешка на бяло поле a2 · бяла пешка на черно поле b2 · бяла пешка на бяло поле c2 · бял цар на черно поле c1 · бял топ на бяло поле h1 | 4 |
| 3 | черен топ на бяло поле e8 · черен цар на черно поле f8 · бяла дама на черно поле h8 · черна пешка на черно поле a7 · черна пешка на бяло поле b7 · черна пешка на бяло поле f7 · черна пешка на черно поле d6 · черна пешка на черно поле f6 · черна пешка на бяло поле g6 · черна дама на черно поле a5 · черен офицер на бяло поле d5 · бял кон на черно поле f4 · бяла пешка на бяло поле f3 · бяла пешка на бяло поле a2 · бяла пешка на черно поле b2 · бяла пешка на бяло поле c2 · бял цар на черно поле c1 · бял топ на бяло поле h1 | черен топ на бяло поле e8 · черен цар на черно поле f8 · бяла дама на черно поле h8 · черна пешка на черно поле a7 · черна пешка на бяло поле b7 · черна пешка на бяло поле f7 · черна пешка на черно поле d6 · черна пешка на черно поле f6 · черна пешка на бяло поле g6 · черна дама на черно поле a5 · черен офицер на бяло поле d5 · бял кон на черно поле f4 · бяла пешка на бяло поле f3 · бяла пешка на бяло поле a2 · бяла пешка на черно поле b2 · бяла пешка на бяло поле c2 · бял цар на черно поле c1 · бял топ на бяло поле h1 | черен топ на бяло поле e8 · черен цар на черно поле f8 · бяла дама на черно поле h8 · черна пешка на черно поле a7 · черна пешка на бяло поле b7 · черна пешка на бяло поле f7 · черна пешка на черно поле d6 · черна пешка на черно поле f6 · черна пешка на бяло поле g6 · черна дама на черно поле a5 · черен офицер на бяло поле d5 · бял кон на черно поле f4 · бяла пешка на бяло поле f3 · бяла пешка на бяло поле a2 · бяла пешка на черно поле b2 · бяла пешка на бяло поле c2 · бял цар на черно поле c1 · бял топ на бяло поле h1 | черен топ на бяло поле e8 · черен цар на черно поле f8 · бяла дама на черно поле h8 · черна пешка на черно поле a7 · черна пешка на бяло поле b7 · черна пешка на бяло поле f7 · черна пешка на черно поле d6 · черна пешка на черно поле f6 · черна пешка на бяло поле g6 · черна дама на черно поле a5 · черен офицер на бяло поле d5 · бял кон на черно поле f4 · бяла пешка на бяло поле f3 · бяла пешка на бяло поле a2 · бяла пешка на черно поле b2 · бяла пешка на бяло поле c2 · бял цар на черно поле c1 · бял топ на бяло поле h1 | черен топ на бяло поле e8 · черен цар на черно поле f8 · бяла дама на черно поле h8 · черна пешка на черно поле a7 · черна пешка на бяло поле b7 · черна пешка на бяло поле f7 · черна пешка на черно поле d6 · черна пешка на черно поле f6 · черна пешка на бяло поле g6 · черна дама на черно поле a5 · черен офицер на бяло поле d5 · бял кон на черно поле f4 · бяла пешка на бяло поле f3 · бяла пешка на бяло поле a2 · бяла пешка на черно поле b2 · бяла пешка на бяло поле c2 · бял цар на черно поле c1 · бял топ на бяло поле h1 | черен топ на бяло поле e8 · черен цар на черно поле f8 · бяла дама на черно поле h8 · черна пешка на черно поле a7 · черна пешка на бяло поле b7 · черна пешка на бяло поле f7 · черна пешка на черно поле d6 · черна пешка на черно поле f6 · черна пешка на бяло поле g6 · черна дама на черно поле a5 · черен офицер на бяло поле d5 · бял кон на черно поле f4 · бяла пешка на бяло поле f3 · бяла пешка на бяло поле a2 · бяла пешка на черно поле b2 · бяла пешка на бяло поле c2 · бял цар на черно поле c1 · бял топ на бяло поле h1 | черен топ на бяло поле e8 · черен цар на черно поле f8 · бяла дама на черно поле h8 · черна пешка на черно поле a7 · черна пешка на бяло поле b7 · черна пешка на бяло поле f7 · черна пешка на черно поле d6 · черна пешка на черно поле f6 · черна пешка на бяло поле g6 · черна дама на черно поле a5 · черен офицер на бяло поле d5 · бял кон на черно поле f4 · бяла пешка на бяло поле f3 · бяла пешка на бяло поле a2 · бяла пешка на черно поле b2 · бяла пешка на бяло поле c2 · бял цар на черно поле c1 · бял топ на бяло поле h1 | черен топ на бяло поле e8 · черен цар на черно поле f8 · бяла дама на черно поле h8 · черна пешка на черно поле a7 · черна пешка на бяло поле b7 · черна пешка на бяло поле f7 · черна пешка на черно поле d6 · черна пешка на черно поле f6 · черна пешка на бяло поле g6 · черна дама на черно поле a5 · черен офицер на бяло поле d5 · бял кон на черно поле f4 · бяла пешка на бяло поле f3 · бяла пешка на бяло поле a2 · бяла пешка на черно поле b2 · бяла пешка на бяло поле c2 · бял цар на черно поле c1 · бял топ на бяло поле h1 | 3 |
| 2 | черен топ на бяло поле e8 · черен цар на черно поле f8 · бяла дама на черно поле h8 · черна пешка на черно поле a7 · черна пешка на бяло поле b7 · черна пешка на бяло поле f7 · черна пешка на черно поле d6 · черна пешка на черно поле f6 · черна пешка на бяло поле g6 · черна дама на черно поле a5 · черен офицер на бяло поле d5 · бял кон на черно поле f4 · бяла пешка на бяло поле f3 · бяла пешка на бяло поле a2 · бяла пешка на черно поле b2 · бяла пешка на бяло поле c2 · бял цар на черно поле c1 · бял топ на бяло поле h1 | черен топ на бяло поле e8 · черен цар на черно поле f8 · бяла дама на черно поле h8 · черна пешка на черно поле a7 · черна пешка на бяло поле b7 · черна пешка на бяло поле f7 · черна пешка на черно поле d6 · черна пешка на черно поле f6 · черна пешка на бяло поле g6 · черна дама на черно поле a5 · черен офицер на бяло поле d5 · бял кон на черно поле f4 · бяла пешка на бяло поле f3 · бяла пешка на бяло поле a2 · бяла пешка на черно поле b2 · бяла пешка на бяло поле c2 · бял цар на черно поле c1 · бял топ на бяло поле h1 | черен топ на бяло поле e8 · черен цар на черно поле f8 · бяла дама на черно поле h8 · черна пешка на черно поле a7 · черна пешка на бяло поле b7 · черна пешка на бяло поле f7 · черна пешка на черно поле d6 · черна пешка на черно поле f6 · черна пешка на бяло поле g6 · черна дама на черно поле a5 · черен офицер на бяло поле d5 · бял кон на черно поле f4 · бяла пешка на бяло поле f3 · бяла пешка на бяло поле a2 · бяла пешка на черно поле b2 · бяла пешка на бяло поле c2 · бял цар на черно поле c1 · бял топ на бяло поле h1 | черен топ на бяло поле e8 · черен цар на черно поле f8 · бяла дама на черно поле h8 · черна пешка на черно поле a7 · черна пешка на бяло поле b7 · черна пешка на бяло поле f7 · черна пешка на черно поле d6 · черна пешка на черно поле f6 · черна пешка на бяло поле g6 · черна дама на черно поле a5 · черен офицер на бяло поле d5 · бял кон на черно поле f4 · бяла пешка на бяло поле f3 · бяла пешка на бяло поле a2 · бяла пешка на черно поле b2 · бяла пешка на бяло поле c2 · бял цар на черно поле c1 · бял топ на бяло поле h1 | черен топ на бяло поле e8 · черен цар на черно поле f8 · бяла дама на черно поле h8 · черна пешка на черно поле a7 · черна пешка на бяло поле b7 · черна пешка на бяло поле f7 · черна пешка на черно поле d6 · черна пешка на черно поле f6 · черна пешка на бяло поле g6 · черна дама на черно поле a5 · черен офицер на бяло поле d5 · бял кон на черно поле f4 · бяла пешка на бяло поле f3 · бяла пешка на бяло поле a2 · бяла пешка на черно поле b2 · бяла пешка на бяло поле c2 · бял цар на черно поле c1 · бял топ на бяло поле h1 | черен топ на бяло поле e8 · черен цар на черно поле f8 · бяла дама на черно поле h8 · черна пешка на черно поле a7 · черна пешка на бяло поле b7 · черна пешка на бяло поле f7 · черна пешка на черно поле d6 · черна пешка на черно поле f6 · черна пешка на бяло поле g6 · черна дама на черно поле a5 · черен офицер на бяло поле d5 · бял кон на черно поле f4 · бяла пешка на бяло поле f3 · бяла пешка на бяло поле a2 · бяла пешка на черно поле b2 · бяла пешка на бяло поле c2 · бял цар на черно поле c1 · бял топ на бяло поле h1 | черен топ на бяло поле e8 · черен цар на черно поле f8 · бяла дама на черно поле h8 · черна пешка на черно поле a7 · черна пешка на бяло поле b7 · черна пешка на бяло поле f7 · черна пешка на черно поле d6 · черна пешка на черно поле f6 · черна пешка на бяло поле g6 · черна дама на черно поле a5 · черен офицер на бяло поле d5 · бял кон на черно поле f4 · бяла пешка на бяло поле f3 · бяла пешка на бяло поле a2 · бяла пешка на черно поле b2 · бяла пешка на бяло поле c2 · бял цар на черно поле c1 · бял топ на бяло поле h1 | черен топ на бяло поле e8 · черен цар на черно поле f8 · бяла дама на черно поле h8 · черна пешка на черно поле a7 · черна пешка на бяло поле b7 · черна пешка на бяло поле f7 · черна пешка на черно поле d6 · черна пешка на черно поле f6 · черна пешка на бяло поле g6 · черна дама на черно поле a5 · черен офицер на бяло поле d5 · бял кон на черно поле f4 · бяла пешка на бяло поле f3 · бяла пешка на бяло поле a2 · бяла пешка на черно поле b2 · бяла пешка на бяло поле c2 · бял цар на черно поле c1 · бял топ на бяло поле h1 | 2 |
| 1 | черен топ на бяло поле e8 · черен цар на черно поле f8 · бяла дама на черно поле h8 · черна пешка на черно поле a7 · черна пешка на бяло поле b7 · черна пешка на бяло поле f7 · черна пешка на черно поле d6 · черна пешка на черно поле f6 · черна пешка на бяло поле g6 · черна дама на черно поле a5 · черен офицер на бяло поле d5 · бял кон на черно поле f4 · бяла пешка на бяло поле f3 · бяла пешка на бяло поле a2 · бяла пешка на черно поле b2 · бяла пешка на бяло поле c2 · бял цар на черно поле c1 · бял топ на бяло поле h1 | черен топ на бяло поле e8 · черен цар на черно поле f8 · бяла дама на черно поле h8 · черна пешка на черно поле a7 · черна пешка на бяло поле b7 · черна пешка на бяло поле f7 · черна пешка на черно поле d6 · черна пешка на черно поле f6 · черна пешка на бяло поле g6 · черна дама на черно поле a5 · черен офицер на бяло поле d5 · бял кон на черно поле f4 · бяла пешка на бяло поле f3 · бяла пешка на бяло поле a2 · бяла пешка на черно поле b2 · бяла пешка на бяло поле c2 · бял цар на черно поле c1 · бял топ на бяло поле h1 | черен топ на бяло поле e8 · черен цар на черно поле f8 · бяла дама на черно поле h8 · черна пешка на черно поле a7 · черна пешка на бяло поле b7 · черна пешка на бяло поле f7 · черна пешка на черно поле d6 · черна пешка на черно поле f6 · черна пешка на бяло поле g6 · черна дама на черно поле a5 · черен офицер на бяло поле d5 · бял кон на черно поле f4 · бяла пешка на бяло поле f3 · бяла пешка на бяло поле a2 · бяла пешка на черно поле b2 · бяла пешка на бяло поле c2 · бял цар на черно поле c1 · бял топ на бяло поле h1 | черен топ на бяло поле e8 · черен цар на черно поле f8 · бяла дама на черно поле h8 · черна пешка на черно поле a7 · черна пешка на бяло поле b7 · черна пешка на бяло поле f7 · черна пешка на черно поле d6 · черна пешка на черно поле f6 · черна пешка на бяло поле g6 · черна дама на черно поле a5 · черен офицер на бяло поле d5 · бял кон на черно поле f4 · бяла пешка на бяло поле f3 · бяла пешка на бяло поле a2 · бяла пешка на черно поле b2 · бяла пешка на бяло поле c2 · бял цар на черно поле c1 · бял топ на бяло поле h1 | черен топ на бяло поле e8 · черен цар на черно поле f8 · бяла дама на черно поле h8 · черна пешка на черно поле a7 · черна пешка на бяло поле b7 · черна пешка на бяло поле f7 · черна пешка на черно поле d6 · черна пешка на черно поле f6 · черна пешка на бяло поле g6 · черна дама на черно поле a5 · черен офицер на бяло поле d5 · бял кон на черно поле f4 · бяла пешка на бяло поле f3 · бяла пешка на бяло поле a2 · бяла пешка на черно поле b2 · бяла пешка на бяло поле c2 · бял цар на черно поле c1 · бял топ на бяло поле h1 | черен топ на бяло поле e8 · черен цар на черно поле f8 · бяла дама на черно поле h8 · черна пешка на черно поле a7 · черна пешка на бяло поле b7 · черна пешка на бяло поле f7 · черна пешка на черно поле d6 · черна пешка на черно поле f6 · черна пешка на бяло поле g6 · черна дама на черно поле a5 · черен офицер на бяло поле d5 · бял кон на черно поле f4 · бяла пешка на бяло поле f3 · бяла пешка на бяло поле a2 · бяла пешка на черно поле b2 · бяла пешка на бяло поле c2 · бял цар на черно поле c1 · бял топ на бяло поле h1 | черен топ на бяло поле e8 · черен цар на черно поле f8 · бяла дама на черно поле h8 · черна пешка на черно поле a7 · черна пешка на бяло поле b7 · черна пешка на бяло поле f7 · черна пешка на черно поле d6 · черна пешка на черно поле f6 · черна пешка на бяло поле g6 · черна дама на черно поле a5 · черен офицер на бяло поле d5 · бял кон на черно поле f4 · бяла пешка на бяло поле f3 · бяла пешка на бяло поле a2 · бяла пешка на черно поле b2 · бяла пешка на бяло поле c2 · бял цар на черно поле c1 · бял топ на бяло поле h1 | черен топ на бяло поле e8 · черен цар на черно поле f8 · бяла дама на черно поле h8 · черна пешка на черно поле a7 · черна пешка на бяло поле b7 · черна пешка на бяло поле f7 · черна пешка на черно поле d6 · черна пешка на черно поле f6 · черна пешка на бяло поле g6 · черна дама на черно поле a5 · черен офицер на бяло поле d5 · бял кон на черно поле f4 · бяла пешка на бяло поле f3 · бяла пешка на бяло поле a2 · бяла пешка на черно поле b2 · бяла пешка на бяло поле c2 · бял цар на черно поле c1 · бял топ на бяло поле h1 | 1 |
|   | a | b | c | d | e | f | g | h |   |

22. K:d5 Te8 23. Kef4 Oc6 24. e5 (диаграма 3) О:d5? Нужно беше 24. ...d:e5 25. K:f6+ e:f6 26. Д:h7+ Цf8 с печалба за черните. Сега белите разкриват и линията е и това се оказва решаващо.

27. e:f6 e:f6 28. Дh7+ Цf8 29. Дh8+ (диаграма 4). Черните се предават. На 29. ...Це7 следва 30. K:d5+ Д:d5 31. Te1+! Цd7 32. Д:e8+ с печалба на топ.
2. Анатолий Карпов – Гари Каспаров 1 – 0

Мач за световната титла, 4-та партия, Mосква, 12.9.1985,
Отказан дамски гамбит, Вариант Чарусек (Петросян). 
1.d4 d5 2.c4 e6 3.Kc3 Oe7 4.Kf3 Kf6 5.Og5 h6 6.O:f6 O:f6 7.e3 0-0 8.Дc2 Ka6 9.Td1 c5! Жертва на пешка за инициатива и избягване на свръзката на дамата по линията d. 10.d:c5 Дa5 11.c:d5 K:c5 12.Дd2 Td8 13.Kd4 e:d5. Карпов връща пешката, а Каспаров не се опасява да остане с изолирана пешка на d5 и изглежда, че получава добра игра от това. Но тази слабост на позицията му остава дългосрочно и вероятно не може да бъде отхвърлена. 14.Oe2 Дb6 15.0-0 Ke4 16.Дc2 K:c3
|   | a | b | c | d | e | f | g | h |   |
| 8 | черна дама на черно поле d8 · черен топ на черно поле f8 · черен цар на бяло поле g8 · черна пешка на черно поле a7 · черна пешка на бяло поле b7 · черен офицер на бяло поле d7 · черна пешка на черно поле e7 · черна пешка на бяло поле f7 · черен офицер на черно поле g7 · черна пешка на бяло поле h7 · черна пешка на черно поле d6 · черен кон на черно поле f6 · черна пешка на бяло поле g6 · бяла пешка на бяло поле h5 · черен топ на бяло поле c4 · бял кон на черно поле d4 · бяла пешка на бяло поле e4 · бял кон на черно поле c3 · бял офицер на черно поле e3 · бяла пешка на бяло поле f3 · бяла пешка на бяло поле a2 · бяла пешка на черно поле b2 · бяла пешка на бяло поле c2 · бяла дама на черно поле d2 · бяла пешка на бяло поле g2 · бял цар на черно поле c1 · бял топ на бяло поле d1 · бял топ на бяло поле h1 | черна дама на черно поле d8 · черен топ на черно поле f8 · черен цар на бяло поле g8 · черна пешка на черно поле a7 · черна пешка на бяло поле b7 · черен офицер на бяло поле d7 · черна пешка на черно поле e7 · черна пешка на бяло поле f7 · черен офицер на черно поле g7 · черна пешка на бяло поле h7 · черна пешка на черно поле d6 · черен кон на черно поле f6 · черна пешка на бяло поле g6 · бяла пешка на бяло поле h5 · черен топ на бяло поле c4 · бял кон на черно поле d4 · бяла пешка на бяло поле e4 · бял кон на черно поле c3 · бял офицер на черно поле e3 · бяла пешка на бяло поле f3 · бяла пешка на бяло поле a2 · бяла пешка на черно поле b2 · бяла пешка на бяло поле c2 · бяла дама на черно поле d2 · бяла пешка на бяло поле g2 · бял цар на черно поле c1 · бял топ на бяло поле d1 · бял топ на бяло поле h1 | черна дама на черно поле d8 · черен топ на черно поле f8 · черен цар на бяло поле g8 · черна пешка на черно поле a7 · черна пешка на бяло поле b7 · черен офицер на бяло поле d7 · черна пешка на черно поле e7 · черна пешка на бяло поле f7 · черен офицер на черно поле g7 · черна пешка на бяло поле h7 · черна пешка на черно поле d6 · черен кон на черно поле f6 · черна пешка на бяло поле g6 · бяла пешка на бяло поле h5 · черен топ на бяло поле c4 · бял кон на черно поле d4 · бяла пешка на бяло поле e4 · бял кон на черно поле c3 · бял офицер на черно поле e3 · бяла пешка на бяло поле f3 · бяла пешка на бяло поле a2 · бяла пешка на черно поле b2 · бяла пешка на бяло поле c2 · бяла дама на черно поле d2 · бяла пешка на бяло поле g2 · бял цар на черно поле c1 · бял топ на бяло поле d1 · бял топ на бяло поле h1 | черна дама на черно поле d8 · черен топ на черно поле f8 · черен цар на бяло поле g8 · черна пешка на черно поле a7 · черна пешка на бяло поле b7 · черен офицер на бяло поле d7 · черна пешка на черно поле e7 · черна пешка на бяло поле f7 · черен офицер на черно поле g7 · черна пешка на бяло поле h7 · черна пешка на черно поле d6 · черен кон на черно поле f6 · черна пешка на бяло поле g6 · бяла пешка на бяло поле h5 · черен топ на бяло поле c4 · бял кон на черно поле d4 · бяла пешка на бяло поле e4 · бял кон на черно поле c3 · бял офицер на черно поле e3 · бяла пешка на бяло поле f3 · бяла пешка на бяло поле a2 · бяла пешка на черно поле b2 · бяла пешка на бяло поле c2 · бяла дама на черно поле d2 · бяла пешка на бяло поле g2 · бял цар на черно поле c1 · бял топ на бяло поле d1 · бял топ на бяло поле h1 | черна дама на черно поле d8 · черен топ на черно поле f8 · черен цар на бяло поле g8 · черна пешка на черно поле a7 · черна пешка на бяло поле b7 · черен офицер на бяло поле d7 · черна пешка на черно поле e7 · черна пешка на бяло поле f7 · черен офицер на черно поле g7 · черна пешка на бяло поле h7 · черна пешка на черно поле d6 · черен кон на черно поле f6 · черна пешка на бяло поле g6 · бяла пешка на бяло поле h5 · черен топ на бяло поле c4 · бял кон на черно поле d4 · бяла пешка на бяло поле e4 · бял кон на черно поле c3 · бял офицер на черно поле e3 · бяла пешка на бяло поле f3 · бяла пешка на бяло поле a2 · бяла пешка на черно поле b2 · бяла пешка на бяло поле c2 · бяла дама на черно поле d2 · бяла пешка на бяло поле g2 · бял цар на черно поле c1 · бял топ на бяло поле d1 · бял топ на бяло поле h1 | черна дама на черно поле d8 · черен топ на черно поле f8 · черен цар на бяло поле g8 · черна пешка на черно поле a7 · черна пешка на бяло поле b7 · черен офицер на бяло поле d7 · черна пешка на черно поле e7 · черна пешка на бяло поле f7 · черен офицер на черно поле g7 · черна пешка на бяло поле h7 · черна пешка на черно поле d6 · черен кон на черно поле f6 · черна пешка на бяло поле g6 · бяла пешка на бяло поле h5 · черен топ на бяло поле c4 · бял кон на черно поле d4 · бяла пешка на бяло поле e4 · бял кон на черно поле c3 · бял офицер на черно поле e3 · бяла пешка на бяло поле f3 · бяла пешка на бяло поле a2 · бяла пешка на черно поле b2 · бяла пешка на бяло поле c2 · бяла дама на черно поле d2 · бяла пешка на бяло поле g2 · бял цар на черно поле c1 · бял топ на бяло поле d1 · бял топ на бяло поле h1 | черна дама на черно поле d8 · черен топ на черно поле f8 · черен цар на бяло поле g8 · черна пешка на черно поле a7 · черна пешка на бяло поле b7 · черен офицер на бяло поле d7 · черна пешка на черно поле e7 · черна пешка на бяло поле f7 · черен офицер на черно поле g7 · черна пешка на бяло поле h7 · черна пешка на черно поле d6 · черен кон на черно поле f6 · черна пешка на бяло поле g6 · бяла пешка на бяло поле h5 · черен топ на бяло поле c4 · бял кон на черно поле d4 · бяла пешка на бяло поле e4 · бял кон на черно поле c3 · бял офицер на черно поле e3 · бяла пешка на бяло поле f3 · бяла пешка на бяло поле a2 · бяла пешка на черно поле b2 · бяла пешка на бяло поле c2 · бяла дама на черно поле d2 · бяла пешка на бяло поле g2 · бял цар на черно поле c1 · бял топ на бяло поле d1 · бял топ на бяло поле h1 | черна дама на черно поле d8 · черен топ на черно поле f8 · черен цар на бяло поле g8 · черна пешка на черно поле a7 · черна пешка на бяло поле b7 · черен офицер на бяло поле d7 · черна пешка на черно поле e7 · черна пешка на бяло поле f7 · черен офицер на черно поле g7 · черна пешка на бяло поле h7 · черна пешка на черно поле d6 · черен кон на черно поле f6 · черна пешка на бяло поле g6 · бяла пешка на бяло поле h5 · черен топ на бяло поле c4 · бял кон на черно поле d4 · бяла пешка на бяло поле e4 · бял кон на черно поле c3 · бял офицер на черно поле e3 · бяла пешка на бяло поле f3 · бяла пешка на бяло поле a2 · бяла пешка на черно поле b2 · бяла пешка на бяло поле c2 · бяла дама на черно поле d2 · бяла пешка на бяло поле g2 · бял цар на черно поле c1 · бял топ на бяло поле d1 · бял топ на бяло поле h1 | 8 |
| 7 | черна дама на черно поле d8 · черен топ на черно поле f8 · черен цар на бяло поле g8 · черна пешка на черно поле a7 · черна пешка на бяло поле b7 · черен офицер на бяло поле d7 · черна пешка на черно поле e7 · черна пешка на бяло поле f7 · черен офицер на черно поле g7 · черна пешка на бяло поле h7 · черна пешка на черно поле d6 · черен кон на черно поле f6 · черна пешка на бяло поле g6 · бяла пешка на бяло поле h5 · черен топ на бяло поле c4 · бял кон на черно поле d4 · бяла пешка на бяло поле e4 · бял кон на черно поле c3 · бял офицер на черно поле e3 · бяла пешка на бяло поле f3 · бяла пешка на бяло поле a2 · бяла пешка на черно поле b2 · бяла пешка на бяло поле c2 · бяла дама на черно поле d2 · бяла пешка на бяло поле g2 · бял цар на черно поле c1 · бял топ на бяло поле d1 · бял топ на бяло поле h1 | черна дама на черно поле d8 · черен топ на черно поле f8 · черен цар на бяло поле g8 · черна пешка на черно поле a7 · черна пешка на бяло поле b7 · черен офицер на бяло поле d7 · черна пешка на черно поле e7 · черна пешка на бяло поле f7 · черен офицер на черно поле g7 · черна пешка на бяло поле h7 · черна пешка на черно поле d6 · черен кон на черно поле f6 · черна пешка на бяло поле g6 · бяла пешка на бяло поле h5 · черен топ на бяло поле c4 · бял кон на черно поле d4 · бяла пешка на бяло поле e4 · бял кон на черно поле c3 · бял офицер на черно поле e3 · бяла пешка на бяло поле f3 · бяла пешка на бяло поле a2 · бяла пешка на черно поле b2 · бяла пешка на бяло поле c2 · бяла дама на черно поле d2 · бяла пешка на бяло поле g2 · бял цар на черно поле c1 · бял топ на бяло поле d1 · бял топ на бяло поле h1 | черна дама на черно поле d8 · черен топ на черно поле f8 · черен цар на бяло поле g8 · черна пешка на черно поле a7 · черна пешка на бяло поле b7 · черен офицер на бяло поле d7 · черна пешка на черно поле e7 · черна пешка на бяло поле f7 · черен офицер на черно поле g7 · черна пешка на бяло поле h7 · черна пешка на черно поле d6 · черен кон на черно поле f6 · черна пешка на бяло поле g6 · бяла пешка на бяло поле h5 · черен топ на бяло поле c4 · бял кон на черно поле d4 · бяла пешка на бяло поле e4 · бял кон на черно поле c3 · бял офицер на черно поле e3 · бяла пешка на бяло поле f3 · бяла пешка на бяло поле a2 · бяла пешка на черно поле b2 · бяла пешка на бяло поле c2 · бяла дама на черно поле d2 · бяла пешка на бяло поле g2 · бял цар на черно поле c1 · бял топ на бяло поле d1 · бял топ на бяло поле h1 | черна дама на черно поле d8 · черен топ на черно поле f8 · черен цар на бяло поле g8 · черна пешка на черно поле a7 · черна пешка на бяло поле b7 · черен офицер на бяло поле d7 · черна пешка на черно поле e7 · черна пешка на бяло поле f7 · черен офицер на черно поле g7 · черна пешка на бяло поле h7 · черна пешка на черно поле d6 · черен кон на черно поле f6 · черна пешка на бяло поле g6 · бяла пешка на бяло поле h5 · черен топ на бяло поле c4 · бял кон на черно поле d4 · бяла пешка на бяло поле e4 · бял кон на черно поле c3 · бял офицер на черно поле e3 · бяла пешка на бяло поле f3 · бяла пешка на бяло поле a2 · бяла пешка на черно поле b2 · бяла пешка на бяло поле c2 · бяла дама на черно поле d2 · бяла пешка на бяло поле g2 · бял цар на черно поле c1 · бял топ на бяло поле d1 · бял топ на бяло поле h1 | черна дама на черно поле d8 · черен топ на черно поле f8 · черен цар на бяло поле g8 · черна пешка на черно поле a7 · черна пешка на бяло поле b7 · черен офицер на бяло поле d7 · черна пешка на черно поле e7 · черна пешка на бяло поле f7 · черен офицер на черно поле g7 · черна пешка на бяло поле h7 · черна пешка на черно поле d6 · черен кон на черно поле f6 · черна пешка на бяло поле g6 · бяла пешка на бяло поле h5 · черен топ на бяло поле c4 · бял кон на черно поле d4 · бяла пешка на бяло поле e4 · бял кон на черно поле c3 · бял офицер на черно поле e3 · бяла пешка на бяло поле f3 · бяла пешка на бяло поле a2 · бяла пешка на черно поле b2 · бяла пешка на бяло поле c2 · бяла дама на черно поле d2 · бяла пешка на бяло поле g2 · бял цар на черно поле c1 · бял топ на бяло поле d1 · бял топ на бяло поле h1 | черна дама на черно поле d8 · черен топ на черно поле f8 · черен цар на бяло поле g8 · черна пешка на черно поле a7 · черна пешка на бяло поле b7 · черен офицер на бяло поле d7 · черна пешка на черно поле e7 · черна пешка на бяло поле f7 · черен офицер на черно поле g7 · черна пешка на бяло поле h7 · черна пешка на черно поле d6 · черен кон на черно поле f6 · черна пешка на бяло поле g6 · бяла пешка на бяло поле h5 · черен топ на бяло поле c4 · бял кон на черно поле d4 · бяла пешка на бяло поле e4 · бял кон на черно поле c3 · бял офицер на черно поле e3 · бяла пешка на бяло поле f3 · бяла пешка на бяло поле a2 · бяла пешка на черно поле b2 · бяла пешка на бяло поле c2 · бяла дама на черно поле d2 · бяла пешка на бяло поле g2 · бял цар на черно поле c1 · бял топ на бяло поле d1 · бял топ на бяло поле h1 | черна дама на черно поле d8 · черен топ на черно поле f8 · черен цар на бяло поле g8 · черна пешка на черно поле a7 · черна пешка на бяло поле b7 · черен офицер на бяло поле d7 · черна пешка на черно поле e7 · черна пешка на бяло поле f7 · черен офицер на черно поле g7 · черна пешка на бяло поле h7 · черна пешка на черно поле d6 · черен кон на черно поле f6 · черна пешка на бяло поле g6 · бяла пешка на бяло поле h5 · черен топ на бяло поле c4 · бял кон на черно поле d4 · бяла пешка на бяло поле e4 · бял кон на черно поле c3 · бял офицер на черно поле e3 · бяла пешка на бяло поле f3 · бяла пешка на бяло поле a2 · бяла пешка на черно поле b2 · бяла пешка на бяло поле c2 · бяла дама на черно поле d2 · бяла пешка на бяло поле g2 · бял цар на черно поле c1 · бял топ на бяло поле d1 · бял топ на бяло поле h1 | черна дама на черно поле d8 · черен топ на черно поле f8 · черен цар на бяло поле g8 · черна пешка на черно поле a7 · черна пешка на бяло поле b7 · черен офицер на бяло поле d7 · черна пешка на черно поле e7 · черна пешка на бяло поле f7 · черен офицер на черно поле g7 · черна пешка на бяло поле h7 · черна пешка на черно поле d6 · черен кон на черно поле f6 · черна пешка на бяло поле g6 · бяла пешка на бяло поле h5 · черен топ на бяло поле c4 · бял кон на черно поле d4 · бяла пешка на бяло поле e4 · бял кон на черно поле c3 · бял офицер на черно поле e3 · бяла пешка на бяло поле f3 · бяла пешка на бяло поле a2 · бяла пешка на черно поле b2 · бяла пешка на бяло поле c2 · бяла дама на черно поле d2 · бяла пешка на бяло поле g2 · бял цар на черно поле c1 · бял топ на бяло поле d1 · бял топ на бяло поле h1 | 7 |
| 6 | черна дама на черно поле d8 · черен топ на черно поле f8 · черен цар на бяло поле g8 · черна пешка на черно поле a7 · черна пешка на бяло поле b7 · черен офицер на бяло поле d7 · черна пешка на черно поле e7 · черна пешка на бяло поле f7 · черен офицер на черно поле g7 · черна пешка на бяло поле h7 · черна пешка на черно поле d6 · черен кон на черно поле f6 · черна пешка на бяло поле g6 · бяла пешка на бяло поле h5 · черен топ на бяло поле c4 · бял кон на черно поле d4 · бяла пешка на бяло поле e4 · бял кон на черно поле c3 · бял офицер на черно поле e3 · бяла пешка на бяло поле f3 · бяла пешка на бяло поле a2 · бяла пешка на черно поле b2 · бяла пешка на бяло поле c2 · бяла дама на черно поле d2 · бяла пешка на бяло поле g2 · бял цар на черно поле c1 · бял топ на бяло поле d1 · бял топ на бяло поле h1 | черна дама на черно поле d8 · черен топ на черно поле f8 · черен цар на бяло поле g8 · черна пешка на черно поле a7 · черна пешка на бяло поле b7 · черен офицер на бяло поле d7 · черна пешка на черно поле e7 · черна пешка на бяло поле f7 · черен офицер на черно поле g7 · черна пешка на бяло поле h7 · черна пешка на черно поле d6 · черен кон на черно поле f6 · черна пешка на бяло поле g6 · бяла пешка на бяло поле h5 · черен топ на бяло поле c4 · бял кон на черно поле d4 · бяла пешка на бяло поле e4 · бял кон на черно поле c3 · бял офицер на черно поле e3 · бяла пешка на бяло поле f3 · бяла пешка на бяло поле a2 · бяла пешка на черно поле b2 · бяла пешка на бяло поле c2 · бяла дама на черно поле d2 · бяла пешка на бяло поле g2 · бял цар на черно поле c1 · бял топ на бяло поле d1 · бял топ на бяло поле h1 | черна дама на черно поле d8 · черен топ на черно поле f8 · черен цар на бяло поле g8 · черна пешка на черно поле a7 · черна пешка на бяло поле b7 · черен офицер на бяло поле d7 · черна пешка на черно поле e7 · черна пешка на бяло поле f7 · черен офицер на черно поле g7 · черна пешка на бяло поле h7 · черна пешка на черно поле d6 · черен кон на черно поле f6 · черна пешка на бяло поле g6 · бяла пешка на бяло поле h5 · черен топ на бяло поле c4 · бял кон на черно поле d4 · бяла пешка на бяло поле e4 · бял кон на черно поле c3 · бял офицер на черно поле e3 · бяла пешка на бяло поле f3 · бяла пешка на бяло поле a2 · бяла пешка на черно поле b2 · бяла пешка на бяло поле c2 · бяла дама на черно поле d2 · бяла пешка на бяло поле g2 · бял цар на черно поле c1 · бял топ на бяло поле d1 · бял топ на бяло поле h1 | черна дама на черно поле d8 · черен топ на черно поле f8 · черен цар на бяло поле g8 · черна пешка на черно поле a7 · черна пешка на бяло поле b7 · черен офицер на бяло поле d7 · черна пешка на черно поле e7 · черна пешка на бяло поле f7 · черен офицер на черно поле g7 · черна пешка на бяло поле h7 · черна пешка на черно поле d6 · черен кон на черно поле f6 · черна пешка на бяло поле g6 · бяла пешка на бяло поле h5 · черен топ на бяло поле c4 · бял кон на черно поле d4 · бяла пешка на бяло поле e4 · бял кон на черно поле c3 · бял офицер на черно поле e3 · бяла пешка на бяло поле f3 · бяла пешка на бяло поле a2 · бяла пешка на черно поле b2 · бяла пешка на бяло поле c2 · бяла дама на черно поле d2 · бяла пешка на бяло поле g2 · бял цар на черно поле c1 · бял топ на бяло поле d1 · бял топ на бяло поле h1 | черна дама на черно поле d8 · черен топ на черно поле f8 · черен цар на бяло поле g8 · черна пешка на черно поле a7 · черна пешка на бяло поле b7 · черен офицер на бяло поле d7 · черна пешка на черно поле e7 · черна пешка на бяло поле f7 · черен офицер на черно поле g7 · черна пешка на бяло поле h7 · черна пешка на черно поле d6 · черен кон на черно поле f6 · черна пешка на бяло поле g6 · бяла пешка на бяло поле h5 · черен топ на бяло поле c4 · бял кон на черно поле d4 · бяла пешка на бяло поле e4 · бял кон на черно поле c3 · бял офицер на черно поле e3 · бяла пешка на бяло поле f3 · бяла пешка на бяло поле a2 · бяла пешка на черно поле b2 · бяла пешка на бяло поле c2 · бяла дама на черно поле d2 · бяла пешка на бяло поле g2 · бял цар на черно поле c1 · бял топ на бяло поле d1 · бял топ на бяло поле h1 | черна дама на черно поле d8 · черен топ на черно поле f8 · черен цар на бяло поле g8 · черна пешка на черно поле a7 · черна пешка на бяло поле b7 · черен офицер на бяло поле d7 · черна пешка на черно поле e7 · черна пешка на бяло поле f7 · черен офицер на черно поле g7 · черна пешка на бяло поле h7 · черна пешка на черно поле d6 · черен кон на черно поле f6 · черна пешка на бяло поле g6 · бяла пешка на бяло поле h5 · черен топ на бяло поле c4 · бял кон на черно поле d4 · бяла пешка на бяло поле e4 · бял кон на черно поле c3 · бял офицер на черно поле e3 · бяла пешка на бяло поле f3 · бяла пешка на бяло поле a2 · бяла пешка на черно поле b2 · бяла пешка на бяло поле c2 · бяла дама на черно поле d2 · бяла пешка на бяло поле g2 · бял цар на черно поле c1 · бял топ на бяло поле d1 · бял топ на бяло поле h1 | черна дама на черно поле d8 · черен топ на черно поле f8 · черен цар на бяло поле g8 · черна пешка на черно поле a7 · черна пешка на бяло поле b7 · черен офицер на бяло поле d7 · черна пешка на черно поле e7 · черна пешка на бяло поле f7 · черен офицер на черно поле g7 · черна пешка на бяло поле h7 · черна пешка на черно поле d6 · черен кон на черно поле f6 · черна пешка на бяло поле g6 · бяла пешка на бяло поле h5 · черен топ на бяло поле c4 · бял кон на черно поле d4 · бяла пешка на бяло поле e4 · бял кон на черно поле c3 · бял офицер на черно поле e3 · бяла пешка на бяло поле f3 · бяла пешка на бяло поле a2 · бяла пешка на черно поле b2 · бяла пешка на бяло поле c2 · бяла дама на черно поле d2 · бяла пешка на бяло поле g2 · бял цар на черно поле c1 · бял топ на бяло поле d1 · бял топ на бяло поле h1 | черна дама на черно поле d8 · черен топ на черно поле f8 · черен цар на бяло поле g8 · черна пешка на черно поле a7 · черна пешка на бяло поле b7 · черен офицер на бяло поле d7 · черна пешка на черно поле e7 · черна пешка на бяло поле f7 · черен офицер на черно поле g7 · черна пешка на бяло поле h7 · черна пешка на черно поле d6 · черен кон на черно поле f6 · черна пешка на бяло поле g6 · бяла пешка на бяло поле h5 · черен топ на бяло поле c4 · бял кон на черно поле d4 · бяла пешка на бяло поле e4 · бял кон на черно поле c3 · бял офицер на черно поле e3 · бяла пешка на бяло поле f3 · бяла пешка на бяло поле a2 · бяла пешка на черно поле b2 · бяла пешка на бяло поле c2 · бяла дама на черно поле d2 · бяла пешка на бяло поле g2 · бял цар на черно поле c1 · бял топ на бяло поле d1 · бял топ на бяло поле h1 | 6 |
| 5 | черна дама на черно поле d8 · черен топ на черно поле f8 · черен цар на бяло поле g8 · черна пешка на черно поле a7 · черна пешка на бяло поле b7 · черен офицер на бяло поле d7 · черна пешка на черно поле e7 · черна пешка на бяло поле f7 · черен офицер на черно поле g7 · черна пешка на бяло поле h7 · черна пешка на черно поле d6 · черен кон на черно поле f6 · черна пешка на бяло поле g6 · бяла пешка на бяло поле h5 · черен топ на бяло поле c4 · бял кон на черно поле d4 · бяла пешка на бяло поле e4 · бял кон на черно поле c3 · бял офицер на черно поле e3 · бяла пешка на бяло поле f3 · бяла пешка на бяло поле a2 · бяла пешка на черно поле b2 · бяла пешка на бяло поле c2 · бяла дама на черно поле d2 · бяла пешка на бяло поле g2 · бял цар на черно поле c1 · бял топ на бяло поле d1 · бял топ на бяло поле h1 | черна дама на черно поле d8 · черен топ на черно поле f8 · черен цар на бяло поле g8 · черна пешка на черно поле a7 · черна пешка на бяло поле b7 · черен офицер на бяло поле d7 · черна пешка на черно поле e7 · черна пешка на бяло поле f7 · черен офицер на черно поле g7 · черна пешка на бяло поле h7 · черна пешка на черно поле d6 · черен кон на черно поле f6 · черна пешка на бяло поле g6 · бяла пешка на бяло поле h5 · черен топ на бяло поле c4 · бял кон на черно поле d4 · бяла пешка на бяло поле e4 · бял кон на черно поле c3 · бял офицер на черно поле e3 · бяла пешка на бяло поле f3 · бяла пешка на бяло поле a2 · бяла пешка на черно поле b2 · бяла пешка на бяло поле c2 · бяла дама на черно поле d2 · бяла пешка на бяло поле g2 · бял цар на черно поле c1 · бял топ на бяло поле d1 · бял топ на бяло поле h1 | черна дама на черно поле d8 · черен топ на черно поле f8 · черен цар на бяло поле g8 · черна пешка на черно поле a7 · черна пешка на бяло поле b7 · черен офицер на бяло поле d7 · черна пешка на черно поле e7 · черна пешка на бяло поле f7 · черен офицер на черно поле g7 · черна пешка на бяло поле h7 · черна пешка на черно поле d6 · черен кон на черно поле f6 · черна пешка на бяло поле g6 · бяла пешка на бяло поле h5 · черен топ на бяло поле c4 · бял кон на черно поле d4 · бяла пешка на бяло поле e4 · бял кон на черно поле c3 · бял офицер на черно поле e3 · бяла пешка на бяло поле f3 · бяла пешка на бяло поле a2 · бяла пешка на черно поле b2 · бяла пешка на бяло поле c2 · бяла дама на черно поле d2 · бяла пешка на бяло поле g2 · бял цар на черно поле c1 · бял топ на бяло поле d1 · бял топ на бяло поле h1 | черна дама на черно поле d8 · черен топ на черно поле f8 · черен цар на бяло поле g8 · черна пешка на черно поле a7 · черна пешка на бяло поле b7 · черен офицер на бяло поле d7 · черна пешка на черно поле e7 · черна пешка на бяло поле f7 · черен офицер на черно поле g7 · черна пешка на бяло поле h7 · черна пешка на черно поле d6 · черен кон на черно поле f6 · черна пешка на бяло поле g6 · бяла пешка на бяло поле h5 · черен топ на бяло поле c4 · бял кон на черно поле d4 · бяла пешка на бяло поле e4 · бял кон на черно поле c3 · бял офицер на черно поле e3 · бяла пешка на бяло поле f3 · бяла пешка на бяло поле a2 · бяла пешка на черно поле b2 · бяла пешка на бяло поле c2 · бяла дама на черно поле d2 · бяла пешка на бяло поле g2 · бял цар на черно поле c1 · бял топ на бяло поле d1 · бял топ на бяло поле h1 | черна дама на черно поле d8 · черен топ на черно поле f8 · черен цар на бяло поле g8 · черна пешка на черно поле a7 · черна пешка на бяло поле b7 · черен офицер на бяло поле d7 · черна пешка на черно поле e7 · черна пешка на бяло поле f7 · черен офицер на черно поле g7 · черна пешка на бяло поле h7 · черна пешка на черно поле d6 · черен кон на черно поле f6 · черна пешка на бяло поле g6 · бяла пешка на бяло поле h5 · черен топ на бяло поле c4 · бял кон на черно поле d4 · бяла пешка на бяло поле e4 · бял кон на черно поле c3 · бял офицер на черно поле e3 · бяла пешка на бяло поле f3 · бяла пешка на бяло поле a2 · бяла пешка на черно поле b2 · бяла пешка на бяло поле c2 · бяла дама на черно поле d2 · бяла пешка на бяло поле g2 · бял цар на черно поле c1 · бял топ на бяло поле d1 · бял топ на бяло поле h1 | черна дама на черно поле d8 · черен топ на черно поле f8 · черен цар на бяло поле g8 · черна пешка на черно поле a7 · черна пешка на бяло поле b7 · черен офицер на бяло поле d7 · черна пешка на черно поле e7 · черна пешка на бяло поле f7 · черен офицер на черно поле g7 · черна пешка на бяло поле h7 · черна пешка на черно поле d6 · черен кон на черно поле f6 · черна пешка на бяло поле g6 · бяла пешка на бяло поле h5 · черен топ на бяло поле c4 · бял кон на черно поле d4 · бяла пешка на бяло поле e4 · бял кон на черно поле c3 · бял офицер на черно поле e3 · бяла пешка на бяло поле f3 · бяла пешка на бяло поле a2 · бяла пешка на черно поле b2 · бяла пешка на бяло поле c2 · бяла дама на черно поле d2 · бяла пешка на бяло поле g2 · бял цар на черно поле c1 · бял топ на бяло поле d1 · бял топ на бяло поле h1 | черна дама на черно поле d8 · черен топ на черно поле f8 · черен цар на бяло поле g8 · черна пешка на черно поле a7 · черна пешка на бяло поле b7 · черен офицер на бяло поле d7 · черна пешка на черно поле e7 · черна пешка на бяло поле f7 · черен офицер на черно поле g7 · черна пешка на бяло поле h7 · черна пешка на черно поле d6 · черен кон на черно поле f6 · черна пешка на бяло поле g6 · бяла пешка на бяло поле h5 · черен топ на бяло поле c4 · бял кон на черно поле d4 · бяла пешка на бяло поле e4 · бял кон на черно поле c3 · бял офицер на черно поле e3 · бяла пешка на бяло поле f3 · бяла пешка на бяло поле a2 · бяла пешка на черно поле b2 · бяла пешка на бяло поле c2 · бяла дама на черно поле d2 · бяла пешка на бяло поле g2 · бял цар на черно поле c1 · бял топ на бяло поле d1 · бял топ на бяло поле h1 | черна дама на черно поле d8 · черен топ на черно поле f8 · черен цар на бяло поле g8 · черна пешка на черно поле a7 · черна пешка на бяло поле b7 · черен офицер на бяло поле d7 · черна пешка на черно поле e7 · черна пешка на бяло поле f7 · черен офицер на черно поле g7 · черна пешка на бяло поле h7 · черна пешка на черно поле d6 · черен кон на черно поле f6 · черна пешка на бяло поле g6 · бяла пешка на бяло поле h5 · черен топ на бяло поле c4 · бял кон на черно поле d4 · бяла пешка на бяло поле e4 · бял кон на черно поле c3 · бял офицер на черно поле e3 · бяла пешка на бяло поле f3 · бяла пешка на бяло поле a2 · бяла пешка на черно поле b2 · бяла пешка на бяло поле c2 · бяла дама на черно поле d2 · бяла пешка на бяло поле g2 · бял цар на черно поле c1 · бял топ на бяло поле d1 · бял топ на бяло поле h1 | 5 |
| 4 | черна дама на черно поле d8 · черен топ на черно поле f8 · черен цар на бяло поле g8 · черна пешка на черно поле a7 · черна пешка на бяло поле b7 · черен офицер на бяло поле d7 · черна пешка на черно поле e7 · черна пешка на бяло поле f7 · черен офицер на черно поле g7 · черна пешка на бяло поле h7 · черна пешка на черно поле d6 · черен кон на черно поле f6 · черна пешка на бяло поле g6 · бяла пешка на бяло поле h5 · черен топ на бяло поле c4 · бял кон на черно поле d4 · бяла пешка на бяло поле e4 · бял кон на черно поле c3 · бял офицер на черно поле e3 · бяла пешка на бяло поле f3 · бяла пешка на бяло поле a2 · бяла пешка на черно поле b2 · бяла пешка на бяло поле c2 · бяла дама на черно поле d2 · бяла пешка на бяло поле g2 · бял цар на черно поле c1 · бял топ на бяло поле d1 · бял топ на бяло поле h1 | черна дама на черно поле d8 · черен топ на черно поле f8 · черен цар на бяло поле g8 · черна пешка на черно поле a7 · черна пешка на бяло поле b7 · черен офицер на бяло поле d7 · черна пешка на черно поле e7 · черна пешка на бяло поле f7 · черен офицер на черно поле g7 · черна пешка на бяло поле h7 · черна пешка на черно поле d6 · черен кон на черно поле f6 · черна пешка на бяло поле g6 · бяла пешка на бяло поле h5 · черен топ на бяло поле c4 · бял кон на черно поле d4 · бяла пешка на бяло поле e4 · бял кон на черно поле c3 · бял офицер на черно поле e3 · бяла пешка на бяло поле f3 · бяла пешка на бяло поле a2 · бяла пешка на черно поле b2 · бяла пешка на бяло поле c2 · бяла дама на черно поле d2 · бяла пешка на бяло поле g2 · бял цар на черно поле c1 · бял топ на бяло поле d1 · бял топ на бяло поле h1 | черна дама на черно поле d8 · черен топ на черно поле f8 · черен цар на бяло поле g8 · черна пешка на черно поле a7 · черна пешка на бяло поле b7 · черен офицер на бяло поле d7 · черна пешка на черно поле e7 · черна пешка на бяло поле f7 · черен офицер на черно поле g7 · черна пешка на бяло поле h7 · черна пешка на черно поле d6 · черен кон на черно поле f6 · черна пешка на бяло поле g6 · бяла пешка на бяло поле h5 · черен топ на бяло поле c4 · бял кон на черно поле d4 · бяла пешка на бяло поле e4 · бял кон на черно поле c3 · бял офицер на черно поле e3 · бяла пешка на бяло поле f3 · бяла пешка на бяло поле a2 · бяла пешка на черно поле b2 · бяла пешка на бяло поле c2 · бяла дама на черно поле d2 · бяла пешка на бяло поле g2 · бял цар на черно поле c1 · бял топ на бяло поле d1 · бял топ на бяло поле h1 | черна дама на черно поле d8 · черен топ на черно поле f8 · черен цар на бяло поле g8 · черна пешка на черно поле a7 · черна пешка на бяло поле b7 · черен офицер на бяло поле d7 · черна пешка на черно поле e7 · черна пешка на бяло поле f7 · черен офицер на черно поле g7 · черна пешка на бяло поле h7 · черна пешка на черно поле d6 · черен кон на черно поле f6 · черна пешка на бяло поле g6 · бяла пешка на бяло поле h5 · черен топ на бяло поле c4 · бял кон на черно поле d4 · бяла пешка на бяло поле e4 · бял кон на черно поле c3 · бял офицер на черно поле e3 · бяла пешка на бяло поле f3 · бяла пешка на бяло поле a2 · бяла пешка на черно поле b2 · бяла пешка на бяло поле c2 · бяла дама на черно поле d2 · бяла пешка на бяло поле g2 · бял цар на черно поле c1 · бял топ на бяло поле d1 · бял топ на бяло поле h1 | черна дама на черно поле d8 · черен топ на черно поле f8 · черен цар на бяло поле g8 · черна пешка на черно поле a7 · черна пешка на бяло поле b7 · черен офицер на бяло поле d7 · черна пешка на черно поле e7 · черна пешка на бяло поле f7 · черен офицер на черно поле g7 · черна пешка на бяло поле h7 · черна пешка на черно поле d6 · черен кон на черно поле f6 · черна пешка на бяло поле g6 · бяла пешка на бяло поле h5 · черен топ на бяло поле c4 · бял кон на черно поле d4 · бяла пешка на бяло поле e4 · бял кон на черно поле c3 · бял офицер на черно поле e3 · бяла пешка на бяло поле f3 · бяла пешка на бяло поле a2 · бяла пешка на черно поле b2 · бяла пешка на бяло поле c2 · бяла дама на черно поле d2 · бяла пешка на бяло поле g2 · бял цар на черно поле c1 · бял топ на бяло поле d1 · бял топ на бяло поле h1 | черна дама на черно поле d8 · черен топ на черно поле f8 · черен цар на бяло поле g8 · черна пешка на черно поле a7 · черна пешка на бяло поле b7 · черен офицер на бяло поле d7 · черна пешка на черно поле e7 · черна пешка на бяло поле f7 · черен офицер на черно поле g7 · черна пешка на бяло поле h7 · черна пешка на черно поле d6 · черен кон на черно поле f6 · черна пешка на бяло поле g6 · бяла пешка на бяло поле h5 · черен топ на бяло поле c4 · бял кон на черно поле d4 · бяла пешка на бяло поле e4 · бял кон на черно поле c3 · бял офицер на черно поле e3 · бяла пешка на бяло поле f3 · бяла пешка на бяло поле a2 · бяла пешка на черно поле b2 · бяла пешка на бяло поле c2 · бяла дама на черно поле d2 · бяла пешка на бяло поле g2 · бял цар на черно поле c1 · бял топ на бяло поле d1 · бял топ на бяло поле h1 | черна дама на черно поле d8 · черен топ на черно поле f8 · черен цар на бяло поле g8 · черна пешка на черно поле a7 · черна пешка на бяло поле b7 · черен офицер на бяло поле d7 · черна пешка на черно поле e7 · черна пешка на бяло поле f7 · черен офицер на черно поле g7 · черна пешка на бяло поле h7 · черна пешка на черно поле d6 · черен кон на черно поле f6 · черна пешка на бяло поле g6 · бяла пешка на бяло поле h5 · черен топ на бяло поле c4 · бял кон на черно поле d4 · бяла пешка на бяло поле e4 · бял кон на черно поле c3 · бял офицер на черно поле e3 · бяла пешка на бяло поле f3 · бяла пешка на бяло поле a2 · бяла пешка на черно поле b2 · бяла пешка на бяло поле c2 · бяла дама на черно поле d2 · бяла пешка на бяло поле g2 · бял цар на черно поле c1 · бял топ на бяло поле d1 · бял топ на бяло поле h1 | черна дама на черно поле d8 · черен топ на черно поле f8 · черен цар на бяло поле g8 · черна пешка на черно поле a7 · черна пешка на бяло поле b7 · черен офицер на бяло поле d7 · черна пешка на черно поле e7 · черна пешка на бяло поле f7 · черен офицер на черно поле g7 · черна пешка на бяло поле h7 · черна пешка на черно поле d6 · черен кон на черно поле f6 · черна пешка на бяло поле g6 · бяла пешка на бяло поле h5 · черен топ на бяло поле c4 · бял кон на черно поле d4 · бяла пешка на бяло поле e4 · бял кон на черно поле c3 · бял офицер на черно поле e3 · бяла пешка на бяло поле f3 · бяла пешка на бяло поле a2 · бяла пешка на черно поле b2 · бяла пешка на бяло поле c2 · бяла дама на черно поле d2 · бяла пешка на бяло поле g2 · бял цар на черно поле c1 · бял топ на бяло поле d1 · бял топ на бяло поле h1 | 4 |
| 3 | черна дама на черно поле d8 · черен топ на черно поле f8 · черен цар на бяло поле g8 · черна пешка на черно поле a7 · черна пешка на бяло поле b7 · черен офицер на бяло поле d7 · черна пешка на черно поле e7 · черна пешка на бяло поле f7 · черен офицер на черно поле g7 · черна пешка на бяло поле h7 · черна пешка на черно поле d6 · черен кон на черно поле f6 · черна пешка на бяло поле g6 · бяла пешка на бяло поле h5 · черен топ на бяло поле c4 · бял кон на черно поле d4 · бяла пешка на бяло поле e4 · бял кон на черно поле c3 · бял офицер на черно поле e3 · бяла пешка на бяло поле f3 · бяла пешка на бяло поле a2 · бяла пешка на черно поле b2 · бяла пешка на бяло поле c2 · бяла дама на черно поле d2 · бяла пешка на бяло поле g2 · бял цар на черно поле c1 · бял топ на бяло поле d1 · бял топ на бяло поле h1 | черна дама на черно поле d8 · черен топ на черно поле f8 · черен цар на бяло поле g8 · черна пешка на черно поле a7 · черна пешка на бяло поле b7 · черен офицер на бяло поле d7 · черна пешка на черно поле e7 · черна пешка на бяло поле f7 · черен офицер на черно поле g7 · черна пешка на бяло поле h7 · черна пешка на черно поле d6 · черен кон на черно поле f6 · черна пешка на бяло поле g6 · бяла пешка на бяло поле h5 · черен топ на бяло поле c4 · бял кон на черно поле d4 · бяла пешка на бяло поле e4 · бял кон на черно поле c3 · бял офицер на черно поле e3 · бяла пешка на бяло поле f3 · бяла пешка на бяло поле a2 · бяла пешка на черно поле b2 · бяла пешка на бяло поле c2 · бяла дама на черно поле d2 · бяла пешка на бяло поле g2 · бял цар на черно поле c1 · бял топ на бяло поле d1 · бял топ на бяло поле h1 | черна дама на черно поле d8 · черен топ на черно поле f8 · черен цар на бяло поле g8 · черна пешка на черно поле a7 · черна пешка на бяло поле b7 · черен офицер на бяло поле d7 · черна пешка на черно поле e7 · черна пешка на бяло поле f7 · черен офицер на черно поле g7 · черна пешка на бяло поле h7 · черна пешка на черно поле d6 · черен кон на черно поле f6 · черна пешка на бяло поле g6 · бяла пешка на бяло поле h5 · черен топ на бяло поле c4 · бял кон на черно поле d4 · бяла пешка на бяло поле e4 · бял кон на черно поле c3 · бял офицер на черно поле e3 · бяла пешка на бяло поле f3 · бяла пешка на бяло поле a2 · бяла пешка на черно поле b2 · бяла пешка на бяло поле c2 · бяла дама на черно поле d2 · бяла пешка на бяло поле g2 · бял цар на черно поле c1 · бял топ на бяло поле d1 · бял топ на бяло поле h1 | черна дама на черно поле d8 · черен топ на черно поле f8 · черен цар на бяло поле g8 · черна пешка на черно поле a7 · черна пешка на бяло поле b7 · черен офицер на бяло поле d7 · черна пешка на черно поле e7 · черна пешка на бяло поле f7 · черен офицер на черно поле g7 · черна пешка на бяло поле h7 · черна пешка на черно поле d6 · черен кон на черно поле f6 · черна пешка на бяло поле g6 · бяла пешка на бяло поле h5 · черен топ на бяло поле c4 · бял кон на черно поле d4 · бяла пешка на бяло поле e4 · бял кон на черно поле c3 · бял офицер на черно поле e3 · бяла пешка на бяло поле f3 · бяла пешка на бяло поле a2 · бяла пешка на черно поле b2 · бяла пешка на бяло поле c2 · бяла дама на черно поле d2 · бяла пешка на бяло поле g2 · бял цар на черно поле c1 · бял топ на бяло поле d1 · бял топ на бяло поле h1 | черна дама на черно поле d8 · черен топ на черно поле f8 · черен цар на бяло поле g8 · черна пешка на черно поле a7 · черна пешка на бяло поле b7 · черен офицер на бяло поле d7 · черна пешка на черно поле e7 · черна пешка на бяло поле f7 · черен офицер на черно поле g7 · черна пешка на бяло поле h7 · черна пешка на черно поле d6 · черен кон на черно поле f6 · черна пешка на бяло поле g6 · бяла пешка на бяло поле h5 · черен топ на бяло поле c4 · бял кон на черно поле d4 · бяла пешка на бяло поле e4 · бял кон на черно поле c3 · бял офицер на черно поле e3 · бяла пешка на бяло поле f3 · бяла пешка на бяло поле a2 · бяла пешка на черно поле b2 · бяла пешка на бяло поле c2 · бяла дама на черно поле d2 · бяла пешка на бяло поле g2 · бял цар на черно поле c1 · бял топ на бяло поле d1 · бял топ на бяло поле h1 | черна дама на черно поле d8 · черен топ на черно поле f8 · черен цар на бяло поле g8 · черна пешка на черно поле a7 · черна пешка на бяло поле b7 · черен офицер на бяло поле d7 · черна пешка на черно поле e7 · черна пешка на бяло поле f7 · черен офицер на черно поле g7 · черна пешка на бяло поле h7 · черна пешка на черно поле d6 · черен кон на черно поле f6 · черна пешка на бяло поле g6 · бяла пешка на бяло поле h5 · черен топ на бяло поле c4 · бял кон на черно поле d4 · бяла пешка на бяло поле e4 · бял кон на черно поле c3 · бял офицер на черно поле e3 · бяла пешка на бяло поле f3 · бяла пешка на бяло поле a2 · бяла пешка на черно поле b2 · бяла пешка на бяло поле c2 · бяла дама на черно поле d2 · бяла пешка на бяло поле g2 · бял цар на черно поле c1 · бял топ на бяло поле d1 · бял топ на бяло поле h1 | черна дама на черно поле d8 · черен топ на черно поле f8 · черен цар на бяло поле g8 · черна пешка на черно поле a7 · черна пешка на бяло поле b7 · черен офицер на бяло поле d7 · черна пешка на черно поле e7 · черна пешка на бяло поле f7 · черен офицер на черно поле g7 · черна пешка на бяло поле h7 · черна пешка на черно поле d6 · черен кон на черно поле f6 · черна пешка на бяло поле g6 · бяла пешка на бяло поле h5 · черен топ на бяло поле c4 · бял кон на черно поле d4 · бяла пешка на бяло поле e4 · бял кон на черно поле c3 · бял офицер на черно поле e3 · бяла пешка на бяло поле f3 · бяла пешка на бяло поле a2 · бяла пешка на черно поле b2 · бяла пешка на бяло поле c2 · бяла дама на черно поле d2 · бяла пешка на бяло поле g2 · бял цар на черно поле c1 · бял топ на бяло поле d1 · бял топ на бяло поле h1 | черна дама на черно поле d8 · черен топ на черно поле f8 · черен цар на бяло поле g8 · черна пешка на черно поле a7 · черна пешка на бяло поле b7 · черен офицер на бяло поле d7 · черна пешка на черно поле e7 · черна пешка на бяло поле f7 · черен офицер на черно поле g7 · черна пешка на бяло поле h7 · черна пешка на черно поле d6 · черен кон на черно поле f6 · черна пешка на бяло поле g6 · бяла пешка на бяло поле h5 · черен топ на бяло поле c4 · бял кон на черно поле d4 · бяла пешка на бяло поле e4 · бял кон на черно поле c3 · бял офицер на черно поле e3 · бяла пешка на бяло поле f3 · бяла пешка на бяло поле a2 · бяла пешка на черно поле b2 · бяла пешка на бяло поле c2 · бяла дама на черно поле d2 · бяла пешка на бяло поле g2 · бял цар на черно поле c1 · бял топ на бяло поле d1 · бял топ на бяло поле h1 | 3 |
| 2 | черна дама на черно поле d8 · черен топ на черно поле f8 · черен цар на бяло поле g8 · черна пешка на черно поле a7 · черна пешка на бяло поле b7 · черен офицер на бяло поле d7 · черна пешка на черно поле e7 · черна пешка на бяло поле f7 · черен офицер на черно поле g7 · черна пешка на бяло поле h7 · черна пешка на черно поле d6 · черен кон на черно поле f6 · черна пешка на бяло поле g6 · бяла пешка на бяло поле h5 · черен топ на бяло поле c4 · бял кон на черно поле d4 · бяла пешка на бяло поле e4 · бял кон на черно поле c3 · бял офицер на черно поле e3 · бяла пешка на бяло поле f3 · бяла пешка на бяло поле a2 · бяла пешка на черно поле b2 · бяла пешка на бяло поле c2 · бяла дама на черно поле d2 · бяла пешка на бяло поле g2 · бял цар на черно поле c1 · бял топ на бяло поле d1 · бял топ на бяло поле h1 | черна дама на черно поле d8 · черен топ на черно поле f8 · черен цар на бяло поле g8 · черна пешка на черно поле a7 · черна пешка на бяло поле b7 · черен офицер на бяло поле d7 · черна пешка на черно поле e7 · черна пешка на бяло поле f7 · черен офицер на черно поле g7 · черна пешка на бяло поле h7 · черна пешка на черно поле d6 · черен кон на черно поле f6 · черна пешка на бяло поле g6 · бяла пешка на бяло поле h5 · черен топ на бяло поле c4 · бял кон на черно поле d4 · бяла пешка на бяло поле e4 · бял кон на черно поле c3 · бял офицер на черно поле e3 · бяла пешка на бяло поле f3 · бяла пешка на бяло поле a2 · бяла пешка на черно поле b2 · бяла пешка на бяло поле c2 · бяла дама на черно поле d2 · бяла пешка на бяло поле g2 · бял цар на черно поле c1 · бял топ на бяло поле d1 · бял топ на бяло поле h1 | черна дама на черно поле d8 · черен топ на черно поле f8 · черен цар на бяло поле g8 · черна пешка на черно поле a7 · черна пешка на бяло поле b7 · черен офицер на бяло поле d7 · черна пешка на черно поле e7 · черна пешка на бяло поле f7 · черен офицер на черно поле g7 · черна пешка на бяло поле h7 · черна пешка на черно поле d6 · черен кон на черно поле f6 · черна пешка на бяло поле g6 · бяла пешка на бяло поле h5 · черен топ на бяло поле c4 · бял кон на черно поле d4 · бяла пешка на бяло поле e4 · бял кон на черно поле c3 · бял офицер на черно поле e3 · бяла пешка на бяло поле f3 · бяла пешка на бяло поле a2 · бяла пешка на черно поле b2 · бяла пешка на бяло поле c2 · бяла дама на черно поле d2 · бяла пешка на бяло поле g2 · бял цар на черно поле c1 · бял топ на бяло поле d1 · бял топ на бяло поле h1 | черна дама на черно поле d8 · черен топ на черно поле f8 · черен цар на бяло поле g8 · черна пешка на черно поле a7 · черна пешка на бяло поле b7 · черен офицер на бяло поле d7 · черна пешка на черно поле e7 · черна пешка на бяло поле f7 · черен офицер на черно поле g7 · черна пешка на бяло поле h7 · черна пешка на черно поле d6 · черен кон на черно поле f6 · черна пешка на бяло поле g6 · бяла пешка на бяло поле h5 · черен топ на бяло поле c4 · бял кон на черно поле d4 · бяла пешка на бяло поле e4 · бял кон на черно поле c3 · бял офицер на черно поле e3 · бяла пешка на бяло поле f3 · бяла пешка на бяло поле a2 · бяла пешка на черно поле b2 · бяла пешка на бяло поле c2 · бяла дама на черно поле d2 · бяла пешка на бяло поле g2 · бял цар на черно поле c1 · бял топ на бяло поле d1 · бял топ на бяло поле h1 | черна дама на черно поле d8 · черен топ на черно поле f8 · черен цар на бяло поле g8 · черна пешка на черно поле a7 · черна пешка на бяло поле b7 · черен офицер на бяло поле d7 · черна пешка на черно поле e7 · черна пешка на бяло поле f7 · черен офицер на черно поле g7 · черна пешка на бяло поле h7 · черна пешка на черно поле d6 · черен кон на черно поле f6 · черна пешка на бяло поле g6 · бяла пешка на бяло поле h5 · черен топ на бяло поле c4 · бял кон на черно поле d4 · бяла пешка на бяло поле e4 · бял кон на черно поле c3 · бял офицер на черно поле e3 · бяла пешка на бяло поле f3 · бяла пешка на бяло поле a2 · бяла пешка на черно поле b2 · бяла пешка на бяло поле c2 · бяла дама на черно поле d2 · бяла пешка на бяло поле g2 · бял цар на черно поле c1 · бял топ на бяло поле d1 · бял топ на бяло поле h1 | черна дама на черно поле d8 · черен топ на черно поле f8 · черен цар на бяло поле g8 · черна пешка на черно поле a7 · черна пешка на бяло поле b7 · черен офицер на бяло поле d7 · черна пешка на черно поле e7 · черна пешка на бяло поле f7 · черен офицер на черно поле g7 · черна пешка на бяло поле h7 · черна пешка на черно поле d6 · черен кон на черно поле f6 · черна пешка на бяло поле g6 · бяла пешка на бяло поле h5 · черен топ на бяло поле c4 · бял кон на черно поле d4 · бяла пешка на бяло поле e4 · бял кон на черно поле c3 · бял офицер на черно поле e3 · бяла пешка на бяло поле f3 · бяла пешка на бяло поле a2 · бяла пешка на черно поле b2 · бяла пешка на бяло поле c2 · бяла дама на черно поле d2 · бяла пешка на бяло поле g2 · бял цар на черно поле c1 · бял топ на бяло поле d1 · бял топ на бяло поле h1 | черна дама на черно поле d8 · черен топ на черно поле f8 · черен цар на бяло поле g8 · черна пешка на черно поле a7 · черна пешка на бяло поле b7 · черен офицер на бяло поле d7 · черна пешка на черно поле e7 · черна пешка на бяло поле f7 · черен офицер на черно поле g7 · черна пешка на бяло поле h7 · черна пешка на черно поле d6 · черен кон на черно поле f6 · черна пешка на бяло поле g6 · бяла пешка на бяло поле h5 · черен топ на бяло поле c4 · бял кон на черно поле d4 · бяла пешка на бяло поле e4 · бял кон на черно поле c3 · бял офицер на черно поле e3 · бяла пешка на бяло поле f3 · бяла пешка на бяло поле a2 · бяла пешка на черно поле b2 · бяла пешка на бяло поле c2 · бяла дама на черно поле d2 · бяла пешка на бяло поле g2 · бял цар на черно поле c1 · бял топ на бяло поле d1 · бял топ на бяло поле h1 | черна дама на черно поле d8 · черен топ на черно поле f8 · черен цар на бяло поле g8 · черна пешка на черно поле a7 · черна пешка на бяло поле b7 · черен офицер на бяло поле d7 · черна пешка на черно поле e7 · черна пешка на бяло поле f7 · черен офицер на черно поле g7 · черна пешка на бяло поле h7 · черна пешка на черно поле d6 · черен кон на черно поле f6 · черна пешка на бяло поле g6 · бяла пешка на бяло поле h5 · черен топ на бяло поле c4 · бял кон на черно поле d4 · бяла пешка на бяло поле e4 · бял кон на черно поле c3 · бял офицер на черно поле e3 · бяла пешка на бяло поле f3 · бяла пешка на бяло поле a2 · бяла пешка на черно поле b2 · бяла пешка на бяло поле c2 · бяла дама на черно поле d2 · бяла пешка на бяло поле g2 · бял цар на черно поле c1 · бял топ на бяло поле d1 · бял топ на бяло поле h1 | 2 |
| 1 | черна дама на черно поле d8 · черен топ на черно поле f8 · черен цар на бяло поле g8 · черна пешка на черно поле a7 · черна пешка на бяло поле b7 · черен офицер на бяло поле d7 · черна пешка на черно поле e7 · черна пешка на бяло поле f7 · черен офицер на черно поле g7 · черна пешка на бяло поле h7 · черна пешка на черно поле d6 · черен кон на черно поле f6 · черна пешка на бяло поле g6 · бяла пешка на бяло поле h5 · черен топ на бяло поле c4 · бял кон на черно поле d4 · бяла пешка на бяло поле e4 · бял кон на черно поле c3 · бял офицер на черно поле e3 · бяла пешка на бяло поле f3 · бяла пешка на бяло поле a2 · бяла пешка на черно поле b2 · бяла пешка на бяло поле c2 · бяла дама на черно поле d2 · бяла пешка на бяло поле g2 · бял цар на черно поле c1 · бял топ на бяло поле d1 · бял топ на бяло поле h1 | черна дама на черно поле d8 · черен топ на черно поле f8 · черен цар на бяло поле g8 · черна пешка на черно поле a7 · черна пешка на бяло поле b7 · черен офицер на бяло поле d7 · черна пешка на черно поле e7 · черна пешка на бяло поле f7 · черен офицер на черно поле g7 · черна пешка на бяло поле h7 · черна пешка на черно поле d6 · черен кон на черно поле f6 · черна пешка на бяло поле g6 · бяла пешка на бяло поле h5 · черен топ на бяло поле c4 · бял кон на черно поле d4 · бяла пешка на бяло поле e4 · бял кон на черно поле c3 · бял офицер на черно поле e3 · бяла пешка на бяло поле f3 · бяла пешка на бяло поле a2 · бяла пешка на черно поле b2 · бяла пешка на бяло поле c2 · бяла дама на черно поле d2 · бяла пешка на бяло поле g2 · бял цар на черно поле c1 · бял топ на бяло поле d1 · бял топ на бяло поле h1 | черна дама на черно поле d8 · черен топ на черно поле f8 · черен цар на бяло поле g8 · черна пешка на черно поле a7 · черна пешка на бяло поле b7 · черен офицер на бяло поле d7 · черна пешка на черно поле e7 · черна пешка на бяло поле f7 · черен офицер на черно поле g7 · черна пешка на бяло поле h7 · черна пешка на черно поле d6 · черен кон на черно поле f6 · черна пешка на бяло поле g6 · бяла пешка на бяло поле h5 · черен топ на бяло поле c4 · бял кон на черно поле d4 · бяла пешка на бяло поле e4 · бял кон на черно поле c3 · бял офицер на черно поле e3 · бяла пешка на бяло поле f3 · бяла пешка на бяло поле a2 · бяла пешка на черно поле b2 · бяла пешка на бяло поле c2 · бяла дама на черно поле d2 · бяла пешка на бяло поле g2 · бял цар на черно поле c1 · бял топ на бяло поле d1 · бял топ на бяло поле h1 | черна дама на черно поле d8 · черен топ на черно поле f8 · черен цар на бяло поле g8 · черна пешка на черно поле a7 · черна пешка на бяло поле b7 · черен офицер на бяло поле d7 · черна пешка на черно поле e7 · черна пешка на бяло поле f7 · черен офицер на черно поле g7 · черна пешка на бяло поле h7 · черна пешка на черно поле d6 · черен кон на черно поле f6 · черна пешка на бяло поле g6 · бяла пешка на бяло поле h5 · черен топ на бяло поле c4 · бял кон на черно поле d4 · бяла пешка на бяло поле e4 · бял кон на черно поле c3 · бял офицер на черно поле e3 · бяла пешка на бяло поле f3 · бяла пешка на бяло поле a2 · бяла пешка на черно поле b2 · бяла пешка на бяло поле c2 · бяла дама на черно поле d2 · бяла пешка на бяло поле g2 · бял цар на черно поле c1 · бял топ на бяло поле d1 · бял топ на бяло поле h1 | черна дама на черно поле d8 · черен топ на черно поле f8 · черен цар на бяло поле g8 · черна пешка на черно поле a7 · черна пешка на бяло поле b7 · черен офицер на бяло поле d7 · черна пешка на черно поле e7 · черна пешка на бяло поле f7 · черен офицер на черно поле g7 · черна пешка на бяло поле h7 · черна пешка на черно поле d6 · черен кон на черно поле f6 · черна пешка на бяло поле g6 · бяла пешка на бяло поле h5 · черен топ на бяло поле c4 · бял кон на черно поле d4 · бяла пешка на бяло поле e4 · бял кон на черно поле c3 · бял офицер на черно поле e3 · бяла пешка на бяло поле f3 · бяла пешка на бяло поле a2 · бяла пешка на черно поле b2 · бяла пешка на бяло поле c2 · бяла дама на черно поле d2 · бяла пешка на бяло поле g2 · бял цар на черно поле c1 · бял топ на бяло поле d1 · бял топ на бяло поле h1 | черна дама на черно поле d8 · черен топ на черно поле f8 · черен цар на бяло поле g8 · черна пешка на черно поле a7 · черна пешка на бяло поле b7 · черен офицер на бяло поле d7 · черна пешка на черно поле e7 · черна пешка на бяло поле f7 · черен офицер на черно поле g7 · черна пешка на бяло поле h7 · черна пешка на черно поле d6 · черен кон на черно поле f6 · черна пешка на бяло поле g6 · бяла пешка на бяло поле h5 · черен топ на бяло поле c4 · бял кон на черно поле d4 · бяла пешка на бяло поле e4 · бял кон на черно поле c3 · бял офицер на черно поле e3 · бяла пешка на бяло поле f3 · бяла пешка на бяло поле a2 · бяла пешка на черно поле b2 · бяла пешка на бяло поле c2 · бяла дама на черно поле d2 · бяла пешка на бяло поле g2 · бял цар на черно поле c1 · бял топ на бяло поле d1 · бял топ на бяло поле h1 | черна дама на черно поле d8 · черен топ на черно поле f8 · черен цар на бяло поле g8 · черна пешка на черно поле a7 · черна пешка на бяло поле b7 · черен офицер на бяло поле d7 · черна пешка на черно поле e7 · черна пешка на бяло поле f7 · черен офицер на черно поле g7 · черна пешка на бяло поле h7 · черна пешка на черно поле d6 · черен кон на черно поле f6 · черна пешка на бяло поле g6 · бяла пешка на бяло поле h5 · черен топ на бяло поле c4 · бял кон на черно поле d4 · бяла пешка на бяло поле e4 · бял кон на черно поле c3 · бял офицер на черно поле e3 · бяла пешка на бяло поле f3 · бяла пешка на бяло поле a2 · бяла пешка на черно поле b2 · бяла пешка на бяло поле c2 · бяла дама на черно поле d2 · бяла пешка на бяло поле g2 · бял цар на черно поле c1 · бял топ на бяло поле d1 · бял топ на бяло поле h1 | черна дама на черно поле d8 · черен топ на черно поле f8 · черен цар на бяло поле g8 · черна пешка на черно поле a7 · черна пешка на бяло поле b7 · черен офицер на бяло поле d7 · черна пешка на черно поле e7 · черна пешка на бяло поле f7 · черен офицер на черно поле g7 · черна пешка на бяло поле h7 · черна пешка на черно поле d6 · черен кон на черно поле f6 · черна пешка на бяло поле g6 · бяла пешка на бяло поле h5 · черен топ на бяло поле c4 · бял кон на черно поле d4 · бяла пешка на бяло поле e4 · бял кон на черно поле c3 · бял офицер на черно поле e3 · бяла пешка на бяло поле f3 · бяла пешка на бяло поле a2 · бяла пешка на черно поле b2 · бяла пешка на бяло поле c2 · бяла дама на черно поле d2 · бяла пешка на бяло поле g2 · бял цар на черно поле c1 · бял топ на бяло поле d1 · бял топ на бяло поле h1 | 1 |
|   | a | b | c | d | e | f | g | h |   |

17.Д:c3 Oe6 18.Дc2 Tac8 19.Дb1 Tc7 20. Td2 Tdc8 21.K:e6 f:e6!? (диаграма 5). В ключовия момент Каспаров избира това, което изглежда най-естествено – защита на изолираната пешка d5. Но този естествен ход може да се окаже неточен, защото отслабва полето g6 и го освобождава за бялата дама и офицер, които създават натиск по диагонала b1-h7 и изтласкват черния цар към центъра на открито, което се оказва решаващо. 22.Og4 Tc4 23.h3 Дc6 24.Цh8 25.Tfd1 a5 26.b3 Tc3 27.Дe2 Tf8 28.Oh5 b5 29.Og6 Od8 30.Od3 b4 31.Дg4 Дe8 32.e4 Og5 33.Tc2 T:c2 34.O:c2 Дc6 35.Дe2 Дc5 36.Tf1 Дc3 37.e:d5 e:d5. Карпов отново създава изолирана черна пешка на d5 и тази позиционна слабост на черните вече не може да бъде преодоляна. Черният 
|   | a | b | c | d | e | f | g | h |   |
| 8 | черен цар на черно поле f8 · черна дама на бяло поле d7 · черен топ на бяло поле f7 · черна пешка на черно поле g7 · бял офицер на бяло поле h7 · черна пешка на черно поле h6 · черна пешка на черно поле a5 · бяла дама на черно поле e5 · черна пешка на черно поле b4 · черна пешка на черно поле d4 · бял топ на бяло поле e4 · бяла пешка на черно поле h4 · бяла пешка на бяло поле b3 · черен офицер на черно поле c3 · бяла пешка на черно поле g3 · бяла пешка на бяло поле a2 · бяла пешка на черно поле f2 · бял цар на бяло поле g2 | черен цар на черно поле f8 · черна дама на бяло поле d7 · черен топ на бяло поле f7 · черна пешка на черно поле g7 · бял офицер на бяло поле h7 · черна пешка на черно поле h6 · черна пешка на черно поле a5 · бяла дама на черно поле e5 · черна пешка на черно поле b4 · черна пешка на черно поле d4 · бял топ на бяло поле e4 · бяла пешка на черно поле h4 · бяла пешка на бяло поле b3 · черен офицер на черно поле c3 · бяла пешка на черно поле g3 · бяла пешка на бяло поле a2 · бяла пешка на черно поле f2 · бял цар на бяло поле g2 | черен цар на черно поле f8 · черна дама на бяло поле d7 · черен топ на бяло поле f7 · черна пешка на черно поле g7 · бял офицер на бяло поле h7 · черна пешка на черно поле h6 · черна пешка на черно поле a5 · бяла дама на черно поле e5 · черна пешка на черно поле b4 · черна пешка на черно поле d4 · бял топ на бяло поле e4 · бяла пешка на черно поле h4 · бяла пешка на бяло поле b3 · черен офицер на черно поле c3 · бяла пешка на черно поле g3 · бяла пешка на бяло поле a2 · бяла пешка на черно поле f2 · бял цар на бяло поле g2 | черен цар на черно поле f8 · черна дама на бяло поле d7 · черен топ на бяло поле f7 · черна пешка на черно поле g7 · бял офицер на бяло поле h7 · черна пешка на черно поле h6 · черна пешка на черно поле a5 · бяла дама на черно поле e5 · черна пешка на черно поле b4 · черна пешка на черно поле d4 · бял топ на бяло поле e4 · бяла пешка на черно поле h4 · бяла пешка на бяло поле b3 · черен офицер на черно поле c3 · бяла пешка на черно поле g3 · бяла пешка на бяло поле a2 · бяла пешка на черно поле f2 · бял цар на бяло поле g2 | черен цар на черно поле f8 · черна дама на бяло поле d7 · черен топ на бяло поле f7 · черна пешка на черно поле g7 · бял офицер на бяло поле h7 · черна пешка на черно поле h6 · черна пешка на черно поле a5 · бяла дама на черно поле e5 · черна пешка на черно поле b4 · черна пешка на черно поле d4 · бял топ на бяло поле e4 · бяла пешка на черно поле h4 · бяла пешка на бяло поле b3 · черен офицер на черно поле c3 · бяла пешка на черно поле g3 · бяла пешка на бяло поле a2 · бяла пешка на черно поле f2 · бял цар на бяло поле g2 | черен цар на черно поле f8 · черна дама на бяло поле d7 · черен топ на бяло поле f7 · черна пешка на черно поле g7 · бял офицер на бяло поле h7 · черна пешка на черно поле h6 · черна пешка на черно поле a5 · бяла дама на черно поле e5 · черна пешка на черно поле b4 · черна пешка на черно поле d4 · бял топ на бяло поле e4 · бяла пешка на черно поле h4 · бяла пешка на бяло поле b3 · черен офицер на черно поле c3 · бяла пешка на черно поле g3 · бяла пешка на бяло поле a2 · бяла пешка на черно поле f2 · бял цар на бяло поле g2 | черен цар на черно поле f8 · черна дама на бяло поле d7 · черен топ на бяло поле f7 · черна пешка на черно поле g7 · бял офицер на бяло поле h7 · черна пешка на черно поле h6 · черна пешка на черно поле a5 · бяла дама на черно поле e5 · черна пешка на черно поле b4 · черна пешка на черно поле d4 · бял топ на бяло поле e4 · бяла пешка на черно поле h4 · бяла пешка на бяло поле b3 · черен офицер на черно поле c3 · бяла пешка на черно поле g3 · бяла пешка на бяло поле a2 · бяла пешка на черно поле f2 · бял цар на бяло поле g2 | черен цар на черно поле f8 · черна дама на бяло поле d7 · черен топ на бяло поле f7 · черна пешка на черно поле g7 · бял офицер на бяло поле h7 · черна пешка на черно поле h6 · черна пешка на черно поле a5 · бяла дама на черно поле e5 · черна пешка на черно поле b4 · черна пешка на черно поле d4 · бял топ на бяло поле e4 · бяла пешка на черно поле h4 · бяла пешка на бяло поле b3 · черен офицер на черно поле c3 · бяла пешка на черно поле g3 · бяла пешка на бяло поле a2 · бяла пешка на черно поле f2 · бял цар на бяло поле g2 | 8 |
| 7 | черен цар на черно поле f8 · черна дама на бяло поле d7 · черен топ на бяло поле f7 · черна пешка на черно поле g7 · бял офицер на бяло поле h7 · черна пешка на черно поле h6 · черна пешка на черно поле a5 · бяла дама на черно поле e5 · черна пешка на черно поле b4 · черна пешка на черно поле d4 · бял топ на бяло поле e4 · бяла пешка на черно поле h4 · бяла пешка на бяло поле b3 · черен офицер на черно поле c3 · бяла пешка на черно поле g3 · бяла пешка на бяло поле a2 · бяла пешка на черно поле f2 · бял цар на бяло поле g2 | черен цар на черно поле f8 · черна дама на бяло поле d7 · черен топ на бяло поле f7 · черна пешка на черно поле g7 · бял офицер на бяло поле h7 · черна пешка на черно поле h6 · черна пешка на черно поле a5 · бяла дама на черно поле e5 · черна пешка на черно поле b4 · черна пешка на черно поле d4 · бял топ на бяло поле e4 · бяла пешка на черно поле h4 · бяла пешка на бяло поле b3 · черен офицер на черно поле c3 · бяла пешка на черно поле g3 · бяла пешка на бяло поле a2 · бяла пешка на черно поле f2 · бял цар на бяло поле g2 | черен цар на черно поле f8 · черна дама на бяло поле d7 · черен топ на бяло поле f7 · черна пешка на черно поле g7 · бял офицер на бяло поле h7 · черна пешка на черно поле h6 · черна пешка на черно поле a5 · бяла дама на черно поле e5 · черна пешка на черно поле b4 · черна пешка на черно поле d4 · бял топ на бяло поле e4 · бяла пешка на черно поле h4 · бяла пешка на бяло поле b3 · черен офицер на черно поле c3 · бяла пешка на черно поле g3 · бяла пешка на бяло поле a2 · бяла пешка на черно поле f2 · бял цар на бяло поле g2 | черен цар на черно поле f8 · черна дама на бяло поле d7 · черен топ на бяло поле f7 · черна пешка на черно поле g7 · бял офицер на бяло поле h7 · черна пешка на черно поле h6 · черна пешка на черно поле a5 · бяла дама на черно поле e5 · черна пешка на черно поле b4 · черна пешка на черно поле d4 · бял топ на бяло поле e4 · бяла пешка на черно поле h4 · бяла пешка на бяло поле b3 · черен офицер на черно поле c3 · бяла пешка на черно поле g3 · бяла пешка на бяло поле a2 · бяла пешка на черно поле f2 · бял цар на бяло поле g2 | черен цар на черно поле f8 · черна дама на бяло поле d7 · черен топ на бяло поле f7 · черна пешка на черно поле g7 · бял офицер на бяло поле h7 · черна пешка на черно поле h6 · черна пешка на черно поле a5 · бяла дама на черно поле e5 · черна пешка на черно поле b4 · черна пешка на черно поле d4 · бял топ на бяло поле e4 · бяла пешка на черно поле h4 · бяла пешка на бяло поле b3 · черен офицер на черно поле c3 · бяла пешка на черно поле g3 · бяла пешка на бяло поле a2 · бяла пешка на черно поле f2 · бял цар на бяло поле g2 | черен цар на черно поле f8 · черна дама на бяло поле d7 · черен топ на бяло поле f7 · черна пешка на черно поле g7 · бял офицер на бяло поле h7 · черна пешка на черно поле h6 · черна пешка на черно поле a5 · бяла дама на черно поле e5 · черна пешка на черно поле b4 · черна пешка на черно поле d4 · бял топ на бяло поле e4 · бяла пешка на черно поле h4 · бяла пешка на бяло поле b3 · черен офицер на черно поле c3 · бяла пешка на черно поле g3 · бяла пешка на бяло поле a2 · бяла пешка на черно поле f2 · бял цар на бяло поле g2 | черен цар на черно поле f8 · черна дама на бяло поле d7 · черен топ на бяло поле f7 · черна пешка на черно поле g7 · бял офицер на бяло поле h7 · черна пешка на черно поле h6 · черна пешка на черно поле a5 · бяла дама на черно поле e5 · черна пешка на черно поле b4 · черна пешка на черно поле d4 · бял топ на бяло поле e4 · бяла пешка на черно поле h4 · бяла пешка на бяло поле b3 · черен офицер на черно поле c3 · бяла пешка на черно поле g3 · бяла пешка на бяло поле a2 · бяла пешка на черно поле f2 · бял цар на бяло поле g2 | черен цар на черно поле f8 · черна дама на бяло поле d7 · черен топ на бяло поле f7 · черна пешка на черно поле g7 · бял офицер на бяло поле h7 · черна пешка на черно поле h6 · черна пешка на черно поле a5 · бяла дама на черно поле e5 · черна пешка на черно поле b4 · черна пешка на черно поле d4 · бял топ на бяло поле e4 · бяла пешка на черно поле h4 · бяла пешка на бяло поле b3 · черен офицер на черно поле c3 · бяла пешка на черно поле g3 · бяла пешка на бяло поле a2 · бяла пешка на черно поле f2 · бял цар на бяло поле g2 | 7 |
| 6 | черен цар на черно поле f8 · черна дама на бяло поле d7 · черен топ на бяло поле f7 · черна пешка на черно поле g7 · бял офицер на бяло поле h7 · черна пешка на черно поле h6 · черна пешка на черно поле a5 · бяла дама на черно поле e5 · черна пешка на черно поле b4 · черна пешка на черно поле d4 · бял топ на бяло поле e4 · бяла пешка на черно поле h4 · бяла пешка на бяло поле b3 · черен офицер на черно поле c3 · бяла пешка на черно поле g3 · бяла пешка на бяло поле a2 · бяла пешка на черно поле f2 · бял цар на бяло поле g2 | черен цар на черно поле f8 · черна дама на бяло поле d7 · черен топ на бяло поле f7 · черна пешка на черно поле g7 · бял офицер на бяло поле h7 · черна пешка на черно поле h6 · черна пешка на черно поле a5 · бяла дама на черно поле e5 · черна пешка на черно поле b4 · черна пешка на черно поле d4 · бял топ на бяло поле e4 · бяла пешка на черно поле h4 · бяла пешка на бяло поле b3 · черен офицер на черно поле c3 · бяла пешка на черно поле g3 · бяла пешка на бяло поле a2 · бяла пешка на черно поле f2 · бял цар на бяло поле g2 | черен цар на черно поле f8 · черна дама на бяло поле d7 · черен топ на бяло поле f7 · черна пешка на черно поле g7 · бял офицер на бяло поле h7 · черна пешка на черно поле h6 · черна пешка на черно поле a5 · бяла дама на черно поле e5 · черна пешка на черно поле b4 · черна пешка на черно поле d4 · бял топ на бяло поле e4 · бяла пешка на черно поле h4 · бяла пешка на бяло поле b3 · черен офицер на черно поле c3 · бяла пешка на черно поле g3 · бяла пешка на бяло поле a2 · бяла пешка на черно поле f2 · бял цар на бяло поле g2 | черен цар на черно поле f8 · черна дама на бяло поле d7 · черен топ на бяло поле f7 · черна пешка на черно поле g7 · бял офицер на бяло поле h7 · черна пешка на черно поле h6 · черна пешка на черно поле a5 · бяла дама на черно поле e5 · черна пешка на черно поле b4 · черна пешка на черно поле d4 · бял топ на бяло поле e4 · бяла пешка на черно поле h4 · бяла пешка на бяло поле b3 · черен офицер на черно поле c3 · бяла пешка на черно поле g3 · бяла пешка на бяло поле a2 · бяла пешка на черно поле f2 · бял цар на бяло поле g2 | черен цар на черно поле f8 · черна дама на бяло поле d7 · черен топ на бяло поле f7 · черна пешка на черно поле g7 · бял офицер на бяло поле h7 · черна пешка на черно поле h6 · черна пешка на черно поле a5 · бяла дама на черно поле e5 · черна пешка на черно поле b4 · черна пешка на черно поле d4 · бял топ на бяло поле e4 · бяла пешка на черно поле h4 · бяла пешка на бяло поле b3 · черен офицер на черно поле c3 · бяла пешка на черно поле g3 · бяла пешка на бяло поле a2 · бяла пешка на черно поле f2 · бял цар на бяло поле g2 | черен цар на черно поле f8 · черна дама на бяло поле d7 · черен топ на бяло поле f7 · черна пешка на черно поле g7 · бял офицер на бяло поле h7 · черна пешка на черно поле h6 · черна пешка на черно поле a5 · бяла дама на черно поле e5 · черна пешка на черно поле b4 · черна пешка на черно поле d4 · бял топ на бяло поле e4 · бяла пешка на черно поле h4 · бяла пешка на бяло поле b3 · черен офицер на черно поле c3 · бяла пешка на черно поле g3 · бяла пешка на бяло поле a2 · бяла пешка на черно поле f2 · бял цар на бяло поле g2 | черен цар на черно поле f8 · черна дама на бяло поле d7 · черен топ на бяло поле f7 · черна пешка на черно поле g7 · бял офицер на бяло поле h7 · черна пешка на черно поле h6 · черна пешка на черно поле a5 · бяла дама на черно поле e5 · черна пешка на черно поле b4 · черна пешка на черно поле d4 · бял топ на бяло поле e4 · бяла пешка на черно поле h4 · бяла пешка на бяло поле b3 · черен офицер на черно поле c3 · бяла пешка на черно поле g3 · бяла пешка на бяло поле a2 · бяла пешка на черно поле f2 · бял цар на бяло поле g2 | черен цар на черно поле f8 · черна дама на бяло поле d7 · черен топ на бяло поле f7 · черна пешка на черно поле g7 · бял офицер на бяло поле h7 · черна пешка на черно поле h6 · черна пешка на черно поле a5 · бяла дама на черно поле e5 · черна пешка на черно поле b4 · черна пешка на черно поле d4 · бял топ на бяло поле e4 · бяла пешка на черно поле h4 · бяла пешка на бяло поле b3 · черен офицер на черно поле c3 · бяла пешка на черно поле g3 · бяла пешка на бяло поле a2 · бяла пешка на черно поле f2 · бял цар на бяло поле g2 | 6 |
| 5 | черен цар на черно поле f8 · черна дама на бяло поле d7 · черен топ на бяло поле f7 · черна пешка на черно поле g7 · бял офицер на бяло поле h7 · черна пешка на черно поле h6 · черна пешка на черно поле a5 · бяла дама на черно поле e5 · черна пешка на черно поле b4 · черна пешка на черно поле d4 · бял топ на бяло поле e4 · бяла пешка на черно поле h4 · бяла пешка на бяло поле b3 · черен офицер на черно поле c3 · бяла пешка на черно поле g3 · бяла пешка на бяло поле a2 · бяла пешка на черно поле f2 · бял цар на бяло поле g2 | черен цар на черно поле f8 · черна дама на бяло поле d7 · черен топ на бяло поле f7 · черна пешка на черно поле g7 · бял офицер на бяло поле h7 · черна пешка на черно поле h6 · черна пешка на черно поле a5 · бяла дама на черно поле e5 · черна пешка на черно поле b4 · черна пешка на черно поле d4 · бял топ на бяло поле e4 · бяла пешка на черно поле h4 · бяла пешка на бяло поле b3 · черен офицер на черно поле c3 · бяла пешка на черно поле g3 · бяла пешка на бяло поле a2 · бяла пешка на черно поле f2 · бял цар на бяло поле g2 | черен цар на черно поле f8 · черна дама на бяло поле d7 · черен топ на бяло поле f7 · черна пешка на черно поле g7 · бял офицер на бяло поле h7 · черна пешка на черно поле h6 · черна пешка на черно поле a5 · бяла дама на черно поле e5 · черна пешка на черно поле b4 · черна пешка на черно поле d4 · бял топ на бяло поле e4 · бяла пешка на черно поле h4 · бяла пешка на бяло поле b3 · черен офицер на черно поле c3 · бяла пешка на черно поле g3 · бяла пешка на бяло поле a2 · бяла пешка на черно поле f2 · бял цар на бяло поле g2 | черен цар на черно поле f8 · черна дама на бяло поле d7 · черен топ на бяло поле f7 · черна пешка на черно поле g7 · бял офицер на бяло поле h7 · черна пешка на черно поле h6 · черна пешка на черно поле a5 · бяла дама на черно поле e5 · черна пешка на черно поле b4 · черна пешка на черно поле d4 · бял топ на бяло поле e4 · бяла пешка на черно поле h4 · бяла пешка на бяло поле b3 · черен офицер на черно поле c3 · бяла пешка на черно поле g3 · бяла пешка на бяло поле a2 · бяла пешка на черно поле f2 · бял цар на бяло поле g2 | черен цар на черно поле f8 · черна дама на бяло поле d7 · черен топ на бяло поле f7 · черна пешка на черно поле g7 · бял офицер на бяло поле h7 · черна пешка на черно поле h6 · черна пешка на черно поле a5 · бяла дама на черно поле e5 · черна пешка на черно поле b4 · черна пешка на черно поле d4 · бял топ на бяло поле e4 · бяла пешка на черно поле h4 · бяла пешка на бяло поле b3 · черен офицер на черно поле c3 · бяла пешка на черно поле g3 · бяла пешка на бяло поле a2 · бяла пешка на черно поле f2 · бял цар на бяло поле g2 | черен цар на черно поле f8 · черна дама на бяло поле d7 · черен топ на бяло поле f7 · черна пешка на черно поле g7 · бял офицер на бяло поле h7 · черна пешка на черно поле h6 · черна пешка на черно поле a5 · бяла дама на черно поле e5 · черна пешка на черно поле b4 · черна пешка на черно поле d4 · бял топ на бяло поле e4 · бяла пешка на черно поле h4 · бяла пешка на бяло поле b3 · черен офицер на черно поле c3 · бяла пешка на черно поле g3 · бяла пешка на бяло поле a2 · бяла пешка на черно поле f2 · бял цар на бяло поле g2 | черен цар на черно поле f8 · черна дама на бяло поле d7 · черен топ на бяло поле f7 · черна пешка на черно поле g7 · бял офицер на бяло поле h7 · черна пешка на черно поле h6 · черна пешка на черно поле a5 · бяла дама на черно поле e5 · черна пешка на черно поле b4 · черна пешка на черно поле d4 · бял топ на бяло поле e4 · бяла пешка на черно поле h4 · бяла пешка на бяло поле b3 · черен офицер на черно поле c3 · бяла пешка на черно поле g3 · бяла пешка на бяло поле a2 · бяла пешка на черно поле f2 · бял цар на бяло поле g2 | черен цар на черно поле f8 · черна дама на бяло поле d7 · черен топ на бяло поле f7 · черна пешка на черно поле g7 · бял офицер на бяло поле h7 · черна пешка на черно поле h6 · черна пешка на черно поле a5 · бяла дама на черно поле e5 · черна пешка на черно поле b4 · черна пешка на черно поле d4 · бял топ на бяло поле e4 · бяла пешка на черно поле h4 · бяла пешка на бяло поле b3 · черен офицер на черно поле c3 · бяла пешка на черно поле g3 · бяла пешка на бяло поле a2 · бяла пешка на черно поле f2 · бял цар на бяло поле g2 | 5 |
| 4 | черен цар на черно поле f8 · черна дама на бяло поле d7 · черен топ на бяло поле f7 · черна пешка на черно поле g7 · бял офицер на бяло поле h7 · черна пешка на черно поле h6 · черна пешка на черно поле a5 · бяла дама на черно поле e5 · черна пешка на черно поле b4 · черна пешка на черно поле d4 · бял топ на бяло поле e4 · бяла пешка на черно поле h4 · бяла пешка на бяло поле b3 · черен офицер на черно поле c3 · бяла пешка на черно поле g3 · бяла пешка на бяло поле a2 · бяла пешка на черно поле f2 · бял цар на бяло поле g2 | черен цар на черно поле f8 · черна дама на бяло поле d7 · черен топ на бяло поле f7 · черна пешка на черно поле g7 · бял офицер на бяло поле h7 · черна пешка на черно поле h6 · черна пешка на черно поле a5 · бяла дама на черно поле e5 · черна пешка на черно поле b4 · черна пешка на черно поле d4 · бял топ на бяло поле e4 · бяла пешка на черно поле h4 · бяла пешка на бяло поле b3 · черен офицер на черно поле c3 · бяла пешка на черно поле g3 · бяла пешка на бяло поле a2 · бяла пешка на черно поле f2 · бял цар на бяло поле g2 | черен цар на черно поле f8 · черна дама на бяло поле d7 · черен топ на бяло поле f7 · черна пешка на черно поле g7 · бял офицер на бяло поле h7 · черна пешка на черно поле h6 · черна пешка на черно поле a5 · бяла дама на черно поле e5 · черна пешка на черно поле b4 · черна пешка на черно поле d4 · бял топ на бяло поле e4 · бяла пешка на черно поле h4 · бяла пешка на бяло поле b3 · черен офицер на черно поле c3 · бяла пешка на черно поле g3 · бяла пешка на бяло поле a2 · бяла пешка на черно поле f2 · бял цар на бяло поле g2 | черен цар на черно поле f8 · черна дама на бяло поле d7 · черен топ на бяло поле f7 · черна пешка на черно поле g7 · бял офицер на бяло поле h7 · черна пешка на черно поле h6 · черна пешка на черно поле a5 · бяла дама на черно поле e5 · черна пешка на черно поле b4 · черна пешка на черно поле d4 · бял топ на бяло поле e4 · бяла пешка на черно поле h4 · бяла пешка на бяло поле b3 · черен офицер на черно поле c3 · бяла пешка на черно поле g3 · бяла пешка на бяло поле a2 · бяла пешка на черно поле f2 · бял цар на бяло поле g2 | черен цар на черно поле f8 · черна дама на бяло поле d7 · черен топ на бяло поле f7 · черна пешка на черно поле g7 · бял офицер на бяло поле h7 · черна пешка на черно поле h6 · черна пешка на черно поле a5 · бяла дама на черно поле e5 · черна пешка на черно поле b4 · черна пешка на черно поле d4 · бял топ на бяло поле e4 · бяла пешка на черно поле h4 · бяла пешка на бяло поле b3 · черен офицер на черно поле c3 · бяла пешка на черно поле g3 · бяла пешка на бяло поле a2 · бяла пешка на черно поле f2 · бял цар на бяло поле g2 | черен цар на черно поле f8 · черна дама на бяло поле d7 · черен топ на бяло поле f7 · черна пешка на черно поле g7 · бял офицер на бяло поле h7 · черна пешка на черно поле h6 · черна пешка на черно поле a5 · бяла дама на черно поле e5 · черна пешка на черно поле b4 · черна пешка на черно поле d4 · бял топ на бяло поле e4 · бяла пешка на черно поле h4 · бяла пешка на бяло поле b3 · черен офицер на черно поле c3 · бяла пешка на черно поле g3 · бяла пешка на бяло поле a2 · бяла пешка на черно поле f2 · бял цар на бяло поле g2 | черен цар на черно поле f8 · черна дама на бяло поле d7 · черен топ на бяло поле f7 · черна пешка на черно поле g7 · бял офицер на бяло поле h7 · черна пешка на черно поле h6 · черна пешка на черно поле a5 · бяла дама на черно поле e5 · черна пешка на черно поле b4 · черна пешка на черно поле d4 · бял топ на бяло поле e4 · бяла пешка на черно поле h4 · бяла пешка на бяло поле b3 · черен офицер на черно поле c3 · бяла пешка на черно поле g3 · бяла пешка на бяло поле a2 · бяла пешка на черно поле f2 · бял цар на бяло поле g2 | черен цар на черно поле f8 · черна дама на бяло поле d7 · черен топ на бяло поле f7 · черна пешка на черно поле g7 · бял офицер на бяло поле h7 · черна пешка на черно поле h6 · черна пешка на черно поле a5 · бяла дама на черно поле e5 · черна пешка на черно поле b4 · черна пешка на черно поле d4 · бял топ на бяло поле e4 · бяла пешка на черно поле h4 · бяла пешка на бяло поле b3 · черен офицер на черно поле c3 · бяла пешка на черно поле g3 · бяла пешка на бяло поле a2 · бяла пешка на черно поле f2 · бял цар на бяло поле g2 | 4 |
| 3 | черен цар на черно поле f8 · черна дама на бяло поле d7 · черен топ на бяло поле f7 · черна пешка на черно поле g7 · бял офицер на бяло поле h7 · черна пешка на черно поле h6 · черна пешка на черно поле a5 · бяла дама на черно поле e5 · черна пешка на черно поле b4 · черна пешка на черно поле d4 · бял топ на бяло поле e4 · бяла пешка на черно поле h4 · бяла пешка на бяло поле b3 · черен офицер на черно поле c3 · бяла пешка на черно поле g3 · бяла пешка на бяло поле a2 · бяла пешка на черно поле f2 · бял цар на бяло поле g2 | черен цар на черно поле f8 · черна дама на бяло поле d7 · черен топ на бяло поле f7 · черна пешка на черно поле g7 · бял офицер на бяло поле h7 · черна пешка на черно поле h6 · черна пешка на черно поле a5 · бяла дама на черно поле e5 · черна пешка на черно поле b4 · черна пешка на черно поле d4 · бял топ на бяло поле e4 · бяла пешка на черно поле h4 · бяла пешка на бяло поле b3 · черен офицер на черно поле c3 · бяла пешка на черно поле g3 · бяла пешка на бяло поле a2 · бяла пешка на черно поле f2 · бял цар на бяло поле g2 | черен цар на черно поле f8 · черна дама на бяло поле d7 · черен топ на бяло поле f7 · черна пешка на черно поле g7 · бял офицер на бяло поле h7 · черна пешка на черно поле h6 · черна пешка на черно поле a5 · бяла дама на черно поле e5 · черна пешка на черно поле b4 · черна пешка на черно поле d4 · бял топ на бяло поле e4 · бяла пешка на черно поле h4 · бяла пешка на бяло поле b3 · черен офицер на черно поле c3 · бяла пешка на черно поле g3 · бяла пешка на бяло поле a2 · бяла пешка на черно поле f2 · бял цар на бяло поле g2 | черен цар на черно поле f8 · черна дама на бяло поле d7 · черен топ на бяло поле f7 · черна пешка на черно поле g7 · бял офицер на бяло поле h7 · черна пешка на черно поле h6 · черна пешка на черно поле a5 · бяла дама на черно поле e5 · черна пешка на черно поле b4 · черна пешка на черно поле d4 · бял топ на бяло поле e4 · бяла пешка на черно поле h4 · бяла пешка на бяло поле b3 · черен офицер на черно поле c3 · бяла пешка на черно поле g3 · бяла пешка на бяло поле a2 · бяла пешка на черно поле f2 · бял цар на бяло поле g2 | черен цар на черно поле f8 · черна дама на бяло поле d7 · черен топ на бяло поле f7 · черна пешка на черно поле g7 · бял офицер на бяло поле h7 · черна пешка на черно поле h6 · черна пешка на черно поле a5 · бяла дама на черно поле e5 · черна пешка на черно поле b4 · черна пешка на черно поле d4 · бял топ на бяло поле e4 · бяла пешка на черно поле h4 · бяла пешка на бяло поле b3 · черен офицер на черно поле c3 · бяла пешка на черно поле g3 · бяла пешка на бяло поле a2 · бяла пешка на черно поле f2 · бял цар на бяло поле g2 | черен цар на черно поле f8 · черна дама на бяло поле d7 · черен топ на бяло поле f7 · черна пешка на черно поле g7 · бял офицер на бяло поле h7 · черна пешка на черно поле h6 · черна пешка на черно поле a5 · бяла дама на черно поле e5 · черна пешка на черно поле b4 · черна пешка на черно поле d4 · бял топ на бяло поле e4 · бяла пешка на черно поле h4 · бяла пешка на бяло поле b3 · черен офицер на черно поле c3 · бяла пешка на черно поле g3 · бяла пешка на бяло поле a2 · бяла пешка на черно поле f2 · бял цар на бяло поле g2 | черен цар на черно поле f8 · черна дама на бяло поле d7 · черен топ на бяло поле f7 · черна пешка на черно поле g7 · бял офицер на бяло поле h7 · черна пешка на черно поле h6 · черна пешка на черно поле a5 · бяла дама на черно поле e5 · черна пешка на черно поле b4 · черна пешка на черно поле d4 · бял топ на бяло поле e4 · бяла пешка на черно поле h4 · бяла пешка на бяло поле b3 · черен офицер на черно поле c3 · бяла пешка на черно поле g3 · бяла пешка на бяло поле a2 · бяла пешка на черно поле f2 · бял цар на бяло поле g2 | черен цар на черно поле f8 · черна дама на бяло поле d7 · черен топ на бяло поле f7 · черна пешка на черно поле g7 · бял офицер на бяло поле h7 · черна пешка на черно поле h6 · черна пешка на черно поле a5 · бяла дама на черно поле e5 · черна пешка на черно поле b4 · черна пешка на черно поле d4 · бял топ на бяло поле e4 · бяла пешка на черно поле h4 · бяла пешка на бяло поле b3 · черен офицер на черно поле c3 · бяла пешка на черно поле g3 · бяла пешка на бяло поле a2 · бяла пешка на черно поле f2 · бял цар на бяло поле g2 | 3 |
| 2 | черен цар на черно поле f8 · черна дама на бяло поле d7 · черен топ на бяло поле f7 · черна пешка на черно поле g7 · бял офицер на бяло поле h7 · черна пешка на черно поле h6 · черна пешка на черно поле a5 · бяла дама на черно поле e5 · черна пешка на черно поле b4 · черна пешка на черно поле d4 · бял топ на бяло поле e4 · бяла пешка на черно поле h4 · бяла пешка на бяло поле b3 · черен офицер на черно поле c3 · бяла пешка на черно поле g3 · бяла пешка на бяло поле a2 · бяла пешка на черно поле f2 · бял цар на бяло поле g2 | черен цар на черно поле f8 · черна дама на бяло поле d7 · черен топ на бяло поле f7 · черна пешка на черно поле g7 · бял офицер на бяло поле h7 · черна пешка на черно поле h6 · черна пешка на черно поле a5 · бяла дама на черно поле e5 · черна пешка на черно поле b4 · черна пешка на черно поле d4 · бял топ на бяло поле e4 · бяла пешка на черно поле h4 · бяла пешка на бяло поле b3 · черен офицер на черно поле c3 · бяла пешка на черно поле g3 · бяла пешка на бяло поле a2 · бяла пешка на черно поле f2 · бял цар на бяло поле g2 | черен цар на черно поле f8 · черна дама на бяло поле d7 · черен топ на бяло поле f7 · черна пешка на черно поле g7 · бял офицер на бяло поле h7 · черна пешка на черно поле h6 · черна пешка на черно поле a5 · бяла дама на черно поле e5 · черна пешка на черно поле b4 · черна пешка на черно поле d4 · бял топ на бяло поле e4 · бяла пешка на черно поле h4 · бяла пешка на бяло поле b3 · черен офицер на черно поле c3 · бяла пешка на черно поле g3 · бяла пешка на бяло поле a2 · бяла пешка на черно поле f2 · бял цар на бяло поле g2 | черен цар на черно поле f8 · черна дама на бяло поле d7 · черен топ на бяло поле f7 · черна пешка на черно поле g7 · бял офицер на бяло поле h7 · черна пешка на черно поле h6 · черна пешка на черно поле a5 · бяла дама на черно поле e5 · черна пешка на черно поле b4 · черна пешка на черно поле d4 · бял топ на бяло поле e4 · бяла пешка на черно поле h4 · бяла пешка на бяло поле b3 · черен офицер на черно поле c3 · бяла пешка на черно поле g3 · бяла пешка на бяло поле a2 · бяла пешка на черно поле f2 · бял цар на бяло поле g2 | черен цар на черно поле f8 · черна дама на бяло поле d7 · черен топ на бяло поле f7 · черна пешка на черно поле g7 · бял офицер на бяло поле h7 · черна пешка на черно поле h6 · черна пешка на черно поле a5 · бяла дама на черно поле e5 · черна пешка на черно поле b4 · черна пешка на черно поле d4 · бял топ на бяло поле e4 · бяла пешка на черно поле h4 · бяла пешка на бяло поле b3 · черен офицер на черно поле c3 · бяла пешка на черно поле g3 · бяла пешка на бяло поле a2 · бяла пешка на черно поле f2 · бял цар на бяло поле g2 | черен цар на черно поле f8 · черна дама на бяло поле d7 · черен топ на бяло поле f7 · черна пешка на черно поле g7 · бял офицер на бяло поле h7 · черна пешка на черно поле h6 · черна пешка на черно поле a5 · бяла дама на черно поле e5 · черна пешка на черно поле b4 · черна пешка на черно поле d4 · бял топ на бяло поле e4 · бяла пешка на черно поле h4 · бяла пешка на бяло поле b3 · черен офицер на черно поле c3 · бяла пешка на черно поле g3 · бяла пешка на бяло поле a2 · бяла пешка на черно поле f2 · бял цар на бяло поле g2 | черен цар на черно поле f8 · черна дама на бяло поле d7 · черен топ на бяло поле f7 · черна пешка на черно поле g7 · бял офицер на бяло поле h7 · черна пешка на черно поле h6 · черна пешка на черно поле a5 · бяла дама на черно поле e5 · черна пешка на черно поле b4 · черна пешка на черно поле d4 · бял топ на бяло поле e4 · бяла пешка на черно поле h4 · бяла пешка на бяло поле b3 · черен офицер на черно поле c3 · бяла пешка на черно поле g3 · бяла пешка на бяло поле a2 · бяла пешка на черно поле f2 · бял цар на бяло поле g2 | черен цар на черно поле f8 · черна дама на бяло поле d7 · черен топ на бяло поле f7 · черна пешка на черно поле g7 · бял офицер на бяло поле h7 · черна пешка на черно поле h6 · черна пешка на черно поле a5 · бяла дама на черно поле e5 · черна пешка на черно поле b4 · черна пешка на черно поле d4 · бял топ на бяло поле e4 · бяла пешка на черно поле h4 · бяла пешка на бяло поле b3 · черен офицер на черно поле c3 · бяла пешка на черно поле g3 · бяла пешка на бяло поле a2 · бяла пешка на черно поле f2 · бял цар на бяло поле g2 | 2 |
| 1 | черен цар на черно поле f8 · черна дама на бяло поле d7 · черен топ на бяло поле f7 · черна пешка на черно поле g7 · бял офицер на бяло поле h7 · черна пешка на черно поле h6 · черна пешка на черно поле a5 · бяла дама на черно поле e5 · черна пешка на черно поле b4 · черна пешка на черно поле d4 · бял топ на бяло поле e4 · бяла пешка на черно поле h4 · бяла пешка на бяло поле b3 · черен офицер на черно поле c3 · бяла пешка на черно поле g3 · бяла пешка на бяло поле a2 · бяла пешка на черно поле f2 · бял цар на бяло поле g2 | черен цар на черно поле f8 · черна дама на бяло поле d7 · черен топ на бяло поле f7 · черна пешка на черно поле g7 · бял офицер на бяло поле h7 · черна пешка на черно поле h6 · черна пешка на черно поле a5 · бяла дама на черно поле e5 · черна пешка на черно поле b4 · черна пешка на черно поле d4 · бял топ на бяло поле e4 · бяла пешка на черно поле h4 · бяла пешка на бяло поле b3 · черен офицер на черно поле c3 · бяла пешка на черно поле g3 · бяла пешка на бяло поле a2 · бяла пешка на черно поле f2 · бял цар на бяло поле g2 | черен цар на черно поле f8 · черна дама на бяло поле d7 · черен топ на бяло поле f7 · черна пешка на черно поле g7 · бял офицер на бяло поле h7 · черна пешка на черно поле h6 · черна пешка на черно поле a5 · бяла дама на черно поле e5 · черна пешка на черно поле b4 · черна пешка на черно поле d4 · бял топ на бяло поле e4 · бяла пешка на черно поле h4 · бяла пешка на бяло поле b3 · черен офицер на черно поле c3 · бяла пешка на черно поле g3 · бяла пешка на бяло поле a2 · бяла пешка на черно поле f2 · бял цар на бяло поле g2 | черен цар на черно поле f8 · черна дама на бяло поле d7 · черен топ на бяло поле f7 · черна пешка на черно поле g7 · бял офицер на бяло поле h7 · черна пешка на черно поле h6 · черна пешка на черно поле a5 · бяла дама на черно поле e5 · черна пешка на черно поле b4 · черна пешка на черно поле d4 · бял топ на бяло поле e4 · бяла пешка на черно поле h4 · бяла пешка на бяло поле b3 · черен офицер на черно поле c3 · бяла пешка на черно поле g3 · бяла пешка на бяло поле a2 · бяла пешка на черно поле f2 · бял цар на бяло поле g2 | черен цар на черно поле f8 · черна дама на бяло поле d7 · черен топ на бяло поле f7 · черна пешка на черно поле g7 · бял офицер на бяло поле h7 · черна пешка на черно поле h6 · черна пешка на черно поле a5 · бяла дама на черно поле e5 · черна пешка на черно поле b4 · черна пешка на черно поле d4 · бял топ на бяло поле e4 · бяла пешка на черно поле h4 · бяла пешка на бяло поле b3 · черен офицер на черно поле c3 · бяла пешка на черно поле g3 · бяла пешка на бяло поле a2 · бяла пешка на черно поле f2 · бял цар на бяло поле g2 | черен цар на черно поле f8 · черна дама на бяло поле d7 · черен топ на бяло поле f7 · черна пешка на черно поле g7 · бял офицер на бяло поле h7 · черна пешка на черно поле h6 · черна пешка на черно поле a5 · бяла дама на черно поле e5 · черна пешка на черно поле b4 · черна пешка на черно поле d4 · бял топ на бяло поле e4 · бяла пешка на черно поле h4 · бяла пешка на бяло поле b3 · черен офицер на черно поле c3 · бяла пешка на черно поле g3 · бяла пешка на бяло поле a2 · бяла пешка на черно поле f2 · бял цар на бяло поле g2 | черен цар на черно поле f8 · черна дама на бяло поле d7 · черен топ на бяло поле f7 · черна пешка на черно поле g7 · бял офицер на бяло поле h7 · черна пешка на черно поле h6 · черна пешка на черно поле a5 · бяла дама на черно поле e5 · черна пешка на черно поле b4 · черна пешка на черно поле d4 · бял топ на бяло поле e4 · бяла пешка на черно поле h4 · бяла пешка на бяло поле b3 · черен офицер на черно поле c3 · бяла пешка на черно поле g3 · бяла пешка на бяло поле a2 · бяла пешка на черно поле f2 · бял цар на бяло поле g2 | черен цар на черно поле f8 · черна дама на бяло поле d7 · черен топ на бяло поле f7 · черна пешка на черно поле g7 · бял офицер на бяло поле h7 · черна пешка на черно поле h6 · черна пешка на черно поле a5 · бяла дама на черно поле e5 · черна пешка на черно поле b4 · черна пешка на черно поле d4 · бял топ на бяло поле e4 · бяла пешка на черно поле h4 · бяла пешка на бяло поле b3 · черен офицер на черно поле c3 · бяла пешка на черно поле g3 · бяла пешка на бяло поле a2 · бяла пешка на черно поле f2 · бял цар на бяло поле g2 | 1 |
|   | a | b | c | d | e | f | g | h |   |

офицер е принуден да защитава пешките b5 и d5 пред тях и остава изолиран от основните действия в тила, където Карпов атакува царя реално с фигура повече. 38. Ob1 Дd2 39.Дe5 Td8 40.Дf5 Цg8 41.Дe6+ Цh8 42.Дg6 Цg8 43.Дe6+ Цh8 44.Of5 Дc3 45.Дg6 Цg8 46.Oe6+ Цh8 47.Of5 Цg8 48.g3 Цf8 49.Цg2 Дf6 50.Дh7 Дf7 51.h4 Дd2 52.Td1 Oc3 53.Td3 Td6 54.Tf3 Цe7 55.Цh8 d4 56.Дc8 Tf6 57.Дc5+ Цe8 58.Tf4 Дb7+ 59.Te4+ Цf7 60.Дc4+ Цf8 61.Oh7 Tf7 62.Дe6 Дd7 63.Де5! (диаграма 6). Заплашва Дb8+ и Д:а5. Черните се предават. На 64... Дd8 следва 64.Дс5+ Те7 65.Тf4+ Це8 66.Og6+ Цg7 67.Тf5! Дс7 68.Td5 Цс8 69.Оf5+ Цb8 70.Td8! Цb7 71.Oc8+! Д:с8 72.Д:с8+ Цb6 73.Тd6+ Цb7 74.Ta6X (или 73...Цb5 Дс4 мат).
|   | a | b | c | d | e | f | g | h |   |
| 8 | черна пешка на черно поле f6 · бяла пешка на черно поле h6 · бяла дама на черно поле b4 · черна дама на бяло поле d3 · черен цар на черно поле e3 · черна пешка на бяло поле c2 · бяла пешка на бяло поле g2 · бял цар на бяло поле h1 | черна пешка на черно поле f6 · бяла пешка на черно поле h6 · бяла дама на черно поле b4 · черна дама на бяло поле d3 · черен цар на черно поле e3 · черна пешка на бяло поле c2 · бяла пешка на бяло поле g2 · бял цар на бяло поле h1 | черна пешка на черно поле f6 · бяла пешка на черно поле h6 · бяла дама на черно поле b4 · черна дама на бяло поле d3 · черен цар на черно поле e3 · черна пешка на бяло поле c2 · бяла пешка на бяло поле g2 · бял цар на бяло поле h1 | черна пешка на черно поле f6 · бяла пешка на черно поле h6 · бяла дама на черно поле b4 · черна дама на бяло поле d3 · черен цар на черно поле e3 · черна пешка на бяло поле c2 · бяла пешка на бяло поле g2 · бял цар на бяло поле h1 | черна пешка на черно поле f6 · бяла пешка на черно поле h6 · бяла дама на черно поле b4 · черна дама на бяло поле d3 · черен цар на черно поле e3 · черна пешка на бяло поле c2 · бяла пешка на бяло поле g2 · бял цар на бяло поле h1 | черна пешка на черно поле f6 · бяла пешка на черно поле h6 · бяла дама на черно поле b4 · черна дама на бяло поле d3 · черен цар на черно поле e3 · черна пешка на бяло поле c2 · бяла пешка на бяло поле g2 · бял цар на бяло поле h1 | черна пешка на черно поле f6 · бяла пешка на черно поле h6 · бяла дама на черно поле b4 · черна дама на бяло поле d3 · черен цар на черно поле e3 · черна пешка на бяло поле c2 · бяла пешка на бяло поле g2 · бял цар на бяло поле h1 | черна пешка на черно поле f6 · бяла пешка на черно поле h6 · бяла дама на черно поле b4 · черна дама на бяло поле d3 · черен цар на черно поле e3 · черна пешка на бяло поле c2 · бяла пешка на бяло поле g2 · бял цар на бяло поле h1 | 8 |
| 7 | черна пешка на черно поле f6 · бяла пешка на черно поле h6 · бяла дама на черно поле b4 · черна дама на бяло поле d3 · черен цар на черно поле e3 · черна пешка на бяло поле c2 · бяла пешка на бяло поле g2 · бял цар на бяло поле h1 | черна пешка на черно поле f6 · бяла пешка на черно поле h6 · бяла дама на черно поле b4 · черна дама на бяло поле d3 · черен цар на черно поле e3 · черна пешка на бяло поле c2 · бяла пешка на бяло поле g2 · бял цар на бяло поле h1 | черна пешка на черно поле f6 · бяла пешка на черно поле h6 · бяла дама на черно поле b4 · черна дама на бяло поле d3 · черен цар на черно поле e3 · черна пешка на бяло поле c2 · бяла пешка на бяло поле g2 · бял цар на бяло поле h1 | черна пешка на черно поле f6 · бяла пешка на черно поле h6 · бяла дама на черно поле b4 · черна дама на бяло поле d3 · черен цар на черно поле e3 · черна пешка на бяло поле c2 · бяла пешка на бяло поле g2 · бял цар на бяло поле h1 | черна пешка на черно поле f6 · бяла пешка на черно поле h6 · бяла дама на черно поле b4 · черна дама на бяло поле d3 · черен цар на черно поле e3 · черна пешка на бяло поле c2 · бяла пешка на бяло поле g2 · бял цар на бяло поле h1 | черна пешка на черно поле f6 · бяла пешка на черно поле h6 · бяла дама на черно поле b4 · черна дама на бяло поле d3 · черен цар на черно поле e3 · черна пешка на бяло поле c2 · бяла пешка на бяло поле g2 · бял цар на бяло поле h1 | черна пешка на черно поле f6 · бяла пешка на черно поле h6 · бяла дама на черно поле b4 · черна дама на бяло поле d3 · черен цар на черно поле e3 · черна пешка на бяло поле c2 · бяла пешка на бяло поле g2 · бял цар на бяло поле h1 | черна пешка на черно поле f6 · бяла пешка на черно поле h6 · бяла дама на черно поле b4 · черна дама на бяло поле d3 · черен цар на черно поле e3 · черна пешка на бяло поле c2 · бяла пешка на бяло поле g2 · бял цар на бяло поле h1 | 7 |
| 6 | черна пешка на черно поле f6 · бяла пешка на черно поле h6 · бяла дама на черно поле b4 · черна дама на бяло поле d3 · черен цар на черно поле e3 · черна пешка на бяло поле c2 · бяла пешка на бяло поле g2 · бял цар на бяло поле h1 | черна пешка на черно поле f6 · бяла пешка на черно поле h6 · бяла дама на черно поле b4 · черна дама на бяло поле d3 · черен цар на черно поле e3 · черна пешка на бяло поле c2 · бяла пешка на бяло поле g2 · бял цар на бяло поле h1 | черна пешка на черно поле f6 · бяла пешка на черно поле h6 · бяла дама на черно поле b4 · черна дама на бяло поле d3 · черен цар на черно поле e3 · черна пешка на бяло поле c2 · бяла пешка на бяло поле g2 · бял цар на бяло поле h1 | черна пешка на черно поле f6 · бяла пешка на черно поле h6 · бяла дама на черно поле b4 · черна дама на бяло поле d3 · черен цар на черно поле e3 · черна пешка на бяло поле c2 · бяла пешка на бяло поле g2 · бял цар на бяло поле h1 | черна пешка на черно поле f6 · бяла пешка на черно поле h6 · бяла дама на черно поле b4 · черна дама на бяло поле d3 · черен цар на черно поле e3 · черна пешка на бяло поле c2 · бяла пешка на бяло поле g2 · бял цар на бяло поле h1 | черна пешка на черно поле f6 · бяла пешка на черно поле h6 · бяла дама на черно поле b4 · черна дама на бяло поле d3 · черен цар на черно поле e3 · черна пешка на бяло поле c2 · бяла пешка на бяло поле g2 · бял цар на бяло поле h1 | черна пешка на черно поле f6 · бяла пешка на черно поле h6 · бяла дама на черно поле b4 · черна дама на бяло поле d3 · черен цар на черно поле e3 · черна пешка на бяло поле c2 · бяла пешка на бяло поле g2 · бял цар на бяло поле h1 | черна пешка на черно поле f6 · бяла пешка на черно поле h6 · бяла дама на черно поле b4 · черна дама на бяло поле d3 · черен цар на черно поле e3 · черна пешка на бяло поле c2 · бяла пешка на бяло поле g2 · бял цар на бяло поле h1 | 6 |
| 5 | черна пешка на черно поле f6 · бяла пешка на черно поле h6 · бяла дама на черно поле b4 · черна дама на бяло поле d3 · черен цар на черно поле e3 · черна пешка на бяло поле c2 · бяла пешка на бяло поле g2 · бял цар на бяло поле h1 | черна пешка на черно поле f6 · бяла пешка на черно поле h6 · бяла дама на черно поле b4 · черна дама на бяло поле d3 · черен цар на черно поле e3 · черна пешка на бяло поле c2 · бяла пешка на бяло поле g2 · бял цар на бяло поле h1 | черна пешка на черно поле f6 · бяла пешка на черно поле h6 · бяла дама на черно поле b4 · черна дама на бяло поле d3 · черен цар на черно поле e3 · черна пешка на бяло поле c2 · бяла пешка на бяло поле g2 · бял цар на бяло поле h1 | черна пешка на черно поле f6 · бяла пешка на черно поле h6 · бяла дама на черно поле b4 · черна дама на бяло поле d3 · черен цар на черно поле e3 · черна пешка на бяло поле c2 · бяла пешка на бяло поле g2 · бял цар на бяло поле h1 | черна пешка на черно поле f6 · бяла пешка на черно поле h6 · бяла дама на черно поле b4 · черна дама на бяло поле d3 · черен цар на черно поле e3 · черна пешка на бяло поле c2 · бяла пешка на бяло поле g2 · бял цар на бяло поле h1 | черна пешка на черно поле f6 · бяла пешка на черно поле h6 · бяла дама на черно поле b4 · черна дама на бяло поле d3 · черен цар на черно поле e3 · черна пешка на бяло поле c2 · бяла пешка на бяло поле g2 · бял цар на бяло поле h1 | черна пешка на черно поле f6 · бяла пешка на черно поле h6 · бяла дама на черно поле b4 · черна дама на бяло поле d3 · черен цар на черно поле e3 · черна пешка на бяло поле c2 · бяла пешка на бяло поле g2 · бял цар на бяло поле h1 | черна пешка на черно поле f6 · бяла пешка на черно поле h6 · бяла дама на черно поле b4 · черна дама на бяло поле d3 · черен цар на черно поле e3 · черна пешка на бяло поле c2 · бяла пешка на бяло поле g2 · бял цар на бяло поле h1 | 5 |
| 4 | черна пешка на черно поле f6 · бяла пешка на черно поле h6 · бяла дама на черно поле b4 · черна дама на бяло поле d3 · черен цар на черно поле e3 · черна пешка на бяло поле c2 · бяла пешка на бяло поле g2 · бял цар на бяло поле h1 | черна пешка на черно поле f6 · бяла пешка на черно поле h6 · бяла дама на черно поле b4 · черна дама на бяло поле d3 · черен цар на черно поле e3 · черна пешка на бяло поле c2 · бяла пешка на бяло поле g2 · бял цар на бяло поле h1 | черна пешка на черно поле f6 · бяла пешка на черно поле h6 · бяла дама на черно поле b4 · черна дама на бяло поле d3 · черен цар на черно поле e3 · черна пешка на бяло поле c2 · бяла пешка на бяло поле g2 · бял цар на бяло поле h1 | черна пешка на черно поле f6 · бяла пешка на черно поле h6 · бяла дама на черно поле b4 · черна дама на бяло поле d3 · черен цар на черно поле e3 · черна пешка на бяло поле c2 · бяла пешка на бяло поле g2 · бял цар на бяло поле h1 | черна пешка на черно поле f6 · бяла пешка на черно поле h6 · бяла дама на черно поле b4 · черна дама на бяло поле d3 · черен цар на черно поле e3 · черна пешка на бяло поле c2 · бяла пешка на бяло поле g2 · бял цар на бяло поле h1 | черна пешка на черно поле f6 · бяла пешка на черно поле h6 · бяла дама на черно поле b4 · черна дама на бяло поле d3 · черен цар на черно поле e3 · черна пешка на бяло поле c2 · бяла пешка на бяло поле g2 · бял цар на бяло поле h1 | черна пешка на черно поле f6 · бяла пешка на черно поле h6 · бяла дама на черно поле b4 · черна дама на бяло поле d3 · черен цар на черно поле e3 · черна пешка на бяло поле c2 · бяла пешка на бяло поле g2 · бял цар на бяло поле h1 | черна пешка на черно поле f6 · бяла пешка на черно поле h6 · бяла дама на черно поле b4 · черна дама на бяло поле d3 · черен цар на черно поле e3 · черна пешка на бяло поле c2 · бяла пешка на бяло поле g2 · бял цар на бяло поле h1 | 4 |
| 3 | черна пешка на черно поле f6 · бяла пешка на черно поле h6 · бяла дама на черно поле b4 · черна дама на бяло поле d3 · черен цар на черно поле e3 · черна пешка на бяло поле c2 · бяла пешка на бяло поле g2 · бял цар на бяло поле h1 | черна пешка на черно поле f6 · бяла пешка на черно поле h6 · бяла дама на черно поле b4 · черна дама на бяло поле d3 · черен цар на черно поле e3 · черна пешка на бяло поле c2 · бяла пешка на бяло поле g2 · бял цар на бяло поле h1 | черна пешка на черно поле f6 · бяла пешка на черно поле h6 · бяла дама на черно поле b4 · черна дама на бяло поле d3 · черен цар на черно поле e3 · черна пешка на бяло поле c2 · бяла пешка на бяло поле g2 · бял цар на бяло поле h1 | черна пешка на черно поле f6 · бяла пешка на черно поле h6 · бяла дама на черно поле b4 · черна дама на бяло поле d3 · черен цар на черно поле e3 · черна пешка на бяло поле c2 · бяла пешка на бяло поле g2 · бял цар на бяло поле h1 | черна пешка на черно поле f6 · бяла пешка на черно поле h6 · бяла дама на черно поле b4 · черна дама на бяло поле d3 · черен цар на черно поле e3 · черна пешка на бяло поле c2 · бяла пешка на бяло поле g2 · бял цар на бяло поле h1 | черна пешка на черно поле f6 · бяла пешка на черно поле h6 · бяла дама на черно поле b4 · черна дама на бяло поле d3 · черен цар на черно поле e3 · черна пешка на бяло поле c2 · бяла пешка на бяло поле g2 · бял цар на бяло поле h1 | черна пешка на черно поле f6 · бяла пешка на черно поле h6 · бяла дама на черно поле b4 · черна дама на бяло поле d3 · черен цар на черно поле e3 · черна пешка на бяло поле c2 · бяла пешка на бяло поле g2 · бял цар на бяло поле h1 | черна пешка на черно поле f6 · бяла пешка на черно поле h6 · бяла дама на черно поле b4 · черна дама на бяло поле d3 · черен цар на черно поле e3 · черна пешка на бяло поле c2 · бяла пешка на бяло поле g2 · бял цар на бяло поле h1 | 3 |
| 2 | черна пешка на черно поле f6 · бяла пешка на черно поле h6 · бяла дама на черно поле b4 · черна дама на бяло поле d3 · черен цар на черно поле e3 · черна пешка на бяло поле c2 · бяла пешка на бяло поле g2 · бял цар на бяло поле h1 | черна пешка на черно поле f6 · бяла пешка на черно поле h6 · бяла дама на черно поле b4 · черна дама на бяло поле d3 · черен цар на черно поле e3 · черна пешка на бяло поле c2 · бяла пешка на бяло поле g2 · бял цар на бяло поле h1 | черна пешка на черно поле f6 · бяла пешка на черно поле h6 · бяла дама на черно поле b4 · черна дама на бяло поле d3 · черен цар на черно поле e3 · черна пешка на бяло поле c2 · бяла пешка на бяло поле g2 · бял цар на бяло поле h1 | черна пешка на черно поле f6 · бяла пешка на черно поле h6 · бяла дама на черно поле b4 · черна дама на бяло поле d3 · черен цар на черно поле e3 · черна пешка на бяло поле c2 · бяла пешка на бяло поле g2 · бял цар на бяло поле h1 | черна пешка на черно поле f6 · бяла пешка на черно поле h6 · бяла дама на черно поле b4 · черна дама на бяло поле d3 · черен цар на черно поле e3 · черна пешка на бяло поле c2 · бяла пешка на бяло поле g2 · бял цар на бяло поле h1 | черна пешка на черно поле f6 · бяла пешка на черно поле h6 · бяла дама на черно поле b4 · черна дама на бяло поле d3 · черен цар на черно поле e3 · черна пешка на бяло поле c2 · бяла пешка на бяло поле g2 · бял цар на бяло поле h1 | черна пешка на черно поле f6 · бяла пешка на черно поле h6 · бяла дама на черно поле b4 · черна дама на бяло поле d3 · черен цар на черно поле e3 · черна пешка на бяло поле c2 · бяла пешка на бяло поле g2 · бял цар на бяло поле h1 | черна пешка на черно поле f6 · бяла пешка на черно поле h6 · бяла дама на черно поле b4 · черна дама на бяло поле d3 · черен цар на черно поле e3 · черна пешка на бяло поле c2 · бяла пешка на бяло поле g2 · бял цар на бяло поле h1 | 2 |
| 1 | черна пешка на черно поле f6 · бяла пешка на черно поле h6 · бяла дама на черно поле b4 · черна дама на бяло поле d3 · черен цар на черно поле e3 · черна пешка на бяло поле c2 · бяла пешка на бяло поле g2 · бял цар на бяло поле h1 | черна пешка на черно поле f6 · бяла пешка на черно поле h6 · бяла дама на черно поле b4 · черна дама на бяло поле d3 · черен цар на черно поле e3 · черна пешка на бяло поле c2 · бяла пешка на бяло поле g2 · бял цар на бяло поле h1 | черна пешка на черно поле f6 · бяла пешка на черно поле h6 · бяла дама на черно поле b4 · черна дама на бяло поле d3 · черен цар на черно поле e3 · черна пешка на бяло поле c2 · бяла пешка на бяло поле g2 · бял цар на бяло поле h1 | черна пешка на черно поле f6 · бяла пешка на черно поле h6 · бяла дама на черно поле b4 · черна дама на бяло поле d3 · черен цар на черно поле e3 · черна пешка на бяло поле c2 · бяла пешка на бяло поле g2 · бял цар на бяло поле h1 | черна пешка на черно поле f6 · бяла пешка на черно поле h6 · бяла дама на черно поле b4 · черна дама на бяло поле d3 · черен цар на черно поле e3 · черна пешка на бяло поле c2 · бяла пешка на бяло поле g2 · бял цар на бяло поле h1 | черна пешка на черно поле f6 · бяла пешка на черно поле h6 · бяла дама на черно поле b4 · черна дама на бяло поле d3 · черен цар на черно поле e3 · черна пешка на бяло поле c2 · бяла пешка на бяло поле g2 · бял цар на бяло поле h1 | черна пешка на черно поле f6 · бяла пешка на черно поле h6 · бяла дама на черно поле b4 · черна дама на бяло поле d3 · черен цар на черно поле e3 · черна пешка на бяло поле c2 · бяла пешка на бяло поле g2 · бял цар на бяло поле h1 | черна пешка на черно поле f6 · бяла пешка на черно поле h6 · бяла дама на черно поле b4 · черна дама на бяло поле d3 · черен цар на черно поле e3 · черна пешка на бяло поле c2 · бяла пешка на бяло поле g2 · бял цар на бяло поле h1 | 1 |
|   | a | b | c | d | e | f | g | h |   |

3. Магнус Карлсен – Анатолий Карпов 0 – 1

Световно първенство по блиц шах, 14-ти кръг, Mосква, 16.11.2009,
Защита Нимцович, Вариант Кмоч, Е20. 
След хода на Карпов 63... с2! белите се предават (диаграма 7).